# Bunuri mobile din domeniul carte veche și manuscris clasate în patrimoniul cultural național al României aflate în municipiul București
Acestă listă conține bunurile mobile din domeniul carte veche și manuscris clasate în Patrimoniul cultural național al României aflate la momentul clasării în municipiul București.

## Tezaur
| Foto | Informații generale | Detalii tehnice | Descriere | Deținător                                              | Legături |
| ---- | --- | --- | --- | ------------------------------------------------------ | -------- |
|      | Scrisoare datată „18 iunie 1934, Vălenii de Munte“, adresată de Nicolae Iorga lui Jean Louis Barthou Autor: Scrisoarea a fost redactată de Nicolae Iorga | Datare: 18 iunie 1934 Școală: Scrisoarea a fost redactată de Nicolae Iorga Dimensiuni: 19,4 x 11,8 cm Material: hârtie fără filigran | | Muzeul Național al Literaturii Române, București       | Cimec    |
|      | Scrisoare datată „13 iunie 1940, București“, adresată de George E. Mavrodi lui Nicolae Iorga. Autor: Scrisoarea a fost redactată de George E. Mavrodi | Datare: 13 iunie 1940 Școală: Scrisoarea a fost redactată de George E. Mavrodi Dimensiuni: 29,8 x 22,8 cm Material: hârtie cu filigran | | Muzeul Național al Literaturii Române, București       | Cimec    |
|      | Scrisoare datată „27 iunie 1940“, adresată de Alphonse Dupront lui Nicolae Iorga Autor: Scrisoarea a fost redactată de Alphonse Dupront | Datare: 27 iunie 1940 Școală: Scrisoarea a fost redactată de Alphonse Dupront Dimensiuni: 22,5 x 14,5 cm Material: hârtie cu filigran | | Muzeul Național al Literaturii Române, București       | Cimec    |
|      | Scrisoare datată „9 iulie 1940, București“, adresată de Adrien Thierry lui Nicolae Iorga Autor: Scrisoarea a fost redactată la mașina de scris, în numele lui Adrien Thierry, în cadrul Ambasadei Franceze la București și semnată de ambasadorul Franței în România | Datare: 9 iulie 1940 Școală: Scrisoarea a fost redactată la mașina de scris, în numele lui Adrien Thierry în cadrul Ambasadei Franceze la București Dimensiuni: 27 x 21 cm Material: hârtie fără filigran                                                                                   | | Muzeul Național al Literaturii Române, București       | Cimec    |
|      | Scrisoare datată „28 aprilie 1931“, adresată lui Nicolae Iorga, ministru al Instrucțiunii și Cultelor, de către Constantin Moisil, directorul Arhivelor Statului Autor: Scrisoarea a fost redactată de Constantin Moisil | Datare: 28 aprilie 1931 Școală: Scrisoarea a fost redactată de Constantin Moisil Dimensiuni: 34 x 21 cm Material: hârtie fără filigran | | Muzeul Național al Literaturii Române, București       | Cimec    |
|      | Manuscris al lui Titu Maiorescu intitulat Poesie de X (III), datând din perioada studiilor gimnaziale și liceale de la Viena Autor: Titu Maiorescu - autor | Datare: noiembrie 1856 Școală: Manuscris Dimensiuni: 16,5 x 10,5 cm Material: Hârtie specifică fără filigran | | Muzeul Național al Literaturii Române, București       | Cimec    |
|      | Manuscrisul unui nebun - manuscris al lui Titu Maiorescu cuprinzând texte datând din anii 1855-1857 Autor: Titu Maiorescu - autor | Datare: 1855-1857 Școală: Manuscris Dimensiuni: 18,7 x 12,2 cm Material: Hârtie specifică fără filigran | | Muzeul Național al Literaturii Române, București       | Cimec    |
|      | Extras original din registrul stării civile pentru morți pe anul 1940, privind moartea lui N. Iorga, eliberat la data de 10 februarie 1941 Autor: Actul original de deces a fost eliberat de Oficiul Stării Civile, Sector III Albastru, Primăria Municipiului București | Datare: 10 februarie 1941 Școală: Actul original de deces a fost eliberat de Oficiul Stării Civile, Sector III Albastru, Primăria Municipiului București Dimensiuni: 21 x 33 cm Material: Hârtie specifică fără filigran                                                                    | | Muzeul Național al Literaturii Române, București       | Cimec    |
|      | Manuscris cuprinzând ciorne ale corespondenței lui Titu Maiorescu dintre 28 iulie 1871 și 4 ianuarie 1874 Autor: Manuscrisul a fost redactat de Titu Maiorescu | Datare: 28 iulie 1871 și 4 ianuarie 1874 Școală: Manuscrisul a fost redactat de Titu Maiorescu. Dimensiuni: (20 x 16,5 cm) Material: hârtie fără filigran | | Muzeul Național al Literaturii Române, București       | Cimec    |
|      | Manuscris cuprinzând ciorne ale corespondenței lui Titu Maiorescu dintre anii 1874-1881 (cu intermitențe) Autor: Manuscrisul a fost redactat de Titu Maiorescu | Datare: 1874-1881 Școală: Manuscrisul a fost redactat de Titu Maiorescu. Dimensiuni: (20,6 x 17 cm) Material: hârtie fără filigran | | Muzeul Național al Literaturii Române, București       | Cimec    |
|      | Manuscris cuprinzând ciorne ale corespondenței lui Titu Maiorescu dintre 28 aprilie 1876 - 15/27 martie 1877 și 4/16 iunie - 27 noiembrie/8 decembrie 1877 Autor: Manuscrisul a fost redactat de Titu Maiorescu | Datare: 28 aprilie 1876 – 15/27 martie 1877 și 4/16 iunie - 27 noiembrie/8 decembrie 1877 Școală: Manuscrisul a fost redactat de Titu Maiorescu. Dimensiuni: (20 x 16 cm) Material: hârtie fără filigran                                                                                    | | Muzeul Național al Literaturii Române, București       | Cimec    |
|      | O filă de manuscris, a Iuliei Hașdeu, intitulată „Journal d’une ecolière“, scrisă în octombrie 1881, înainte de a implini vârsta de 12 ani. Autor: Iulia Hașdeu - autor | Datare: octombrie 1881 Școală: Fila de manuscris a fost redactată de Iulia Hașdeu. Dimensiuni: 21,9 x 17,7 cm Material: Hârtie specifică fără filigran. | | Muzeul Național al Literaturii Române, București       | Cimec    |
|      | Biblia, adecă Dumnezeiasca Scriptură a Legii Vechi și a ceii Noao. Autor: Editată de ierarhul Ioan Bobb și tradusă de cărturarul teolog Samuil Micu Klein. | Datare: 1795 Școală: A fost tipărită în Mitropolia din Blaj, în Tipografia Seminarului Diecezan, sub patronajul mitropolitului Ardealului, Ioan Bobb. Dimensiuni: 37,8 x 25,5 cm Material: Hârtie cu filigran.                                                                              | Biblia, adecă Dumnezeiasca Scriptură a Legii Vechi și a ceii Noao. Toate care sau tălmăcit de pre limba Elinească pre înțălesul limbii Rumânești. Acum întâiu sau tipărit rumâneaște supt stăpânirea Prea înălțatului Împărat al Romanilor Franțisc al doilea Kraiului Apostolicesc Mare Prințip al Ardealului. Și cealea lalte: Cu blagoslovenia Măriii sale Prea luminatului și Prea Sf[i]nțitului Domnului Domn Ioann Bob Vlădicul Făgărașului. În Blaj la Mitropolie. Anul de la Nașterea lui Hristos 1795. | Muzeul Național al Literaturii Române, București       | Cimec    |
|      | Manuscrisul articolului „Cărți fundamentale“ de Mircea Eliade (1940). Autor: Mircea Eliade - autor | Datare: februarie 1940 Școală: Manuscrisul a fost redactat de Mircea Eliade Dimensiuni: 20,8 x 16,9 cm Material: Hârtie specifică fără filigran. | | Muzeul Național al Literaturii Române, București       | Cimec    |
|      | Scrisoare adresată de Costache Conachi lui Constantin Balș Autor: Document redactat de Costache Conachi | Datare: 6 martie 1841 Școală: Document redactat de Costache Conachi. Dimensiuni: (22,5 x 19,5 cm) Material: hârtie specifică fără filigran | | Muzeul Național al Literaturii Române, București       | Cimec    |
|      | Scrisoare adresată de Costache Conachi lui Constantin Balș Autor: Document redactat de Costache Conachi | Datare: decembrie 1841 Școală: Document redactat de Costache Conachi. Dimensiuni: (26,5 x 20,8 cm) Material: hârtie specifică fără filigran | | Muzeul Național al Literaturii Române, București       | Cimec    |
|      | Scrisoare trimisă de generalul E. Pencovici, comisarul României în cadrul Comisiei Europene a Dunării, lui Mihail Kogălniceanu, ministrul de externe al României Autor: Scrisoarea a fost redactată de generalul E. Pencovici | Datare: 16 iunie 1881 Școală: Scrisoarea a fost redactată de generalul E. Pencovici. Dimensiuni: (26,8 x 20,8 cm) Material: hârtie specifică fără filigran | | Muzeul Național al Literaturii Române, București       | Cimec    |
|      | Scrisoare trimisă de generalul E. Pencovici, comisarul României în cadrul Comisiei Europene a Dunării, lui Mihail Kogălniceanu, ministrul de externe al României Autor: Scrisoarea a fost redactată de generalul E. Pencovici | Datare: 8/20 octombrie 1881 Școală: Scrisoarea a fost redactată de generalul E. Pencovici. Dimensiuni: (27 x 21 cm) Material: hârtie specifică fără filigran | | Muzeul Național al Literaturii Române, București       | Cimec    |
|      | Scrisoare trimisă de generalul E. Pencovici, comisarul României în cadrul Comisiei Europene a Dunării, lui Mihail Kogălniceanu, ministrul de externe al României Autor: Scrisoarea a fost redactată de generalul E. Pencovici | Datare: 12 septembrie 1881 Școală: Scrisoarea a fost redactată de generalul E. Pencovici. Dimensiuni: (27 x 21 cm) Material: hârtie specifică fără filigran | | Muzeul Național al Literaturii Române, București       | Cimec    |
|      | Scrisoare adresată de duhovnicul Andronic Popovici, de la mănăstirea Noul Neamț din Chițcani, Basarabia, lui Mihail Kogălniceanu Autor: Scrisoarea a fost redactată de duhovnicul Andronic Popovici | Datare: 15 decembrie 1883 Școală: Scrisoarea a fost redactată de duhovnicul Andronic Popovici. Dimensiuni: (27,7 x 21,7 cm) Material: hârtie specifică fără filigran | | Muzeul Național al Literaturii Române, București       | Cimec    |
|      | Autorizație scrisă a lui B.P. Hașdeu pentru ca fiica sa, Iulia, să susțină la Paris cea de-a doua probă a examenului de Bacalaureat în Litere (1886) Autor: B.P. Hașdeu - autor | Datare: 30 mai 1886 Școală: Documentul a fost scris de B.P. Hașdeu. Dimensiuni: 24,8 x 17,5 cm Material: Hârtie cu filigran. | | Muzeul Național al Literaturii Române, București       | Cimec    |
|      | Autorizație scrisă a lui B.P. Hașdeu pentru ca fiica sa, Iulia, să urmeze cursurile universității Sorbona și să susțină proba filozofică a examenului de licență în litere (1886) Autor: B.P. Hașdeu - autor | Datare: 22 octombrie 1886 Școală: Documentul a fost scris de B.P. Hașdeu. Dimensiuni: 24,7 x 17,5 cm Material: Hârtie cu filigran. | | Muzeul Național al Literaturii Române, București       | Cimec    |
|      | Certificat eliberat Iuliei Hașdeu de Ministerul Instrucțiunii Publice și Cultelor la absolvirea primului ciclu al unui curs de pian, urmat în anul școlar 1879-1880 Autor: Actul a fost redactat de către Ministerul Instrucțiunii Publice și Cultelor | Datare: 1880 Școală: Actul a fost redactat de către Ministerul Instrucțiunii Publice și Cultelor Dimensiuni: 16,5 x 10,7 cm Material: Hârtie specifică fără filigran. | | Muzeul Național al Literaturii Române, București       | Cimec    |
|      | Manuscris-document al Iuliei Hașdeu cuprinzând poezia „Le pauvre roi fol. Ballade” și un fragment de text în proză, 1 iunie 1886 Autor: Manuscrisul-document a fost redactat de Iulia Hașdeu | Datare: 1 iunie 1886 Școală: Manuscrisul-document a fost redactat de Iulia Hașdeu. Dimensiuni: 21,3 x 12,8 cm Material: Hârtie specifică fără filigran. | | Muzeul Național al Literaturii Române, București       | Cimec    |
|      | Manuscris-document al Iuliei Hașdeu cuprinzând ciorna unui articol intitulat „Armand Camille“ (1889) Autor: Manuscrisul-document a fost redactat de Iulia Hașdeu | Datare: 1889 Școală: Manuscrisul-document a fost redactat de Iulia Hașdeu. Dimensiuni: 18,5 x 11,8 cm Material: Hârtie specifică fără filigran. | | Muzeul Național al Literaturii Române, București       | Cimec    |
|      | Scrisoare-document adresată de Iulia Hașdeu lui August Clavel, redactorul ziarului „Steaua Română”, 9 septembrie 1887, București Autor: Scrisoarea-document a fost redactată de Iulia Hașdeu | Datare: 9 septembrfie 1887 Școală: Scrisoarea-document a fost redactată de Iulia Hașdeu. Dimensiuni: 20,8 x 17,1 cm Material: Hârtie specifică fără filigran. | | Muzeul Național al Literaturii Române, București       | Cimec    |
|      | Scrisoare datată „Miercuri 14/26 august 1896, Wernigerode am Harz, Hotel Mülenthal“, adresată lui Titu Maiorescu de Ion A. Rădulescu Autor: Scrisoarea a fost redactată de Ion A. Rădulescu | Datare: 14/26 august 1896 Școală: Scrisoarea a fost redactată de Ion A. Rădulescu. Dimensiuni: (18 x 11,5 cm) Material: hârtie specifică fără filigran | | Muzeul Național al Literaturii Române, București       | Cimec    |
|      | Scrisoare datată „29 august/10 septembrie 1896, Wernigerode am Harz“, adresată lui Titu Maiorescu de Ion A. Rădulescu Autor: Scrisoarea a fost redactată de Ion A. Rădulescu | Datare: 29 august/10 septembrie 1896 Școală: Scrisoarea a fost redactată de Ion A. Rădulescu. Dimensiuni: (18 x 11,5 cm) Material: hârtie specifică fără filigran | | Muzeul Național al Literaturii Române, București       | Cimec    |
|      | Scrisoare datată „Luni, 1/13 decembrie 1897, Leipzig“, adresată lui Titu Maiorescu de Ion A. Rădulescu Autor: Scrisoarea a fost redactată de Ion A. Rădulescu | Datare: 1/13 decembrie 1897 Școală: Scrisoarea a fost redactată de Ion A. Rădulescu. Dimensiuni: (16 x 15,5 cm) Material: hârtie cu filigran | | Muzeul Național al Literaturii Române, București       | Cimec    |
|      | Scrisoare datată „25 noiembrie/7 decembrie 1898, Leipzig“, adresată lui Titu Maiorescu de Ion A. Rădulescu Autor: Scrisoarea a fost redactată de Ion A. Rădulescu | Datare: 25 noiembrie/7 decembrie 1898 Școală: Scrisoarea a fost redactată de Ion A. Rădulescu. Dimensiuni: (18 x 11,5 cm) Material: hârtie cu filigran | | Muzeul Național al Literaturii Române, București       | Cimec    |
|      | Scrisoare datată „Joi 3/15 decembrie 1898, Leipzig“, adresată lui Titu Maiorescu de Ion A. Rădulescu Autor: Scrisoarea a fost redactată de Ion A. Rădulescu | Datare: 3/15 decembrie 1898 Școală: Scrisoarea a fost redactată de Ion A. Rădulescu. Dimensiuni: (14 x 12 cm) Material: hârtie specifică fără filigran | | Muzeul Național al Literaturii Române, București       | Cimec    |
|      | Scrisoare datată „3/15 ianuarie 1899, Leipzig“, adresată lui Titu Maiorescu de Ion A. Rădulescu Autor: Scrisoarea a fost redactată de Ion A. Rădulescu | Datare: 3/15 ianuarie 1899 Școală: Scrisoarea a fost redactată de Ion A. Rădulescu. Dimensiuni: (14 x 12 cm) Material: hârtie cu filigran | | Muzeul Național al Literaturii Române, București       | Cimec    |
|      | Scrisoare datată „9 aprilie 1897, Jena“, adresată lui Titu Maiorescu de Ion A. Rădulescu Autor: Scrisoarea a fost redactată de Ion A. Rădulescu | Datare: 9 aprilie 1897 Școală: Scrisoarea a fost redactată de Ion A. Rădulescu. Dimensiuni: (16 x 15,5 cm) Material: hârtie cu filigran | | Muzeul Național al Literaturii Române, București       | Cimec    |
|      | Scrisoare datată „27 ianuarie/8 februarie 1899, Leipzig“, adresată lui Titu Maiorescu de Ion A. Rădulescu Autor: Scrisoarea a fost redactată de Ion A. Rădulescu | Datare: 27 ianuarie/8 februarie 1899 Școală: Scrisoarea a fost redactată de Ion A. Rădulescu. Dimensiuni: (14 x 12 cm) Material: hârtie specifică fără filigran | | Muzeul Național al Literaturii Române, București       | Cimec    |
|      | Scrisoare datată „marți 25 ianuarie 1905, București“, adresată de Titu Maiorescu lui Eugen Ghica Autor: Scrisoarea a fost redactată de Titu Maiorescu | Datare: 25 ianuarie 1905 Școală: Scrisoarea a fost redactată de Titu Maiorescu. Dimensiuni: (17,5 x 11,5 cm) Material: hârtie specifică fără filigran | | Muzeul Național al Literaturii Române, București       | Cimec    |
|      | Decret din 27 februarie 1840 al domnului Moldovei, Mihail Sturdza, prin care Costache Negruzzi, Mihail Kogălniceanu, Petru M. Câmpeanu și Vasile Alecsandri sunt numiți directori ai Teatrului Național din Iași Autor: Document emis în Cancelaria domnească a Moldovei din Iași | Datare: 27 februarie 1840 Școală: Document emis în Cancelaria domnească a Moldovei din Iași. Dimensiuni: 36 x 22,5 cm Material: Hârtie specifică fără filigran. | | Muzeul Național al Literaturii Române, București       | Cimec    |
|      | Scrisoare datată „20 decembrie 1897, București“, adresată de Titu Maiorescu lui Ion A. Rădulescu Autor: Scrisoarea a fost redactată de Titu Maiorescu. | Datare: 20 decembrie 1897 Școală: Scrisoarea a fost redactată de Titu Maiorescu. Dimensiuni: (18 x 11,5 cm) Material: hârtie cu filigran | | Muzeul Național al Literaturii Române, București       | Cimec    |
|      | Scrisoare datată „28 iunie 1889, București“, adresată de Mihail Kogălniceanu fiului său Ioan Autor: Scrisoarea a fost redactată de M. Kogălniceanu. | Datare: 28 iunie 1889 Școală: Scrisoarea a fost redactată de M. Kogălniceanu. Dimensiuni: (17,9 x 11,3 cm) Material: hârtie cu filigran | | Muzeul Național al Literaturii Române, București       | Cimec    |
|      | Scrisoare datată „15 decembrie 1888, București“, adresată de Mihail Kogălniceanu fiului său Jean Autor: Scrisoarea a fost redactată de M. Kogălniceanu. | Datare: 15 decembrie 1888 Școală: Scrisoarea a fost redactată de M. Kogălniceanu. Dimensiuni: (17,7 x 11,3 cm) Material: hârtie cu filigran | | Muzeul Național al Literaturii Române, București       | Cimec    |
|      | Scrisoare datată „2/14 septembrie 1867, București“, adresată de Mihail Kogălniceanu fiicei sale Lucia Autor: Scrisoarea a fost redactată de M. Kogălniceanu. | Datare: 2/14 septembrie 1867 Școală: Scrisoarea a fost redactată de M. Kogălniceanu. Dimensiuni: (18,3 x 11,9 cm) Material: hârtie specifică fără filigran | | Muzeul Național al Literaturii Române, București       | Cimec    |
|      | Scrisoare datată „18/30 septembrie 1867, București“, adresată de Mihail Kogălniceanu fiicei sale Lucia Autor: Scrisoarea a fost redactată de M. Kogălniceanu. | Datare: 18/30 septembrie 1867 Școală: Scrisoarea a fost redactată de M. Kogălniceanu. Dimensiuni: (20,4 x 13,2 cm) Material: hârtie specifică fără filigran | | Muzeul Național al Literaturii Române, București       | Cimec    |
|      | Scrisoare datată „14/26 septembrie 1881, Galați“, trimisă de generalul E. Pencovici, comisarul României în cadrul Comisiei Europene a Dunării, lui Mihail Kogălniceanu Autor: Scrisoarea a fost redactată de generalul E. Pencovici. | Datare: 14/26 septembrie 1881 Școală: Scrisoarea a fost redactată de generalul E. Pencovici. Dimensiuni: (27 x 21 cm) Material: hârtie specifică fără filigran | | Muzeul Național al Literaturii Române, București       | Cimec    |
|      | Scrisoare datată „11/23 octombrie 1881, Galați“, trimisă de generalul E. Pencovici, comisarul României în cadrul Comisiei Europene a Dunării, lui Mihail Kogălniceanu Autor: Scrisoarea a fost redactată de generalul E. Pencovici. | Datare: 11/23 octombrie 1881 Școală: Scrisoarea a fost redactată de generalul E. Pencovici. Dimensiuni: (27 x 21 cm) Material: hârtie specifică fără filigran | | Muzeul Național al Literaturii Române, București       | Cimec    |
|      | Scrisoare datată „17 iulie 1878, Paris“, adresată lui Mihail Kogălniceanu de George Bellu Autor: Document redactat de George Bellu. | Datare: 17 iulie 1878 Școală: Document redactat de George Bellu. Dimensiuni: (21,6 x 13,2 cm) Material: hârtie cu filigran | | Muzeul Național al Literaturii Române, București       | Cimec    |
|      | Scrisoare datată „27 februarie 1878, Paris“, adresată lui Mihail Kogălniceanu de George Bellu Autor: Document redactat de George Bellu. | Datare: 27 februarie 1878 Școală: Document redactat de George Bellu. Dimensiuni: (20,4 x 12,6 cm) Material: hârtie cu filigran | | Muzeul Național al Literaturii Române, București       | Cimec    |
|      | Îndreptarea Legii | Datare: 1652 Școală: tipografia lui Matei Basarab de la Mitropolia din Târgoviște Dimensiuni: 27,5 x 18 cm | | Colecții particulare, București                        | Cimec    |
|      | Scrisoare datată „23 iunie 1892, Sinaia“, adresată de Titu Maiorescu lui Carol Göbl Autor: Scrisoarea a fost redactată de Titu Maiorescu | Datare: 23 iunie 1892 Școală: Scrisoarea a fost redactată de Titu Maiorescu. Dimensiuni: (20,4 x 12,8 cm) Material: hârtie cu filigran | | Muzeul Național al Literaturii Române, București       | Cimec    |
|      | Manuscris tip Tetraevanghel slavon, caligrafiat și miniat | Datare: A doua parte a secolului al XVI-lea Școală: Tetraevanghelul este copiat de un autor necunoscut (nu se mai păstrează colofonul cărții sau o însemnare specifică) Dimensiuni: (29,5 x 20,5 cm) Material: hârtie cu filigran                                                           | Eje ot Mateia săvtoe Evanghelie; Eje ot Marca săvtoe Evanghelie; Eje ot Luca săvtoe Evanghelie; Eje ot Ioana săvtoe Evanghelie. | Muzeul Național al Literaturii Române, București       | Cimec    |
|      | Scrisoare datată „13/25 decembrie 1883, București“, adresată de Titu Maiorescu lui Vasile Alecsandri Autor: Scrisoarea a fost redactată de Titu Maiorescu | Datare: 13/25 decembrie 1883 Școală: Scrisoarea a fost redactată de Titu Maiorescu. Dimensiuni: (20,3 x 12,5 cm) Material: hârtie cu filigran | | Muzeul Național al Literaturii Române, București       | Cimec    |
|      | Scrisoare datată „29 noiembrie/11 decembrie 1898, București“, adresată de Titu Maiorescu lui Gheorghe Dima Autor: Scrisoarea a fost redactată de Titu Maiorescu | Datare: 29 noiembrie / 11 decembrie 1898 Școală: Scrisoarea a fost redactată de Titu Maiorescu. Dimensiuni: (17,9 x 11,4 cm) Material: hârtie cu filigran | | Muzeul Național al Literaturii Române, București       | Cimec    |
|      | Scrisoare datată „sâmbătă 8/20 iulie 1895, Gurzuf (Ialta)“, adresată de Titu Maiorescu lui I.A. Rădulescu Autor: Scrisoarea a fost redactată de Titu Maiorescu | Datare: 8/20 iulie 1895 Școală: Scrisoarea a fost redactată de Titu Maiorescu. Dimensiuni: (22,1 x 14,2 cm) Material: hârtie specifică fără filigran | | Muzeul Național al Literaturii Române, București       | Cimec    |
|      | Scrisoare (cu plic) datată „Sâmbătă, 10/22 august 1896, Brighton (Anglia)“, adresată de Titu Maiorescu lui Ion A. Rădulescu Autor: Scrisoarea a fost redactată de Titu Maiorescu | Datare: 10/22 august 1896 Școală: Scrisoarea a fost redactată de Titu Maiorescu. Dimensiuni: (15,3 x 9,8 cm) Material: hârtie specifică fără filigran | | Muzeul Național al Literaturii Române, București       | Cimec    |
|      | Scrisoare datată „Vineri seara, 16/28 august 1896“, adresată de Titu Maiorescu lui Ion A. Rădulescu Autor: Scrisoarea a fost redactată de Titu Maiorescu | Datare: 16/28 august 1896 Școală: Scrisoarea a fost redactată de Titu Maiorescu. Dimensiuni: (20,6 x 12,7 cm) Material: hârtie specifică fără filigran | | Muzeul Național al Literaturii Române, București       | Cimec    |
|      | Scrisoare datată „Joi, 28 noiembrie/10 decembrie 1896, București“, adresată de Titu Maiorescu lui Ion A. Rădulescu Autor: Scrisoarea a fost redactată de Titu Maiorescu | Datare: 28 noiembrie/10 decembrie 1896 Școală: Scrisoarea a fost redactată de Titu Maiorescu. Dimensiuni: (20,6 x 12,7 cm) Material: hârtie cu filigran | | Muzeul Național al Literaturii Române, București       | Cimec    |
|      | Scrisoare datată „Sâmbătă, 18/30 ianuarie 1897, București“, adresată de Titu Maiorescu lui Ion A. Rădulescu Autor: Scrisoarea a fost redactată de Titu Maiorescu | Datare: 18/30 ianuarie 1897 Școală: Scrisoarea a fost redactată de Titu Maiorescu. Dimensiuni: (17,8 x 11,5 cm) Material: hârtie cu filigran | | Muzeul Național al Literaturii Române, București       | Cimec    |
|      | Scrisoare datată „17/29 ianuarie 1898, București“, adresată de Titu Maiorescu lui Ion A. Rădulescu Autor: Scrisoarea a fost redactată de Titu Maiorescu | Datare: 17/29 ianuarie 1898 Școală: Scrisoarea a fost redactată de Titu Maiorescu. Dimensiuni: (17,9 x 11,5 cm) Material: hârtie cu filigran | | Muzeul Național al Literaturii Române, București       | Cimec    |
|      | Scrisoare datată „Duminică, 21 iulie/3 august 1902, St. Moritz-Bad, Engadiner-Hof“, adresată de Titu Maiorescu lui Ion A. Rădulescu Autor: Scrisoarea a fost redactată de Titu Maiorescu | Datare: 21 iulie/3 august 1902 Școală: Scrisoarea a fost redactată de Titu Maiorescu. Dimensiuni: (17,6 x 11,3 cm) Material: hârtie specifică fără filigran | | Muzeul Național al Literaturii Române, București       | Cimec    |
|      | Scrisoare datată „26 august/8 septembrie 1902, St. Moritz-Bad“, adresată de Titu Maiorescu lui Ion A. Rădulescu Autor: Scrisoarea a fost redactată de Titu Maiorescu | Datare: 26 august/8 septembrie 1902 Școală: Scrisoarea a fost redactată de Titu Maiorescu. Dimensiuni: (11,2 x 7,2 cm) Material: hârtie cu filigran | | Muzeul Național al Literaturii Române, București       | Cimec    |
|      | Scrisoare datată „30 octombrie / 11 noiembrie 1897, București“, adresată de Titu Maiorescu lui I.A. Rădulescu Autor: Scrisoarea a fost redactată de Titu Maiorescu | Datare: 30 octombrie / 11 noiembrie 1897 Școală: Scrisoarea a fost redactată de Titu Maiorescu. Dimensiuni: (20,3 x 12,8 cm) Material: hârtie cu filigran | | Muzeul Național al Literaturii Române, București       | Cimec    |
|      | „Întru slava Unuia Dumnezeu în Troiță slăvit. Spre slava și cinstea Prea Sfintei Născătoare de Dumnezeu. În zilele binecredinciosului domnului nostru SCARLAT ALEXANDRU Calimah Voevod. Cu binecuvântarea Prea Sfințit[ului] Arhiepiscop… Autor: Editorul cărții este arhimandritul Silvestru, starețul Mănăstirilor Neamț și Secu | Datare: 22 iunie 1816 Școală: Tipărită în tipografia mănăstirii Neamț Dimensiuni: 23 x 18,5 cm Material: hârtie cu filigran | | Muzeul Național al Literaturii Române, București       | Cimec    |
|      | Scrisoare datată „7/19 decembrie 1898, București”, adresată de Titu Maiorescu lui Ion A. Rădulescu Autor: Scrisoarea a fost redactată de Titu Maiorescu | Datare: 7/19 decembrie 1898 Școală: Scrisoarea a fost redactată de Titu Maiorescu Dimensiuni: 17,9 x 11,3 cm Material: hârtie cu filigran | | Muzeul Național al Literaturii Române, București       | Cimec    |
|      | Scrisoare datată „27 august/8 septembrie 1896, Berlin“, adresată de Titu Maiorescu lui Ion A. Rădulescu Autor: Scrisoarea a fost redactată de Titu Maiorescu | Datare: 27 august / 8 septembrie 1896 Școală: Scrisoarea a fost redactată de Titu Maiorescu Dimensiuni: 22,2 x 14,4 cm Material: hârtie specifică fără filigran | | Muzeul Național al Literaturii Române, București       | Cimec    |
|      | Scrisoare datată „Joi 26 martie/ 7 aprilie 1898, Budapesta“, adresată de Titu Maiorescu lui Ion A. Rădulescu Autor: Scrisoarea a fost redactată de Titu Maiorescu | Datare: 26 martie/ 7 aprilie 1898 Școală: Scrisoarea a fost redactată de Titu Maiorescu Dimensiuni: 23,4 x 14,6 cm Material: hârtie specifică fără filigran | | Muzeul Național al Literaturii Române, București       | Cimec    |
|      | Scrisoare datată „26 octombrie / 7 noiembrie 1899“, adresată de Titu Maiorescu lui Ion A. Rădulescu Autor: Scrisoarea a fost redactată de Titu Maiorescu | Datare: 26 octombrie / 7 noiembrie 1899 Școală: Scrisoarea a fost redactată de Titu Maiorescu Dimensiuni: 17,5 x 11,1 cm Material: hârtie specifică fără filigran | | Muzeul Național al Literaturii Române, București       | Cimec    |
|      | Scrisoare datată „17/29 decembrie 1892, București“, adresată de Titu Maiorescu lui Ioan V. Socec Autor: Scrisoarea a fost redactată de Titu Maiorescu | Datare: 17/29 decembrie 1892 Școală: Scrisoarea a fost redactată de Titu Maiorescu Dimensiuni: 25,5 x 22,2 cm Material: hârtie cu filigran | | Muzeul Național al Literaturii Române, București       | Cimec    |
|      | Scrisoare datată „8/20 mai 1897, București“, adresată de Titu Maiorescu lui Alexandru Blancfort Autor: Scrisoarea a fost redactată de Titu Maiorescu | Datare: 8/20 mai 1897 Școală: Scrisoarea a fost redactată de Titu Maiorescu Dimensiuni: 18 x 11,5 cm Material: hârtie cu filigran | | Muzeul Național al Literaturii Române, București       | Cimec    |
|      | Scrisoare datată „15/27 septembrie 1873, Iași“, adresată de Titu Maiorescu lui Petru Novleanu Autor: Scrisoarea a fost redactată de Titu Maiorescu | Datare: 15/27 septembrie 1873 Școală: Scrisoarea a fost redactată de Titu Maiorescu Dimensiuni: 19,6 x 14,7 cm Material: hârtie cu filigran | | Muzeul Național al Literaturii Române, București       | Cimec    |
|      | Scrisoare datată „19/31 octombrie 1886, București“, adresată de Titu Maiorescu lui Ioan Slavici Autor: Scrisoarea a fost redactată de Titu Maiorescu | Datare: 19/31 octombrie 1886 Școală: Scrisoarea a fost redactată de Titu Maiorescu Dimensiuni: 20,4 x 12,6 cm Material: hârtie cu filigran | | Muzeul Național al Literaturii Române, București       | Cimec    |
|      | Scrisoare datată „Luni, 31 ianuarie/13 februarie 1911, București“, adresată de Titu Maiorescu lui Alexandru Emanuel Lahovari Autor: Scrisoarea a fost redactată de Titu Maiorescu | Datare: 31 ianuarie/13 februarie 1911, București Școală: Scrisoarea a fost redactată de Titu Maiorescu Dimensiuni: 20,6 x 12,5 cm Material: hârtie cu filigran | | Muzeul Național al Literaturii Române, București       | Cimec    |
|      | Scrisoare datată „Joi, 15/27 iulie 1899, Bad Gastein“, adresată de Titu Maiorescu lui Alexandru D. Holban Autor: Scrisoarea a fost redactată de Titu Maiorescu | Datare: 15/27 iulie 1899 Școală: Scrisoarea a fost redactată de Titu Maiorescu Dimensiuni: 20,4 x 12,9 cm Material: hârtie cu filigran | | Muzeul Național al Literaturii Române, București       | Cimec    |
|      | Panoplia dogmatică scrisă la porunca împăratului Alexie I Comnenul de către monahul Eftimie Zigabenos tipărită în timpul lui Ioan Constantin Brâncoveanu Basarab voievodul Ugrovlahiei Autor: Scrisă în secolul al XII-lea de Eftimie Zigabenos; editată de mitropolitul Antim Ivireanul | Datare: 1710 Școală: Tipărită în tipografia Mitropoliei din Târgoviște de Antim Ivireanul și ieromonahul Mitrofan Grigoraș Dimensiuni: 30 x 21 cm Material: hârtie cu filigran | | Muzeul Național al Literaturii Române, București       | Cimec    |
|      | Petit essai historique. Un Maître d'Armes sous la Restauration Autor: Volumul aparține autorului Arsène Vigeant, maestru al armelor, a publicat cărți despre scrimă și istoria scrimei | Datare: 1883 Școală: Motteroz. Exemplarul nr.1 tipărit pentru autor Dimensiuni: 19 x 15 cm Material: hârtie | | Muzeul Sportului din România, București                | Cimec    |
|      | Ordin emis de Nicolae Conachi Vogoride, caimacamul Moldovei, prin care B.P. Hașdeu este numit membru al Judecătoriei Cahul (7 martie 1858) Autor: Actul a fost redactat în cadrul Caimăcămiei Moldovei | Datare: 7 martie 1858 Școală: Actul a fost redactat în cadrul Caimăcămiei Moldovei. Poartă sigiliul și semnătura caimacamului Nicolae Vogoride. Dimensiuni: 33,9 x 20,9 cm Material: Hârtie specifică fără filigran.                                                                        | | Muzeul Național al Literaturii Române, București       | Cimec    |
|      | Adresă semnată de Alexandru Odobescu, Ministrul Cultelor și Instrucțiunii Publice, prin care lui B.P. Hașdeu i se comunică numirea ca membru al Comisiei pentru verificarea veniturilor mănăstirilor închinate (8 august 1863) Autor: Actul a fost redactat în cadrul Ministerului Cultelor și Instrucțiunii Publice | Datare: 8 august 1863 Școală: Actul a fost redactat în cadrul Ministrului Cultelor și Instrucțiunii Publice, Secția Contabilitate, Biroul nr. 1. Semnează ministrul Alexandru Odobescu. Dimensiuni: 33,9 x 20,9 cm Material: Hârtie specifică fără filigran.                                | | Muzeul Național al Literaturii Române, București       | Cimec    |
|      | Act de cununie a lui B.P. Hașdeu cu Iulia Fălinciu la data de 10 iunie 1865 Autor: Actul a fost redactat de preotul Ioniță Mihăilescu, care a oficializat cununia în cadrul bisericii din mahalaua Gorgani | Datare: 10 iunie 1865 Școală: Actul a fost redactat de preotul Ioniță Mihăilescu, care a oficializat cununia în cadrul bisericii din mahalaua Gorgani și autentificat în cadrul Protopopiei „Plășii de Sus din București“. Dimensiuni: 34 x 21 cm Material: Hârtie specifică fără filigran. | | Muzeul Național al Literaturii Române, București       | Cimec    |
|      | Adresă semnată de Gheorghe Chițu, Ministrul Cultelor și Instrucțiunii Publice, prin care lui B. P. Hașdeu i se comunică numirea ca director al Arhivelor Statului (18 mai 1876) Autor: Documentul a fost redactat în cadrul Ministerului Cultelor și Instrucțiunii Publice | Datare: 18 mai 1876 Școală: Documentul a fost redactat în cadrul Ministerului Cultelor și Instrucțiunii Publice. Semnează ministrul G. Chițu. Dimensiuni: 34,2 x 21 cm Material: Hârtie specifică fără filigran.                                                                            | | Muzeul Național al Literaturii Române, București       | Cimec    |
|      | Scrisoare de la G. Chițu, Ministrul Cultelor și Instrucțiunii Publice, către B. P. Hașdeu, prin care îi comunică dorința regelui Carol I de a face parte dintr-o comisie de concurs (17 ianuarie 1878) Autor: Documentul a fost redactat în cadrul Ministerului Cultelor și Instrucțiunii Publice | Datare: 17 ianuarie 1878 Școală: Documentul a fost redactat în cadrul Ministerului Cultelor și Instrucțiunii Publice. Semnează ministrul G. Chițu. Dimensiuni: 34,2 x 21 cm Material: Hârtie specifică fără filigran.                                                                       | | Muzeul Național al Literaturii Române, București       | Cimec    |
|      | Institutul Imperial de Geografie din Rusia, Secția de Etnografie, îi solicită lui B.P. Hașdeu trimiterea unor informații despre etnicitatea slavă din spațiul românesc răsăritean (27 februarie 1880) Autor: Documentul a fost redactat de Institutul Imperial de Geografie din Rusia, în cadrul Secției de Etnografie, fiind semnat de președintele Secției de Etnografie, Leonid Maïkof                                                  | Datare: 27 februarie 1880 Școală: Documentul a fost redactat de Institutul Imperial de Geografie din Rusia, în cadrul Secției de Etnografie, fiind semnat de președintele Secției de Etnografie, Leonid Maïkof. Dimensiuni: 27 x 20,9 cm Material: Hârtie cu filigran.                      | | Muzeul Național al Literaturii Române, București       | Cimec    |
|      | Expositio missae seu Speculum ecclesiae și Speculum sacerdotum Autor: Hugo de Sancto Charo (? - 1262) | Datare: [cca. 1499] Școală: Typographus Guidonis de Monte Rochen Dimensiuni: in 8º; 15 cm; parțial rubricat Material: hârtie | | Biblioteca Națională a României, București             | Cimec    |
|      | Manipulus curatorum Autor: Guido de Monte Rochen (sec. al XIV-lea); dedicat călugărului Raimundus Gaston, episcop al Valenciei (1312-1348) | Datare: 24 martie 1497/1498 Școală: Michel Topie(?) Dimensiuni: in 8º; 15 cm; parțial rubricat Material: hârtie | | Biblioteca Națională a României, București             | Cimec    |
|      | De summo bono Autor: Isidorus Hispalensis, Sanctus (Cartagena, 570 - Sevilla, 4IV 636) | Datare: 5 noiembrie 1493 Școală: Guy Marchant Dimensiuni: in 8º; 14 cm Material: hârtie | | Biblioteca Națională a României, București             | Cimec    |
|      | Mammotrectus super Bibliam Autor: Johannes Marchesinus (? - cca 1310), călugăr franciscan italian (Giovanni Marchesino) | Datare: 1485 Școală: [Gabriel de Grassis] la comanda editorului Francisco de Madiis Dimensiuni: in 8º; 20 cm Material: hârtie | | Biblioteca Națională a României, București             | Cimec    |
|      | Chorea ab eximio Macabro versibus alemanicis edită Autor: Pierre Desrey (traducător ?) | Datare: 1490 Școală: Guy Marchant pentru editorul-librar Geoffroy de Marnef Dimensiuni: in 2º; 25 cm Material: hârtie | | Biblioteca Națională a României, București             | Cimec    |
|      | De consolatione philosophiae Autor: Boethius, Anicius Manlius Torquatus Severinus | Datare: 08-15.IV.1489 Școală: Jean Du Pré Dimensiuni: in 4º; 26 cm Material: hârtie | | Biblioteca Națională a României, București             | Cimec    |
|      | Sermones dominicales Biga salutis intitulați Autor: Osualdus de Lasko | Datare: 28.IX.1499 Școală: Heinrich Gran la comanda lui Johannes Rynman, Hagenau Dimensiuni: in 2º; 22 cm Material: hârtie | | Biblioteca Națională a României, București             | Cimec    |
|      | Recuperationes Faesulanae Autor: Matteo Bosso | Datare: 20.VII.1493 Școală: Franciscus dictus Plato de Benedictis Dimensiuni: in 2º; 28 cm Material: hârtie | | Biblioteca Națională a României, București             | Cimec    |
|      | Vitae et sententiae philosophorum Autor: Diogenes Laertios | Datare: 30.III.1495 Școală: Jacobus de Ragazonibus Dimensiuni: in 2º; 29 cm Material: hârtie | | Biblioteca Națională a României, București             | Cimec    |
|      | De primo bello Punico. Parallelia ex Plutarcho. Autor: Leonardus Brunus Aretinus; Plutarchus [Pseudo-] | Datare: 24.XI.1498 Școală: Iacobus Britannicus, Brescia Dimensiuni: in 2º; 29 cm Material: hârtie | | Biblioteca Națională a României, București             | Cimec    |
|      | Supplementum chronicarum Autor: Jacobus Philippus de Bergamo (Soldio Bergamo, călugăr augustin, istoric și teolog) - autor; Francesco C. - traducător | Datare: 8 octombrie 1491 Școală: Atelierul lui Bernardinus Rizus Dimensiuni: in 2º; 30 cm; nerubricat Material: Tipărit pe hârtie, nerubricat. | | Biblioteca Națională a României, București             | Cimec    |
|      | Lepremier - [Le quart] volume // de froissart // Des croniques de france dangleterre. descoce. // Despaigne. De bretaigne. De gascongne. de flan//dres. Et lieux circunuoisins Autor: Jean Froissart (1333/1337-1410, cleric francez, cronicar și poet) - autor | Datare: [1495] Școală: Atelierul lui Antoine Vérard Dimensiuni: in 2º; 33 cm Material: Tipărit pe hârtie. | | Biblioteca Națională a României, București             | Cimec    |
|      | Chronica și Series episcoporum et archiepiscoporum Mediolanensium Autor: Bossius Donatus (1436 - cca 1500, notar și cronicar la Milano) | Datare: 1 martie 1492 Școală: Antonius Zarotus ad impensas auctoris Dimensiuni: in 2º; 33 cm; 44 rânduri/pag. Material: Tipărit pe hârtie. | | Biblioteca Națională a României, București             | Cimec    |
|      | Compendium de origine etgestis Francorum Autor: Robertus Gaguinus (Colline-Beaumont (Pas-de-Calais), 1423/1433 - Paris, 1501) | Datare: 13 ianuarie 1500 Școală: Thielmann Kerver, la comanda editorilor Durând Gerlier și Jean Petit, Paris Dimensiuni: in 2º; 29 cm; 45 rânduri/pag.; rubricat Material: Tipărit pe hârtie.                                                                                               | | Biblioteca Națională a României, București             | Cimec    |
|      | Expositio Psalterii Autor: Cassiodorus, Flavius Magnus Aurelius - autor | Datare: 1491 Școală: Atelierul lui Johann Amerbach Dimensiuni: in 2º; 2 coloane; 33 cm; 50 rânduri/pag.; rubricat Material: Tipărit pe hârtie. | | Biblioteca Națională a României, București             | Cimec    |
|      | Tusculanae disputationes (Discuții purtate la Tusculum) Autor: Cicero, Marcus Tullius (106 - 43 î.H.) - autor | Datare: 3 februarie 1494/1495 Școală: Atelierul lui Johannes Tacuinus Dimensiuni: in 2º; 2 coloane; 30 cm; 44, 60 rânduri/pag. Material: Tipărit pe hârtie. | | Biblioteca Națională a României, București             | Cimec    |
|      | Quaestiones in quattuor libros Sententiarum Autor: Johannes Duns Scotus (Scoția, 1266 - Koln, 8 XI 1308) - autor | Datare: 18 decembrie 1497 Școală: Bonetus Locatellus, la comanda lui Octavianus Scotus Dimensiuni: in 2º; 2 coloane; 31 cm; 52, 66 rânduri/pag. Material: Tipărit pe hârtie. | | Biblioteca Națională a României, București             | Cimec    |
|      | Quaestiones quodlibetales Autor: Johannes Duns Scotus (Scoția, 1266 - Koln, 8 XI 1308) - autor | Datare: 3 februarie 1497/1498 Școală: Bonetus Locatellus, la comanda lui Octavianus Scotus Dimensiuni: in 2º; 2 coloane; 31 cm; 66 rânduri/pag. Material: Tipărit pe hârtie. | | Biblioteca Națională a României, București             | Cimec    |
|      | Chroniques Autor: Jean Froissart (1333/1337-1410) - autor | Datare: [post 1500 ?] Școală: Atelierul lui Antoine Vérard Dimensiuni: in 2º; 2 coloane; 32 cm; 46 rânduri/pag. Material: Tipărit pe hârtie. | | Biblioteca Națională a României, București             | Cimec    |
|      | Biblia Autor: Niccolo Malermi - traducător | Datare: iunie 1494 Școală: Atelierul lui Johannes Rubeus Vercellensis la comanda lui Lucantonio Giunta Dimensiuni: in 2º; 2 și 3 coloane; 33 cm; 63 rânduri/pag. Material: Tipărit pe hârtie.                                                                                               | | Biblioteca Națională a României, București             | Cimec    |
|      | Supplementum chronicarum Autor: Jacobus Philippus de Bergamo - autor | Datare: 15 decembrie 1486 Școală: Atelierul lui Bemardinus Benalius Dimensiuni: in 2º; 33 cm; 59 rânduri/pag. Material: Tipărit pe hârtie. | | Biblioteca Națională a României, București             | Cimec    |
|      | Annotationes centum Autor: Philippus Beroaldus - autor | Datare: 1488 Școală: Franciscus dictus Plato de Benedictus Dimensiuni: in 2º; 29 cm; 40 rânduri/pag. Material: Tipărit pe hârtie. | | Biblioteca Națională a României, București             | Cimec    |
|      | Biblia | Datare: 1486 Școală: Atelierul lui Johann Prüss Dimensiuni: in 2º; 2 coloane; 32 cm; 48 rânduri/pag. Material: Tipărit pe hârtie. | | Biblioteca Națională a României, București             | Cimec    |
|      | Opera P. 1-2 Autor: Jean Charlier de Gerson (14.12.1363 - 12.07.1429) - autor | Datare: 1489 Școală: Atelierul lui Nicolaus Kessler Dimensiuni: in 2º; 2 coloane; 31 cm; 57 rânduri/pag. Material: Tipărit pe hârtie. | | Biblioteca Națională a României, București             | Cimec    |
|      | Epistolae (p. 1-3) Autor: Eusebius Sophronius Hieronymus de Strido - autor | Datare: 1497 Școală: Atelierul lui Nicolaus Kessler Dimensiuni: in 2º; 32 cm; 55 rânduri/pag. Material: Tipărit pe hârtie. | | Biblioteca Națională a României, București             | Cimec    |
|      | Opera (p. 1-2) Autor: Iosephus Flavius (Ierusalim, 37 - Roma, 95) - autor; îngrijită de eruditul Hieronymus Squarzaficus | Datare: 23 octombrie 1486 Școală: Atelierul lui Johannes Rubeus Vercellensis Dimensiuni: in 2º; 32 cm; 56 rânduri/pag. Material: Tipărit pe hârtie. | | Biblioteca Națională a României, București             | Cimec    |
|      | De dominica passione libri sex heroico carmine conscripti Autor: Mombritius, Boninus - autor | Datare: [post 31.I.] 1499 Școală: Atelierul lui Jacob Thanner Dimensiuni: in 4º; 23 cm; 33 rânduri/pag. Material: Tipărit pe hârtie, nerubricat. | | Biblioteca Națională a României, București             | Cimec    |
|      | Opera Autor: Ambrosius, Sanctus - autor | Datare: 1492 Școală: Atelierul lui Johann Amerbach Dimensiuni: in 2º; 2 coloane; 35 cm; 52 rânduri/pag. Material: Tipărit pe hârtie, rubricat. | | Biblioteca Națională a României, București             | Cimec    |
|      | Legenda aurea sanctorum Autor: Jacobus de Voragine - autor | Datare: 5 decembrie 1488 Școală: Atelierul lui Anton Koberger Dimensiuni: in 2º; 2 coloane; 40 cm; 50 rânduri/pag. Material: Tipărit pe hârtie. | | Biblioteca Națională a României, București             | Cimec    |
|      | „Noul Testament sau Înpăcarea cu Leagea Noao“. A lui Isus Hristos Domnului Nostru. Izvodită cu mare socotințâ, den izvodă Grecescu, și Slovenescu, pre limbâ romăneascâ Autor: Traducerea s-a efectuat de către mitropolitul Simion Ștefan al Transilvaniei, folosind surse grecești, latinești și slavonești | Datare: 1648 Școală: În tipografia principelui Transilvaniei Gheorghe Rakoczi I din Alba Iulia Dimensiuni: 27,5 x 17,5 cm Material: hârtie cu filigran | | Muzeul Național al Literaturii Române, București       | Cimec    |
|      | Cronica Slovenilor, Iliricului, Mysiei cei de Sus și cei de Jos Mysiei Autor: Manuscrisul este o copie după opera omonimă a cărturarului transilvănean de limbă română Gheorghe Brancovici | Datare: Prima jumătate a secolului al XVIII-lea Școală: Copistul manuscrisului este necunoscut Dimensiuni: 21,5 x 16 cm Material: hârtie cu filigran | | Muzeul Național al Literaturii Române, București       | Cimec    |
|      | Manuscris slavon caligrafiat și miniat de monahul Mihail Autor: Conform însemnării de pe ultima filă (f. 186), manuscrisul a fost scris (copiat) de monahul Mihail | Datare: A doua parte a secolului al XVIII-lea Școală: Manuscrisul a fost scris (copiat) de monahul Mihail Dimensiuni: 23,7 x 18,5 cm Material: hârtie cu filigran | | Muzeul Național al Literaturii Române, București       | Cimec    |
|      | Manuscris tip Molitfelnic slavon caligrafiat și miniat de monahul Danil Autor: Conform însemnării slavone de la fila 282, Molitfelnicul a fost scris de monahul Danil, la porunca episcopului Serafim de Rădăuți | Datare: 8 mai 1668 (7176) Școală: Molitfelnicul a fost scris de monahul Danil, la porunca episcopului Serafim de Rădăuți Dimensiuni: 30 x 21,5 cm Material: hârtie cu filigran | | Muzeul Național al Literaturii Române, București       | Cimec    |
|      | Psaltirea de-nțeles a sfântului împărat prooroc David tipărită întru blagoslovitele zile măriei sale prea luminatului întru Iisus Hristos Ioan Duca Voievod cu mila Lui Dumnezeu domn Țării Moldovei Autor: Traducerea s-a efectuat de către mitropolitul Dosoftei al Moldovei | Datare: 1680 Școală: S-a tipărit în tipografia mitropoliei Moldovei (actuala Casa Dosoftei)_de către călugărul Mitrofan, sub coord. mitropolitului Dosoftei Dimensiuni: 20,5 x 15,5 cm Material: hârtie cu filigran                                                                         | | Muzeul Național al Literaturii Române, București       | Cimec    |
|      | Psăltire a Sfântului Proroc David pre limbâ rumâneascâ cu zâsa și cu toatâ cheltuiala Prealuminatului întru Isus Hristos Ștefan Petră Voevoda Domnul Țărăi Moldovei Autor: Prelucrarea unor traduceri românești după izvoade s-a efectuat de către mitropolitul Dosoftei | Datare: 1673 Școală: Tipărită la Uniev, în Podolia, sub coordonarea mitropolitului Dosoftei Dimensiuni: 19,5 x 16 cm Material: hârtie specifică fără filigran | | Muzeul Național al Literaturii Române, București       | Cimec    |
|      | Manuscris tip Tetraevanghel slavon caligrafiat și miniat de Ioan Diacul Autor: Conform colofonului de pe ultima filă verso, Tetraevanghelul a fost scris de Ioan Diacul | Datare: Ultimele decenii ale secolului al XV-lea – primele decenii ale secolului al XVI-lea Școală: Tetraevanghelul este scris de Ioan Diacul Dimensiuni: 374 x 27 cm Material: hârtie specifică fără filigran (213 file), hârtie cu filigran (51 file)                                     | | Muzeul Național al Literaturii Române, București       | Cimec    |
|      | Document de întărire emis în Cancelaria lui Matei Basarab Autor: Dat în Cancelaria domnească din Târgoviște, 3 mai 1642 (7150) | Datare: 3 mai 1642 (7150) Școală: Lepădat logofăt al Cancelariei domnești din Târgoviște Dimensiuni: 42 x 28,2 cm Material: pergament | | Muzeul Național al Literaturii Române, București       | Cimec    |
|      | Document de întărire emis în Cancelaria lui Ieremia Movilă Autor: Dat în Cancelaria domnească a Moldovei, 8 iunie 1604 (7112) | Datare: 8 iunie 1604 (7112) Școală: Cancelaria domnească a Moldovei Dimensiuni: 31,6 x 20 cm Material: hârtie specifică fără filigran | | Muzeul Național al Literaturii Române, București       | Cimec    |
|      | Document de întărire emis în Cancelaria lui Vasile Lupu Autor: Dat în Cancelaria domnească a Moldovei, 26 februarie 1644 (7152) | Datare: 26 februarie 1644 (7152) Școală: Cancelaria domnească a Moldovei Dimensiuni: 32,5 x 26,6 cm Material: hârtie specifică fără filigran | | Muzeul Național al Literaturii Române, București       | Cimec    |
|      | Sfânta și Dumnezeiasca Evanghelie cu voia prea luminatului și înălțatului Domn și oblăduitoriu a toată Țara Rumănească Io Constandin Basarab Voievod Autor: Acum a doua oară tipărită și diortosită mai cu multă nevoință. În sfânta mănăstire în Sneagov, la anul de la spăsenia lumii 1697. De semeritul întru ierononahi, Antim Ivireanul                                                                                               | Datare: 1697 Școală: Și s-au tipărit în tipografia domnească în Sfânta manăstire în Sneagov_de către Antim Ivireanul Dimensiuni: 29 x 21,5 cm Material: hârtie specifică fără filigran | | Muzeul Național al Literaturii Române, București       | Cimec    |
|      | Carte Românească de învățătură de la Pravilele Împărătești și de la giudeațe cu zisa și cu toată cheltuiala lui Vasile Voievodul și Domnul Țării Moldovei di în multe scripturi tălmăcită di în limba ileniască pre limba româniască Autor: Traducerea a fost făcută de Eustratie biv vel logofăt și, probabil, de învățatul grec Meletie Sirigos, având la bază legislația imperială bizantină funciară și alte legi civile și religioase | Datare: 1646 Școală: Și s-au tipărit în tipografia domnească în Sfânta manăstire „Trei Ierarhi“ din Iași Dimensiuni: 30,5 x 20 cm Material: hârtie cu filigran | | Muzeul Național al Literaturii Române, București       | Cimec    |
|      | Apostolul cu Dumnezău Svăntul carea întru acest chip tocmnită de pre orânduiala grecescului Apostol Autor: Tocmnită de pre orânduiala grecescului Apostol. Acum întâi sau tipărit. Tradusă din greacă de cărturarul ieromonah Damaschin Gherbest | Datare: 1683 Școală: Și s-au tipărit în Tipografia domnească a Mitropoliei Bucureștilor, tipograful fiind ieromonahul Damaschin Gherbest Dimensiuni: 28 x 19 cm Material: hârtie specifică fără filigran                                                                                    | | Muzeul Național al Literaturii Române, București       | Cimec    |
|      | Rudimenta Cosmographica Autor: Johannes Honterus, autor; Heinrich Vogtherr, autor | Datare: 1546 Școală: Froschauer, tipograf Dimensiuni: In 8 (15,5 x 10,5 cm.) Material: Hârtie | Rudimenta Cosmographica. Tiguri apud Froschouerum. Anno, M. D. XLVI. [1546] | Biblioteca Metropolitană, București                    | Cimec    |
|      | Henrici Cornelii Agrippae ab Nettesheym De incertitudine et vanitate scientiarum Autor: Heinrich Cornelius Agrippa von Nettesheim, autor | Datare: 1531 Școală: [Eucharius Cervicornus, editor] Dimensiuni: In 8 (15,5 x 10 cm.) Material: Hârtie | Henrici Cornelii Agrippae ab Nettesheym De incertitudine et vanitate scientiarum declamario invectiva, qua universia illa sophorum gigantomachia plus quam Herculea impugnatur audacia: doceturque nusquam certi quicquam, perpetui, & divini nisi solidis eloquiis atque eminentia verbi dei la tere. Capita tractandorum totius operis sequens indicabit pagella. Anno M. D. XXXI [1531]. De incertitudine & vanitate scientiarum | Biblioteca Metropolitană, București                    | Cimec    |
|      | I Dieci libri dell'architettura di M. Vitruvio Autor: Marco Vitruvio Pollione, autor; Daniele Barbaro, traducător | Datare: 1567 Școală: Francesco de' Franceschi Senese și Giouvanni Chrieger, editori Dimensiuni: In 4 (24,5 x 17,5 cm.) Material: Hârtie | I Dieci libri dell'architettura di M. Vitruvio tradutti et commentati da Monsignor Barbaro eletto patriarca d'Aquileggia, da lui riueduti & ampliati; & hora in piu commoda forma ridotti. In Venetia : appresso Francesco de'Franceschi Senese et Giovanni Chrieger Alemano compagni, M D LXVII [1567] | Biblioteca Metropolitană, București                    | Cimec    |
|      | Sermones fratris Roberti Autor: Roberto Caracciolo, autor | Datare: 15 martie 1490 Școală: Ioannem de Forliuio și Gregorium fratres, editori Dimensiuni: In 4 (21 x 15 cm.) Material: Hârtie | Sacre theologie magistri necno[n] sacri eloquij [pre]conis celeberrimi fratris Roberti episcopi. Aquin[atis] ordinis minoru[m] professoris op[us] quadragesimale perutilissimum. quod de penitentia dictum est: feliciter incipit. Haec est tabula omnium sermonum contento[rum] in hoc quadragesimali. Opera. [...] Impressi in ciuitate Venetiaru[m] : Per Joa[n]nem de Forliuio & Gregorium fratres, Anno d[omi]ni MCCCCLXXXX. die 15. Marrtij. | Biblioteca Metropolitană, București                    | Cimec    |
|      | Odosophia Christiana seu Theologia Positiva : in certam, plenam & cohærentem methodum redacta Autor: Johann Conrad Dannhauer, autor | Datare: 1649 Școală: Frideric Spoor, editor Dimensiuni: In 8 (17 x 9,5 cm.) Material: Hârtie | Odosophia christiana seu Theologia positiva in certam, plenam & cohaerentem methodum redacta, Ordinariis ac publicis dissertationibus Argentorati proposita, à Ioh. Conrado Dannhawero, SS. Theol. D. Prof. Et Ecclesiaste. Argentorati, Sumptibus Friderici Spoor, 1649 | Biblioteca Metropolitană, București                    | Cimec    |
|      | Scrisoare adresată de Mihail Kogălniceanu fiului său, Ioan, datată „10/22 august 1890, Kissingen” Autor: Scrisoarea a fost redactată de M. Kogălniceanu | Datare: 10/22 august 1890 Școală: Scrisoarea a fost redactată de M. Kogălniceanu Dimensiuni: 21,1 x 13,5 cm Material: hârtie cu filigran | | Muzeul Național al Literaturii Române, București       | Cimec    |
|      | Scrisoare adresată de Mihail Kogălniceanu fiului său, Ioan, datată „5 august 1890, Kissingen” Autor: Scrisoarea a fost redactată de M. Kogălniceanu | Datare: 5 august 1890 Școală: Scrisoarea a fost redactată de M. Kogălniceanu Dimensiuni: 19,6 x 12,4 cm Material: hârtie cu filigran | | Muzeul Național al Literaturii Române, București       | Cimec    |
|      | Scrisoare trimisă de Mihail Kogălniceanu, din Paris, pe 18/30 martie 1881, lui Titu Maiorescu Autor: Scrisoarea a fost redactată de M. Kogălniceanu | Datare: 18/30 martie 1881 Școală: Scrisoarea a fost redactată de M. Kogălniceanu Dimensiuni: 21 x 15,6 cm Material: hârtie cu filigran | | Muzeul Național al Literaturii Române, București       | Cimec    |
|      | Scrisoare trimisă de Niculai Hurmuzachi, din Cernăuți, pe 25 decembrie 1874, lui Mihail Kogălniceanu Autor: Scrisoarea a fost redactată de Niculai Hurmuzachi | Datare: 25 decembrie 1874 Școală: Scrisoarea a fost redactată de Niculai Hurmuzachi și adresată lui Mihail Kogălniceanu Dimensiuni: 29 x 23 cm Material: hârtie specifică fără filigran | | Muzeul Național al Literaturii Române, București       | Cimec    |
|      | Tetraevanghelie | Datare: Sec. XII-XIV; coperte sec. XIX (?) Școală: Atelier bizantin, adăugiri ulterioare ale scriptorului Ioan Material: pergament, manuscris cu cerneală rădăcinie, roșie, neagră și aurie                                                                                                 | | Muzeul Național de Artă al României, București         | Cimec    |
|      | Tetraevanghelie | Datare: Sfârșitul sec. XIII – primele decenii ale sec. XIV; coperte sfârșitul sec. XV Școală: Atelier Constantinopol (?) Material: pergament, manuscris cu cerneală rădăcinie și roșie | | Muzeul Național de Artă al României, București         | Cimec    |
|      | Noul Testament | Datare: Prima jumătate a sec. XIV; coperte ante 1496 Școală: Atelier bizantin Material: pergament, manuscris cu cerneală rădăcinie și roșie | | Muzeul Național de Artă al României, București         | Cimec    |
|      | Tetraevanghelie | Datare: Sec. XIII-XIV, al treilea sfert al sec. XVI; coperte sec. XVI Școală: Atelier bizantin, manuscrisul; atelier grecesc, copertele Material: pergament; manuscris cu cerneală neagră și roșie                                                                                          | | Muzeul Național de Artă al României, București         | Cimec    |
|      | Liturghuer | Datare: 1631, manuscrisul; 1632 (?) copertele Școală: Atelier Țara Românească, ieromonahul Porfirios, manuscrisul; atelier Țara Românească, copertele Material: hârtie, manuscris cu cerneală neagră, roșie și aurie                                                                        | | Muzeul Național de Artă al României, București         | Cimec    |
|      | Tetraevanghelie | Datare: Primele două decenii ale sec. XVI, ante 1518-1519; coperte, 1518-1519 Școală: Atelier Țara Românească, manuscrisul și copertele Material: hârtie; manuscris cu cerneală neagră, roșie și aurie; frontispicii și inițiale policrome ornate; argint ciocănit, argint turnat, aurit    | | Muzeul Național de Artă al României, București         | Cimec    |
|      | Octoih, acum a doua oară tălmăcit pre limba rumânească, spre înțeleagerea de obște și Tipărit la întâiul an al înălțatei domnii, a prea Luminatului oblăduitoriu a toată Țara Rumânească, Ioann Nicolae Alexandru Voevod Autor: Editorul cărții este mitropolitul Daniil al Țării Românești. Ediția din 1720 are la bază traducerea lui Antim Ivireanul din 1712                                                                           | Datare: 1720 Școală: Tipărită în tipografia mănăstirii „Tuturor Sfinților“ din București de către ieromonahul tipograf Dionisie. Dimensiuni: 21,2 x 15,7 cm Material: hârtie specifică fără filigran                                                                                        | | Muzeul Național al Literaturii Române, București       | Cimec    |
|      | Biblia, adecă Dumnezeiasca Scriptură a Legii Vechi și a ceii Noao. Toate care sau tălmăcit de pre limba Elinească pre înțălesul limbii Rumânești. Autor: Editată de ierarhul Ioan Bobb și tradusă de cărturarul teolog Samuil Micu Klein | Datare: 1795 Școală: A fost tipărită în Mitropolia din Blaj, în Tipografia Seminarului Diecezan, sub patronajul mitropolitului Ardealului, Ioan Bobb. Dimensiuni: 41 x 26 cm Material: hârtie cu filigran                                                                                   | | Muzeul Național al Literaturii Române, București       | Cimec    |
|      | Act de constituire a „Revistei Noue“, din data de 1 septembrie 1887, sub conducerea lui B.P. Hașdeu Autor: Documentul a fost redactat de membrii fondatori ai revistei: Victor Bilciurescu, B.P. Hașdeu, Barbu Ștefănescu Delavrancea. Alexandru Vlahuță și D.D. Racoviță | Datare: 1 septembrie 1887 Școală: Documentul a fost redactat de membrii fondatori ai revistei: Victor Bilciurescu, B.P. Hașdeu, Barbu Ștefănescu Delavrancea. Alexandru Vlahuță și D.D. Racoviță Dimensiuni: 32 x 21 cm Material: pergament                                                 | | Muzeul Național al Literaturii Române, București       | Cimec    |
|      | Testamentul întocmit de B.P. Hașdeu pe 23 noiembrie 1906 Autor: Actul a fost redactat în cadrul „Tribunalului Ilfov. Secția de Notariat“ | Datare: 23 noiembrie 1906 Școală: Documentul a fost redactat în cadrul „Tribunalului Ilfov. Secția de Notariat“ de doi copiști Dimensiuni: 35 x 21 cm Material: hârtie cu filigran | | Muzeul Național al Literaturii Române, București       | Cimec    |
|      | Testamentul olograf întocmit de B.P. Hașdeu pe 15 august 1907 Autor: Actul a fost redactat de B.P. Hașdeu | Datare: 15 august 1907 Școală: Documentul a fost redactat de către B. P. Hașdeu și semnat de acesta Dimensiuni: 34,7 x 21 cm Material: hârtie cu filigran | | Muzeul Național al Literaturii Române, București       | Cimec    |
|      | Diplomă de bacalaureat în litere acordată Iuliei Hașdeu de Ministerul Instrucțiunii Publice al Franței, 1886 Autor: Actul a fost redactat de către Ministerul Instrucțiunii Publice al Franței, 1886 | Datare: 12 noiembrie 1886 Școală: Actul a fost redactat de către Ministerul Instrucțiunii Publice din Franța Dimensiuni: 27 x 43,4 cm Material: pergament | | Muzeul Național al Literaturii Române, București       | Cimec    |
|      | Slavă Tatălui și Fiului și Sfântului Duh. Din porunca dreptcrediciosului și singurului stăpânitor, marele domnitor și împărat al nostru Petru Alexievici al Rusiei. Autor: Editorul cărții este arhimandritul Ioanichie, egumenul de la Marea Lavră a mănăstirii Pecerskaia | Datare: 1727 Școală: Tipărită în tipografia mănăstirii Pecerskaia din Kiev Dimensiuni: 22 x 16,7 cm Material: hârtie cu filigran | | Muzeul Național al Literaturii Române, București       | Cimec    |
|      | Observații sau băgări dă seamă, asupra reguleloru Grammaticii Rumânești adunate și alcătuite de dumnealui Iannache Văcărescul cel de acum dicheofulax al Bisericii cei Mari a Răsăritului Autor: Autorul primei lucrări tipărite de gramatică românească, din spațiul românesc, este Ianache (Ienăchiță) Văcărescu | Datare: 1787 Școală: A fost tipărită în tipografia imperială, ilirică privilegiată a lui Iosif Kurczbök, din Viena Dimensiuni: 20,9 x 12,8 cm Material: hârtie cu filigran | | Muzeul Național al Literaturii Române, București       | Cimec    |
|      | Manuscris slavon caligrafiat și miniat: „Cele mai frumoase istorisiri adunate din dumnezeieștile scripturi“ Autor: Copistul anonim a fost inspirat și de învățăturile cuviosului Iosif Pustnicul | Datare: 1815 Școală: Culegere de texte religioase scrise după istorisiri religioase Dimensiuni: (18,4 x 13 cm) Material: Hârtie specifică fără filigran | | Muzeul Național al Literaturii Române, București       | Cimec    |
|      | Carte românească de învățătură [la] dumenecele preste an și la praznice împărătești și la svănți Mar[t]i[ri] Autor: Traducerea a fost făcută de mitropolitul Varlaam după Evanghelia pilduitoare a patriarhului grec Callist | Datare: 1643 Școală: S-au tipărit în Tipografia Domnească a Mănăstirii „Treisfetitele“ („Trei Ierarhi“) în Iași Dimensiuni: (30,2 x 19 cm) Material: Hârtie cu filigran | Carte românească de învățătură [la] dumenecele preste an și la praznice împărătești și la svănți Mar[t]i[ri]. Cu zisa și cu cheltuiala lui Vasilie Voivodul și domnul Țării Moldovei di în multe scripturi tălmăcite di în limba sloveanească pre limba romeniască. De la Varlaam mitropolitul de Țara Moldovii. În Tipografia Domnească a Mănăstirii Treisfetitele în Iași. De la Hristos 1643. | Muzeul Național al Literaturii Române, București       | Cimec    |
|      | Antologhion, adecă Floarea Cuvintelor Autor: Tipărirea s-a efectuat sub coordonarea lui Antim Ivireanul la Tipografia Episcopiei de Râmnic | Datare: 1705 Școală: Și s-au tipărit în tipografia domnească în Sfânta manăstire Govora, sub coordonarea lui Antim Ivireanul, episcop de Râmnic Dimensiuni: (30 x 23 cm) Material: Hârtie cu filigran                                                                                       | Antologhion, adecă Floarea Cuvintelor. Care cuprinde în sine toată toată slujba ce i să cuvine lui a Sfintei Besearici peste tot anul. Akum întâiu întracesta chip tipărită și așezată după cel grecesc. În zilele prealuminatului și înălțatului domn, și oblăduitoriu a toată Țara Rumânească, Ioan Konstandin B[râncoveanul] Basarab Voievod. Ku osârdia și cu toată cheltuiala preacinstitului de bun și mare neam a lui Mihai Kantacuzino vel Spătar, spre cea de obște a Besearicilor lui X.S. trebuință și al Pravoslavnicilor folos. Cu blag[oslo]venia preasfințitului mitropolit Kir Teodosie. În sfânta Episcopie a Râmnicului. La anul de la zidirea lumii 7213 (1705)“. Prin osteneala iubitoriului de Dumnezeu Kir Antim Ivireanul Ep[is]copul Râmnicului. | Muzeul Național al Literaturii Române, București       | Cimec    |
|      | Adunarea cuvintelor celor pentru ascultarea sfinților părinți și viața cuviosului părinte Paisie Velicikovski Autor: Conform însemnării de pe ultima filă (colofonul/ f. 125 verso), manuscrisul a fost scris (copiat) de „Zinovie Ieromonahul“ | Datare: 16 octombrie 1836 - 14 aprilie 1837 Școală: Manuscrisul este scris (copiat) de „Zinovie Ieromonahul“ Dimensiuni: (28,5 x 20 cm) Material: Hârtie cu filigran | Adunare a cuvintelor celor pentru ascultare de la mulți sfinți și dumnezeiești părinți spre folosul celor ce întru dânsa vor voi să se grijească de măntuirea lor și viața cuviosului părintelui nostru starițului Paisie [Velicikovski] împreună cu o[a]recare din trimiterile sfinții sale acum întâi după cea tipărită prescrisă după blagoslovenia prea o sfințitului mitropolit al Moldavii Kiriu Kir Veniamin [Kostachi] și cu blagoslovenia prea cuviosului și stariț al sfântului schit Izvoarele Kir Teofan la anul 1836, octombrie 16. | Muzeul Național al Literaturii Române, București       | Cimec    |
|      | Observații de limba rumănească prin Paul Iorgovici fekute. În Buda. Sau tipărit la Krăiasca Universității Tipografie. 1799 Autor: Paul Iorgovici (iluminist bănățean) | Datare: 1799 Școală: A fost tipărită în Tipografia Regală a Universității din Buda Dimensiuni: 18 x 11,5 cm Material: Hârtie cu filigran | Observații de limba rumănească prin Paul Iorgovici fekute. În Buda. Sau tipărit la Krăiasca Universității Tipografie. 1799 | Muzeul Național al Literaturii Române, București       | Cimec    |
|      | "Lecțione, adecă cuvântare scoase de la întâie parte a gramaticii P. E. H. A. U. Pentru învățătura limbii moldovinești și rusăști, Iași, 1759". Autor: Autorul primei gramatici în limba română din Principatul Moldovei este Teodor Scoleriu | Datare: 1759 Școală: Teodor Scoleriu, cărturar român din Principatul Moldovei Dimensiuni: (26 x 20 cm) Material: hârtie cu filigran | | Muzeul Național al Literaturii Române, București       | Cimec    |
|      | Manuscris caligrafiat în limba română, cu alfabet chirilic: „Psaltirea în versuri“ Autor: Manuscrisul original îi aparține umanistului român Teodor Corbea | Datare: începutul sec. XVIII Școală: Teodor Corbea, autorul manuscrisului Dimensiuni: 21 x 17,5 cm Material: Hârtie cu filigran. | | Muzeul Național al Literaturii Române, București       | Cimec    |
|      | Manuscris caligrafiat în limba română, cu alfabet chirilic: „Cântece bisericești“ Autor: Manuscris original al lui Anton Pann | Datare: 1/2 sec. XIX Școală: Caligrafiat și miniat de Anton Pann. Dimensiuni: 10,5 x 8,7 cm Material: Hârtie specifică fără filigran. | | Muzeul Național al Literaturii Române, București       | Cimec    |
|      | Apo[s]tol cu mila lui Dumnezău Sf[â]ntul Autor: Apostolul a fost editat de cărturarul Damaschin, episcopul Buzăului | Datare: 1704 Școală: Episcopia Buzăului Dimensiuni: 26,2 x 19 cm Material: Hârtie specifică fără filigran | Apo[s]tol cu mila lui Dumnezău Sf[â]ntul. Carele acum a do[ua] oură, precum mai nainte au fost așăzat după cel Grecescu, Sau tipărit. În zilele prea Înălțatului Domn, și oblăduitoriu a toută Țara Rumânească, Io Constantin Basarab Voevod. Cu Bl[a]g[o]s[lo]venia prea sf[i]nțitului părinte Kir Teodosie, Mitropolitul a toată Ugrovlahia. Și sau Tipărit în sf[â]nta episcopie din Buz[ău]. Prin osteneala a singur ep[i]scopului de Buzău Kir Damaschin. În anul dela zidirea lumii 7212. Iar dela X.S. 1704 | Muzeul Național al Literaturii Române, București       | Cimec    |
|      | Tetraevanghel Autor: Copiat după un izvod medieval moldav, care are la bază un Tetraevanghel de redacție medio-bulgară | Datare: Prima parte a secolului al XVIII-lea Școală: Necunoscut Dimensiuni: 32,5 x 21,5 cm Material: Hârtie specifică cu filigran | Eje ot Mateia sto Evanghelie; Eje ot Marca sto Evanghelie; Eje ot Luca sto Evanghelie; Eje ot Ioana sto Evanghelie. | Muzeul Național al Literaturii Române, București       | Cimec    |
|      | Scrisoare datată „8 iulie 1867, Paris‟, adresată de Mihail Kogălniceanu fiicei sale Lucia Autor: Scrisoarea a fost redactată de M. Kogălniceanu | Datare: 8 iulie 1867 Școală: Scrisoarea a fost redactată de M. Kogălniceanu. Dimensiuni: (21 x 13,3 cm) Material: hârtie specifică fără filigran | | Muzeul Național al Literaturii Române, București       | Cimec    |
|      | Scrisoare datată „26 decembrie 1867 / 7 ianuarie 1868, Iași‟, adresată de Mihail Kogălniceanu fiicei sale Lucia Autor: Scrisoarea a fost redactată de M. Kogălniceanu | Datare: 26 decembrie 1867 / 7 ianuarie 1868 Școală: Scrisoarea a fost redactată de M. Kogălniceanu. Dimensiuni: (23,2 x 14 cm) Material: hârtie specifică fără filigran | | Muzeul Național al Literaturii Române, București       | Cimec    |
|      | Scrisoare datată „8/20 noiembrie 1867, Iași‟, adresată de Mihail Kogălniceanu fiicei sale Lucia Autor: Scrisoarea a fost redactată de M. Kogălniceanu | Datare: 8/20 noiembrie 1867 Școală: Scrisoarea a fost redactată de M. Kogălniceanu. Dimensiuni: (22,5 x 14 cm) Material: hârtie specifică fără filigran | | Muzeul Național al Literaturii Române, București       | Cimec    |
|      | Scrisoare datată „15/27 februarie 1881, Galați“, trimisă de generalul E. Pencovici, comisarul României în cadrul Comisiei Europene a Dunării, lui Mihail Kogălniceanu, ministrul plenipotențiar al României la Paris Autor: Scrisoarea a fost redactată de generalul E. Pencovici | Datare: 15/27 februarie 1881 Școală: Scrisoarea a fost redactată de generalul E. Pencovici. Dimensiuni: (17,5 x 11 cm) Material: hârtie specifică fără filigran | | Muzeul Național al Literaturii Române, București       | Cimec    |
|      | Scrisoare datată „3 septembrie 1881, Viena‟, adresată de Ion Bălăceanu, ministru plenipotențiar al României în Austro-Ungaria, lui Eugeniu Stătescu, ministrul Afacerilor Străine al României Autor: Scrisoarea a fost redactată de Ion Bălăceanu, ministru plenipotențiar al României în Austro-Ungaria | Datare: 3 septembrie 1881 Școală: Scrisoarea a fost redactată de Ion Bălăceanu, ministru plenipotențiar al României în Austro-Ungaria. Dimensiuni: (25,3 x 20 cm) Material: hârtie specifică fără filigran                                                                                  | | Muzeul Național al Literaturii Române, București       | Cimec    |
|      | Scrisoare datată „10 decembrie 1881‟, adresată de Ion Ghica, ministrul plenipotențiar al României la Londra, lui Eugeniu Stătescu, ministrul Afacerilor Străine al României Autor: Scrisoarea a fost redactată de Ion Ghica, ministrul plenipotențiar al României la Londra | Datare: 10 decembrie 1881 Școală: Scrisoarea a fost redactată de Ion Ghica, ministrul plenipotențiar al României la Londra. Dimensiuni: (22,5 x 14,5 cm) Material: hârtie specifică fără filigran                                                                                           | | Muzeul Național al Literaturii Române, București       | Cimec    |
|      | Scrisoare a lui I. L. Caragiale adresată lui Ion Procopiu, datată Berlin, luni, 14/27 septembrie 1909. Autor: Documentul a fost redactat de I. L. Caragiale. | Datare: 14/27 septembrie 1909 Școală: Documentul a fost redactat de I. L. Caragiale. Dimensiuni: (18 x 11,4 cm) Material: hârtie fără filigran | | Muzeul Național al Literaturii Române, București       | Cimec    |
|      | Scrisoare datată „29 august 1862, Paris“, adresată de Iancu Alecsandri lui Costache Negri. Autor: Scrisoarea a fost redactată de Iancu Alecsandri. | Datare: 29 august 1862 Școală: Scrisoarea a fost redactată de Iancu Alecsandri. Dimensiuni: (21 x 13,5 cm) Material: hârtie cu filigran | | Muzeul Național al Literaturii Române, București       | Cimec    |
|      | Scrisoare datată „3 aprilie 1863, Paris“, adresată de Iancu Alecsandri lui Costache Negri. Autor: Scrisoarea a fost redactată de Iancu Alecsandri. | Datare: 3 aprilie 1863 Școală: Scrisoarea a fost redactată de Iancu Alecsandri. Dimensiuni: (21 x 13,5 cm) Material: hârtie cu filigran | | Muzeul Național al Literaturii Române, București       | Cimec    |
|      | Scrisoare datată „12 iunie 1863, Paris“, adresată de Iancu Alecsandri lui Costache Negri. Autor: Scrisoarea a fost redactată de Iancu Alecsandri. | Datare: 12 iunie 1863 Școală: Scrisoarea a fost redactată de Iancu Alecsandri. Dimensiuni: (20,4 x 12,7 cm) Material: hârtie fără filigran | | Muzeul Național al Literaturii Române, București       | Cimec    |
|      | Scrisoare datată „3/15 mai 1862, Paris“, adresată de Iancu Alecsandri lui Costache Negri. Autor: Scrisoarea a fost redactată de Iancu Alecsandri. | Datare: 3/15 mai 1862 Școală: Scrisoarea a fost redactată de Iancu Alecsandri. Dimensiuni: (30,5 x 12,5 cm) Material: hârtie fără filigran | | Muzeul Național al Literaturii Române, București       | Cimec    |
|      | Manuscris al lui I. L. Caragiale intitulat „Titircă Sotirescu și Cia. Comedie în trei acte“, realizat, probabil, în perioada exilului voluntar din Berlin. Autor: Manuscrisul a fost redactat de I. L. Caragiale. | Datare: [1905-1912]. Școală: Manuscrisul a fost redactat de I. L. Caragiale. Dimensiuni: (21 x 16 cm) Material: hârtie fără filigran | | Muzeul Național al Literaturii Române, București       | Cimec    |
|      | Memoriu al lui I. L. Caragiale adresat ministrului Instrucțiunii Publice, Spiru C. Haret, datat București, 1 iunie 1898. Autor: Documentul a fost redactat de I. L. Caragiale. | Datare: 4 file Școală: Documentul a fost redactat de I. L. Caragiale. Dimensiuni: (27 x 21,5 cm) Material: hârtie fără filigran | | Muzeul Național al Literaturii Române, București       | Cimec    |
|      | Scrisoare datată „15/28 decembrie 1907“, adresată de Maria Bogdan, una din fiicele lui Vasile Alecsandri, fiului său Henri. Autor: Scrisoarea a fost redactată de Maria Bogdan, una din fiicele lui Vasile Alecsandri. | Datare: 15/28 decembrie 1907 Școală: Scrisoarea a fost redactată de Maria Bogdan, una din fiicele lui Vasile Alecsandri. Dimensiuni: (17,4 x 11,3 cm) Material: hârtie cu filigran | | Muzeul Național al Literaturii Române, București       | Cimec    |
|      | Scrisoare datată „23 ianuarie 1862, Paris“, adresată de Vasile Alecsandri generalului Ioan Em. Florescu Autor: Scrisoarea a fost redactată de Vasile Alecsandri. | Datare: 23 ianuarie 1862 Școală: Scrisoarea a fost redactată de Vasile Alecsandri. Dimensiuni: (21 x 13,6 cm) Material: hârtie fără filigran | | Muzeul Național al Literaturii Române, București       | Cimec    |
|      | Scrisoare datată „5 mai 1887, Paris“, adresată de Vasile Alecsandri lui Eugen Ghica-Budești. Autor: Scrisoarea a fost redactată de Vasile Alecsandri. | Datare: 5 mai 1887 Școală: Scrisoarea a fost redactată de Vasile Alecsandri. Dimensiuni: (20,5 x 13,5 cm) Material: hârtie fără filigran | | Muzeul Național al Literaturii Române, București       | Cimec    |
|      | Scrisoare (cu plic), nedatată, adresată de I.L. Caragiale lui Alceu Urechia. Autor: Documentul a fost redactat de I.L. Caragiale. | Datare: iunie 1906 Școală: Documentul a fost redactat de I.L. Caragiale. Dimensiuni: (14,9 x 10,9 cm) Material: hârtie cu filigran | | Muzeul Național al Literaturii Române, București       | Cimec    |
|      | Biblia N.T. | Datare: 1648, luna lui ghenariu 2 Școală: întru a Mării sale tipografie Dimensiuni: 30 cm | NOUL TESTAMENT// sau, //ÎMPĂCAREA. AU LEAGEA NOAO.// a lui IS.HS. Domnului nostru.// Izvodit cu mare socotință, den//izvod Grecescu, și slovenescu, pre//Limba Rumănească, Cu îndemnarea și//porunca, denpreună cu toată cheltuiala,//a marii sale, // GHEORGHIE RACOȚi, //CRAIUL,//Ardealului, i proci//Tipăritu-s-au întru a mării sale//Tipografie, Dentâiu noou, //în Ardeal în cetate//BELGRADULUI.// Anii, de la întruparea domnului și mântuito//riului nostru IS HS. 1648//Luna lui Ghenariu, 2. | Muzeul Municipiului București, București               | Cimec    |
|      | Îndreptarea legii | Datare: 1652 martie 20 Școală: În Tipografia prea luminatului domn Matei V(oievod) Bas(arab), În Sfânta Mitropolie Dimensiuni: 28 cm. Material: hârtie | INDREPTAREA LEGII//Cu Demnezeu.//CARE ARE TOATĂ JUDECATA//Arhierească și împărătească de toate vinile//Preoțești și Mirenești//PRAVILA Sfinților APOSTOLI//. A ceale 7 Săboare//și toate ceale Nameastnice. Lângă aceastea și ale Sfinților//Dascăli ai Lumii, Vasilie velichi, Timothei, Nichita, Nicolae, //Theologhia Dumnezeeștilor Bogoslovi. Scrise//mai nainte și tocmite, cu Porunca și învățătura//Blagocestivului împărat Chir Ioan Comninul. De Cuvân(tătoriul).//Diacon al Marii Besearici lui Dumnezeu și Păyitor de Pravili Chir//Alexie Aristinu. Iar acum de întâi prepuse tote de pe//elinește pre Limbă Rumânească cu nevoință și userdia și cu//toat[ cheltuiala a pre Sfințitului de HRISTOS Chir Ștefan cu//mila lui Dumnezeu Mitropolitul Târgoviștei, Exarh Plaiurilor și a Toată Ungrovlahia.// în Târgoviște//În Tipografia Prealuminatului mieu Domn Io Mathei Vouevod//Basarab. În Sfânta Mitropolie, în Casa Nălțării Domnului Nostru ISUs HRISTOS// Martie 20. Va leat 7160. A lui Hristos 1652, V Post. Velichi.                                        | Muzeul Municipiului București, București               | Cimec    |
|      | Îndreptarea legii | Datare: 1652 Școală: În Tipografia prea luminatului domn Matei V(oievod) Bas(arab), În Sfânta Mitropolie Dimensiuni: 28 cm Material: hârtie | | Muzeul Municipiului București, București               | Cimec    |
|      | Versuri la toate praznicele Domnului Nostru Isus Hristos Autor: Procopie, Pătruț | Datare: 1860 Școală: Picu Pătruț Dimensiuni: 24,5 x 17,5 cm | | Muzeul Național al Țăranului Român, București          | Cimec    |
|      | Scrisoare datată „20 decembrie 1907/11 ianuarie 1908“, adresată de Ion Luca Caragiale lui Alceu Urechia. Autor: Documentul a fost redactat de I. L. Caragiale. | Datare: 29 decembrie 1907/ 11 ianuarie 1908 Școală: Documentul a fost redactat de I. L. Caragiale. Dimensiuni: (17,7 x 11,5 cm) Material: hârtie fără filigran | | Muzeul Național al Literaturii Române, București       | Cimec    |
|      | Scrisoare nedatată, adresată de Ion Luca Caragiale lui Alceu Urechia. Autor: Documentul a fost redactat de I. L. Caragiale. | Datare: 1907 Școală: Documentul a fost redactat de I. L. Caragiale. Dimensiuni: (17,8 x 11,3 cm) Material: hârtie fără filigran | | Muzeul Național al Literaturii Române, București       | Cimec    |
|      | Scrisoare datată „27 octombrie/9 noiembrie 1907, Berlin”, adresată de Ion Luca Caragiale lui Alceu Urechia. Autor: Documentul a fost redactat de I. L. Caragiale. | Datare: 27 octombrie/ 9 noiembrie 1907 Școală: Documentul a fost redactat de I. L. Caragiale. Dimensiuni: (17,7 x 11,3 cm) Material: hârtie fără filigran | | Muzeul Național al Literaturii Române, București       | Cimec    |
|      | Genealogia familiei Cantacuzino, ramura Mgureanu, realizată de fostul caimacam al Valahiei, Constantin Cantacuzino: „Prescurtare a genealogiei familliei Cantacuzino din Valachia ramura disă Cantacuzino Măgureanu“. Autor: Documentul a fost redactat caligrafic de caimacamul Constantin Cantacuzino. | Datare: 1874 Școală: Documentul a fost redactat caligrafic de caimacamul Constantin Cantacuzino. Dimensiuni: (42,4 x 30 cm) Material: carton | | Muzeul Național al Literaturii Române, București       | Cimec    |
|      | Summa theologica Autor: Antoninus Florentinus | Datare: MCDLXXXII (1482) Școală: Anton Koberger Dimensiuni: 932 x 10 cm Material: hârtie specifică cu filigran | INSINGNE HOC OPUSCULUS OES VETERIS AC NOVI/ TESTAMENTI CODICES IURNBEATI HIERONIMI INTERP/TATIONES INSE CLAUDENS: NOS ABSQS ALACRI STUDIO/IMPENSISNANTONII KOBURGER NURENBERGE E CONSUMMATU. ANNO DNICE INCARNATOIS MILLE/SIMOQADRINGENTE SIMOOCTUAGESIMOSECUNDO;/PRIDIE KALENDAS JANUARIAS. | Muzeul Național de Istorie a României, București       | Cimec    |
|      | Opus sermones de sanctis per circulum anni feliciter Autor: Voragine, Jacobus de | Datare: MCCCCLXXXIIII (1484) Școală: Johannes de Westfalia Dimensiuni: 29,5 x 6,5 cm Material: hârtie specifică cu filigran | Opus Qutile Sermonu de sanctis que cir/culum anni exlaur novus nuncupatus impressum Argentine anno bni MCCCCLXXXIII. Finit feliciter. | Muzeul Național de Istorie a României, București       | Cimec    |
|      | Summa theologica, pars quatra Autor: Antoninus Florentinus | Datare: MCCCCLXXXVII (1487) Școală: [Peter Drach] Dimensiuni: 31 x 22 cm Material: hârtie specifică cu filigran | | Muzeul Național de Istorie a României, București       | Cimec    |
|      | Summa theologica, pars secunda Autor: Antoninus Florentinus | Datare: 1487 Școală: [Peter Drach] Dimensiuni: 31 x 21 cm Material: hârtie specifică cu filigran | | Muzeul Național de Istorie a României, București       | Cimec    |
|      | Epistole Autor: Hieronymus | Datare: MCCCCLXXXVIII (1488) Școală: [Peter Drach] Dimensiuni: 30,3 x 21 cm Material: hârtie specifică cu filigran | | Muzeul Național de Istorie a României, București       | Cimec    |
|      | Summa theologica, tertia pars Autor: Antoninus Florentinus | Datare: MCCCCLXXXVIII (1488) Școală: [Peter Drach] Dimensiuni: 29, 5 x 21 cm Material: hârtie specifică cu filigran | | Muzeul Național de Istorie a României, București       | Cimec    |
|      | Biblia | Datare: 1491 Școală: Nicolaus Kessler Dimensiuni: 31 x 22 cm Material: hârtie specifică cu filigran | | Muzeul Național de Istorie a României, București       | Cimec    |
|      | Amicus distinctiones sermones amici | Datare: MCCCCXCV (1495) Școală: Nicolaus Kessler Dimensiuni: 19,5 x 15 cm Material: hârtie specifică cu filigran | | Muzeul Național de Istorie a României, București       | Cimec    |
|      | Expositio hymnorum: cum notabili commento | Datare: MCCCCC (1500) Școală: Heinrich Quentell Dimensiuni: 12 x 14 cm Material: hârtie specifică cu filigran | | Muzeul Național de Istorie a României, București       | Cimec    |
|      | Theion kai hieron Evanghelion, Hellenovlahikon [...] = Sfânta oi dumnedzaiasca Evanghelie elineasca și rumânească [...] acuma întâi alcătuită într-amândoao limbile | Datare: 1693 Școală: S-au tipărit întru Sfânta Mitropolie a Ugrovlahiei Dimensiuni: (31,5 x 17 cm) Material: hârtie și filigran | | Muzeul Național de Istorie a României, București       | Cimec    |
|      | Codex Altemberger | Datare: 1481 Dimensiuni: (35,5 x 25 cm) Material: pergament | Hoc opus seat Hern Egregius Magr. Thomas Altemberger magr. civitem et iudex regi 6 necnon cameranus urbis Cibinen anno domin. Mille dnadi octogesimo primo ductisin officii mag (…) anno nono. | Muzeul Național de Istorie a României, București       | Cimec    |
|      | Tertia pars summe sacti thome aqno Autor: Aquino, Thomas de | Datare: 1478 Școală: Johann von Köln et Johann Manthen Dimensiuni: (32 x 21 cm) Material: hârtie specifică fără filigran | Incipit tertia pars summe sancti Thome de Aqno. Duestio pma de covenietia incarnationis. Expliciant addiotiones tertie ptis sume sancti Thome de Aquino. De ordine Fraiz predicatoru. Impresse ductu ac impedio prouidoru virorii jo. ex Colonia. jo. que Mathen de Gheretzeni sociorum anno salutis Dominice. M. CCCC. LXXVIII Pridie id. mai. Laus deo. | Muzeul Național de Istorie a României, București       | Cimec    |
|      | Sermones quadragesimale de legibus Autor: Leonardus de Utino | Datare: 1479 Școală: Stephan Koblinger Dimensiuni: (30,5 x 21 cm) Material: hârtie specifică fără filigran | Sermones quadragesimales de legibus/ fratris Leonardi de Utino. Sacre theolo/ gie doctoris. Ordinis predicatorum / sermo primus de peccato ule”. „Impensa/ et diligentia maxima/ Stephani Koblinger de Vienna/ impressum hoc op. pclarissimu/ vincetie octavo caled/ decembris/ MCCCCLXXVIIII”. | Muzeul Național de Istorie a României, București       | Cimec    |
|      | Aritophanis Comoediae novem Autor: Aristophanes | Datare: 1498 Școală: Editor: Marcus Musurus; tipograf: Aldus Manutius Dimensiuni: (33 x 22 cm) Material: hârtie specifică fără filigran | | Muzeul Național de Istorie a României, București       | Cimec    |
|      | Concilium zu Constantz Autor: Richental, Ulrich von | Datare: 1483 Școală: Anton Sorg, am afftermontag nach egidii. Dimensiuni: (25 x 18,5 cm) Material: hârtie specifică fără filigran | | Muzeul Național de Istorie a României, București       | Cimec    |
|      | Liber chronicarum Autor: Schedel, Hartmann; Georg Alt, trad. | Datare: 1493 Școală: Anton Koberger pro sebaldo Schreyer et Sebastiano Kammermeister Dimensiuni: (45 x 32 cm) Material: hârtie specifică fără filigran | | Muzeul Național de Istorie a României, București       | Cimec    |
|      | Historia dracole waida | Datare: 1499 Școală: Ambrosius Hiber, Edit Dimensiuni: (21 x 15 cm) Material: hârtie specifică fără filigran | | Muzeul Național de Istorie a României, București       | Cimec    |
|      | Rosarium decretorum Autor: Baysio, Guido de | Datare: [1473] Școală: [Johann Mentelin] Dimensiuni: (46,5 x 32,5 cm) Material: hârtie specifică fără filigran | | Muzeul Național de Istorie a României, București       | Cimec    |
|      | Elementa Autor: Euclides; Adelardus Bathoniensis, trad.; Johannes Campanus, com. | Datare: 1482 Școală: Erhard Ratdolt Dimensiuni: (30 x 21,5 cm) Material: hârtie specifică fără filigran | ”Opus Elementoru Euclidis megarensis in Geometria Arte in id. quoque campa/ ni pespicacissimi comentationes finiut. Erbardus Ratdolt augustensis impressor/ solertissimus. Venetũs impressit. Anno salutis MCCCCLXXXII, Octavis. Calen, Iun. Lector”. | Muzeul Național de Istorie a României, București       | Cimec    |
|      | Summa de casibus conscientiae. Autor: Atexanus de Ast | Datare: [1463] Școală: [JOHANN MENTELIN] Dimensiuni: (40 x 29 cm) Material: hârtie specifică fără filigran | | Muzeul Național de Istorie a României, București       | Cimec    |
|      | Summa theologica Autor: Antoninus Florentinus | Datare: 1486 Școală: ANTON KÖBERGER Dimensiuni: (49 x 34 cm) Material: hârtie specifică fără filigran | Summe fratris Anthonini de/, Floretia ordinis predicatoru et arhiept. Flore/ tini. In qua agit de aima et de perstinetibo ab/ ipsam. Incipit phemium totius operis. | Muzeul Național de Istorie a României, București       | Cimec    |
|      | Cosmographia Autor: Ptolemaeus, Claudius; Jacobus Angelus - trad. | Datare: 1486 Școală: NICOLAUS GERMANUS; LEONHARD HOLL Dimensiuni: (49 x 34 cm) Material: hârtie specifică fără filigran | Claudii Ptolemei viri A/ lexandrini Cosmographie/ octavvset ultimus liber/ explicit./ Opus donni Nicolai Germa/ ni secundum ptolemeum/ finit./ Anno MCCCC LXXX II. Augu/ sti vero kalendas. XVII./ imprssum ULME per ingeni/ osum virum Leonardum/ Hol prefati oppidi civis. | Muzeul Național de Istorie a României, București       | Cimec    |
|      | Sermones pomerii de tempore Autor: Themeswar, Pelbartus de | Datare: 1500 Școală: HEINRICH GRAN PRO JOHANNE RYNMAN Dimensiuni: (28 x 20 cm) Material: hârtie specifică fără filigran | In nomine Domi/ ni Iesu incipit tabula de materus in hac parte/ bemali Sermonu de tqe contentis pm ordine/ alphabeti. In hac autem tabula numerus si/ gnificat sermonum numerum. Littera aute ubi/ in sermonte inverit. Sermones pomerii de tqe copostati pq fra/ tre Pelbartu de Themeswar: pfessuz divi ordi/ nis scti fracisci impssi ac diligeter revisi pindu/ striu Henricu Gran: in impiali oppido. Hage/ naw: expesis ac suptibo puidi Johanis Rynma/ finiunt feliciter anno salutis nostre MCCCCC/ Uiy. Kal. Marciy. | Muzeul Național de Istorie a României, București       | Cimec    |
|      | De animalibus Autor: Albertus Magnus | Datare: 21 V 1495 Școală: Iohannes et Gregorius de Gregoriis Dimensiuni: 240x155 mm; înălț corp. Material: hârtie | De animalibus | Biblioteca Națională a României, București             | Cimec    |
|      | Confessionale Autor: Antonius Florentius | Datare: 22 II 1496 Școală: Lorenzo Morgiani et Johann Petri pro Pietro Pacini Dimensiuni: 153x90 mm Material: hârtie | Confessionale | Biblioteca Națională a României, București             | Cimec    |
|      | Historia Romana Autor: Appianus | Datare: 20 XI 1500 Școală: Christiphorus de Pensis Dimensiuni: 240x156 mm; înălț. Cop. 310 mm Material: hârtie | Historia Romana | Biblioteca Națională a României, București             | Cimec    |
|      | Politica et Oeconomica Autor: Aristoteles | Datare: 8 VIII 1489 Școală: [Guy Machant pour] Antoine Verard Dimensiuni: 210x145 mm; înălț. Corp 310 mm Material: hârtie | Politica et Oeconomica | Biblioteca Națională a României, București             | Cimec    |
|      | Opuscula Autor: Augustinus, Aurelius | Datare: 10 XI 1491 Școală: Peregrino Pasquale Dimensiuni: 180x130 mm; înălț. corp. 240 mm Material: hârtie | Opuscula | Biblioteca Națională a României, București             | Cimec    |
|      | Aurelius Augustinus Autor: Sermones | Datare: [cca. 1499] Școală: Ulrich Gering et Berthold Remboldt Dimensiuni: 270x170 mm; înălț. Cop. 380 mm Material: hârtie | Aurelius Augustinus | Biblioteca Națională a României, București             | Cimec    |
|      | Baptista Mantuanus Autor: De patientia | Datare: III Kal. Jun. [30 V] 1497 Școală: Bernardinus Misinta Dimensiuni: 148x95 mm; înălț. Cop. 220 mm Material: hârtie | Baptista Mantuanus | Biblioteca Națională a României, București             | Cimec    |
|      | Oratio ad Fridericum III imperatorem et Maximilianum I regem Romanorum Autor: Hermolaus Barbarus | Datare: [non ante fiinem Aug. 1486] Școală: [Stephan Plannck] Dimensiuni: 142x88 mm; înălț. Cop. 190 mm Material: hârtie | Oratio ad Fridericum III imperatorem et Maximilianum I regem Romanorum | Biblioteca Națională a României, București             | Cimec    |
|      | Biblia | Datare: pridie Kal. Jun. [31 V] 1480 Școală: Octavianus Scotus Dimensiuni: 156x100 mm; înălț. Cop. 220 mm Material: hârtie | Biblia | Biblioteca Națională a României, București             | Cimec    |
|      | Giovanni Boccaccio Autor: Genealogise deorum; De montibus, silvis, fontibus, etc | Datare: VII Kal. Mart. [23 II] 1494/1495 Școală: Bonetus Locatellus pro Octaviano Scoto Dimensiuni: 244x163 mm; înălț. Cop. 320 mm Material: hârtie | Giovanni Boccaccio | Biblioteca Națională a României, București             | Cimec    |
|      | Vocabularius rerum Autor: Brack, Wenzeslaus | Datare: [5 I] 1489 Școală: Johann Pruss, Dimensiuni: 140x90 mm; înălț. Cop. 210 mm Material: hârtie | Vocabularius rerum | Biblioteca Națională a României, București             | Cimec    |
|      | Propositio coram Carola VIII Francorum rege facta Autor: Leonellus Chieregatus | Datare: [post 20 I 1488] Școală: [Stephan Plannck] Dimensiuni: 142x90 mm; înălț. Cop. 200 mm Material: hârtie | Propositio coram Carola VIII Francorum rege facta | Biblioteca Națională a României, București             | Cimec    |
|      | Opuscula Autor: Matthaeus Colatius | Datare: 1486 Școală: Bernardinus Rizus Dimensiuni: 145x97 mm; înălț. Cop. 210 mm Material: hârtie | Opuscula | Biblioteca Națională a României, București             | Cimec    |
|      | Compendium catholicae fidei Autor: Fantinus Dandulo | Datare: 1490 Școală: [Rainald von Nimwegen] Dimensiuni: 135x103 mm; înălț. Cop. 220 mm Material: hârtie | Compendium catholicae fidei | Biblioteca Națională a României, București             | Cimec    |
|      | Elegantiolae Autor: Augustinus Datus | Datare: Apr. 1491 Școală: Johannes Baptista de Sessa Dimensiuni: 172x120 mm; înălț. Cop. 210 mm Material: hârtie | Elegantiolae | Biblioteca Națională a României, București             | Cimec    |
|      | Historiae de imperio post Marcum vel de suis temporibus libri octo Autor: Herodianus | Datare: pridie Kal. Sept. [31 VIII] 1493 Școală: Franciscus dictus Plato de Benedictis Dimensiuni: 195x120 mm; înălț. Cop. 300 mm Material: hârtie | Historiae de imperio post Marcum vel de suis temporibus libri octo | Biblioteca Națională a României, București             | Cimec    |
|      | De claris mulieribus Autor: Bergamo, Jacobus Philippus de | Datare: III Kal. Maias [29 IV] 1497 Școală: Laurentius de Rubeis Dimensiuni: 230x145 mm; înălț. Cop. 300 mm Material: hârtie | De claris mulieribus | Biblioteca Națională a României, București             | Cimec    |
|      | Directorium humanae vitae alias parabolae antiquorum sapientum Autor: Johannes de Capula | Datare: [non post 1489] Școală: [Johann Pruss] Dimensiuni: 200x130 mm; înălț. Cop. 280 mm Material: hârtie | Directorium humanae vitae alias parabolae antiquorum sapientum | Biblioteca Națională a României, București             | Cimec    |
|      | Satyrae Autor: Aulus Persius Flaccus | Datare: 17 I 1492/1493 Școală: Bartholomaeus de Ragazonibus Dimensiuni: 235x185 mm; înălț. Cop. 290 mm Material: hârtie | Satyrae | Biblioteca Națională a României, București             | Cimec    |
|      | Liber chronicarum Autor: Hartmann Schedel | Datare: 12 VII 1493 Școală: Anton Koberger pro Sebaldo Schreyer et Sebastiano Kammermeister Dimensiuni: 355x220 mm; înălț. Cop. 430 mm Material: hârtie | Liber chronicarum | Biblioteca Națională a României, București             | Cimec    |
|      | Liber chronicarum Autor: Hartmann Schedel | Datare: 1500 Școală: Johann Schonsperger Dimensiuni: 225x145 mm; înălț. Cop. 300 mm Material: hârtie | Liber chronicarum | Biblioteca Națională a României, București             | Cimec    |
|      | Collectanea memorabilium Autor: Caius Iulius Solinus | | Collectanea memorabilium | Biblioteca Națională a României, București             | Cimec    |
|      | Dumbrava Roșie Autor: Vasile Alecsandri | Datare: 1872 Școală: Manuscris Vasile Alecsandri; J. Schonwiszner din Iași - legătorul Dimensiuni: 25,5 x 18 cm Material: Hârtie lipită pe carton. | | Colecții particulare, București                        | Cimec    |
|      | L'origine del Danubio, con li nomi antichi, e moderni di tutti li fiumi, acque, che in esso concorrono, come anco delli regni, prouincie, signorie, e citta irrigate dal detto fiume, sino doue sbocca nel mare Eusino….. Autor: Albrizzi, Girolamo; Von Birken, Sigismund | Datare: 1685 Dimensiuni: 14 x 8,5 cm Material: hârtie | L'origine del Danubio, con li nomi antichi, e moderni di tutti li fiumi, acque, che in esso concorrono, come anco delli regni, prouincie, signorie, e citta irrigate dal detto fiume, sino doue sbocca nel mare Eusino….. | Muzeul Național de Artă al României, București         | Cimec    |
|      | Decretales Autor: Gregorius IX, papă | Datare: 1502 | Decretales | Biblioteca Națională a României, București             | Cimec    |
|      | Opera Autor: Caesariensis, Eusebius | Datare: 1549 | Opera T. 1-2 | Biblioteca Națională a României, București             | Cimec    |
|      | Dictionarius graecus Autor: Ceratinus, Jacobus | Datare: 1524 | Dictionarius graecus | Biblioteca Națională a României, București             | Cimec    |
|      | Comodiae Autor: Terentius Afer, Publius | Datare: 1559 | [Comodiae] | Biblioteca Națională a României, București             | Cimec    |
|      | Postilla Autor: Wicelius sr., Georgius | Datare: 1553 | Postilla | Biblioteca Națională a României, București             | Cimec    |
|      | Sermones quatragesi-males Autor: de Aquila, Johannes | Datare: 1509 | Sermones quatragesi-males | Biblioteca Națională a României, București             | Cimec    |
|      | De nativitate Domini Autor: Isidorus Hispalensis | Datare: 1529 | De nativitate Domini | Biblioteca Națională a României, București             | Cimec    |
|      | Ortodoxae Fidei Autor: Damascenus, Johannes | Datare: 1512 | Ortodoxae Fidei | Biblioteca Națională a României, București             | Cimec    |
|      | Ortodoxae fidei Autor: Damascenus, Johannes | Datare: 1512 | Ortodoxae fidei | Biblioteca Națională a României, București             | Cimec    |
|      | Polynathea Autor: Nanni, Domenico M. | Datare: 1507 | Polynathea | Biblioteca Națională a României, București             | Cimec    |
|      | Ecclesiasticae hist [P.1-2] Autor: Nicephorus, Callistus | Datare: 1588 | Ecclesiasticae hist [P.1-2] | Biblioteca Națională a României, București             | Cimec    |
|      | Proverbirum Solomonis Autor: Dedekindus, F.; Benedictus, G.; Erasmus, D.R. | Datare: 1534-1586 | Proverbirum Solomonis | Biblioteca Națională a României, București             | Cimec    |
|      | Evanghelia kai epistolai Autor: Posselius, Johannes | Datare: 1585 | Evanghelia kai epistolai | Biblioteca Națională a României, București             | Cimec    |
|      | Fasciculus remediorum Autor: Molerus, Justus | Datare: 1579 | [Fasciculus remediorum] | Biblioteca Națională a României, București             | Cimec    |
|      | Grammatica graeca Autor: Sanctius, Franciscus Brocensis; Cramer Daniel | Datare: 1581-1582 | Grammatica graeca Coligat de 2 autori cu 5 lucrări | Biblioteca Națională a României, București             | Cimec    |
|      | Epistolarum theologicarum liber unus Autor: Beza, Theodorus; Lascovius Petrus | Datare: 1575 | Epistolarum theologicarum liber unus | Biblioteca Națională a României, București             | Cimec    |
|      | In omnes Apostolicas epistolas Autor: Bullinger, Heinrich; Pantaleon Heinrich | Datare: 1545 | In omnes Apostolicas epistolas | Biblioteca Națională a României, București             | Cimec    |
|      | Antiquarum lectionum libri XVI Autor: Rhodiginus, Coelius (Ricchieri, Ludovico) | Datare: 18. 03. 1517 Dimensiuni: 31,5x21,5 | Antiquarum lectionum libri XVI | Biblioteca Națională a României, București             | Cimec    |
|      | Scrisoare a lui Dimitrie Bolintineanu adresată lui Christian Tell, nedatată Autor: Document redactat de către Dimitrie Bolintineanu | Datare: nedatată (1856, după contextul istoric) Școală: Document redactat de către Dimitrie Bolintineanu. Dimensiuni: (21,7 x 13,5 cm) Material: Hârtie fără filigran. | | Muzeul Național al Literaturii Române, București       | Cimec    |
|      | Scrisoare datată „3 noiembrie 1856, Samos. Vathi“, adresată de Dimitrie Bolintineanu Sofiei Kretzulescu Autor: Document redactat de Dimitrie Bolintineanu | Datare: 3 noiembrie 1856 Școală: Document redactat de Dimitrie Bolintineanu. Dimensiuni: (21,3 x 13,5 cm) Material: Hârtie fără filigran. | | Muzeul Național al Literaturii Române, București       | Cimec    |
|      | Manuscris al lui Nicolae Iorga intitulat ”Dobrogea de astăzi” Autor: Textul manuscris a fost redactat de Nicolae Iorga. | Datare: 1904 Școală: Textul manuscris a fost redactat de Nicolae Iorga. Dimensiuni: (21,2 x 17 cm) Material: Hârtie fără filigran. | | Muzeul Național al Literaturii Române, București       | Cimec    |
|      | Manuscrisul unei piese de teatru a lui Nicolae Iorga, intitulată ”Doamna Mileanu/Cea mai bună” Autor: Textul manuscris a fost redactat de Nicolae Iorga. | Datare: Prima jumătate a secolului al XX-lea Școală: Textul manuscris a fost redactat de Nicolae Iorga. Dimensiuni: (27 x 21,5 cm) Material: Hârtie fără filigran. | | Muzeul Național al Literaturii Române, București       | Cimec    |
|      | Manuscrisul unei piese de teatru a lui Nicolae Iorga, intitulată ”Doamna Avezeanu” Autor: Textul manuscris a fost redactat de Nicolae Iorga. | Datare: Prima jumătate a secolului al XX-lea Școală: Textul manuscris a fost redactat de Nicolae Iorga. Dimensiuni: (24 x 15,4 cm) Material: Hârtie fără filigran. | | Muzeul Național al Literaturii Române, București       | Cimec    |
|      | Text manuscris al lui Nicolae Iorga, reprezentând considerații referitoare la scriitorul Alexandru Teodoreanu, publicate în volumul al II-lea din Istoria literaturii române contemporane (1934) Autor: Textul manuscris a fost redactat de Nicolae Iorga. | Datare: 1934 Școală: Textul manuscris a fost redactat de Nicolae Iorga. Dimensiuni: (23,7 x 17,4 cm) Material: Hârtie fără filigran. | | Muzeul Național al Literaturii Române, București       | Cimec    |
|      | Zapisul de tip diată a jupanului Buzinca vel Slujer Autor: Document redactat de jupanul Buzinca vel Slujer. | Datare: 14 mai 1641 (vă leat 7149) Școală: Document redactat de jupanul Buzinca vel Slujer. Dimensiuni: (28,8 x 21,7 cm) Material: Hârtie cu filigran. | | Muzeul Național al Literaturii Române, București       | Cimec    |
|      | Zapisul egumenului Daniil de la mănăstirea Cepturile Autor: Document redactat de Alexandru căpitan. | Datare: 20 aprilie 1672 (vă leat 7180) Școală: Document redactat de Alexandru căpitan. Dimensiuni: (31,5 x 21,5 cm) Material: Hârtie cu filigran. | | Muzeul Național al Literaturii Române, București       | Cimec    |
|      | Sermones aurei de sanctis Autor: Leonardus de Utino | Datare: 1480 Școală: Stephan Kolinger Dimensiuni: oglindă text: 140x98 mm Material: hârtie | | Biblioteca Națională a României, București             | Cimec    |
|      | Postilla super Actus apostolorum, Epistolas Canonicales et Apocalypsim Autor: Nicolaus de Lyra | Datare: 30 III 1480 Școală: Paul von Butzbach Dimensiuni: oglindă text: 185x130 mm Material: hârtie | | Biblioteca Națională a României, București             | Cimec    |
|      | Mammotrectus super Bibliam Autor: Marchesinus, Johannes | Datare: IX. Kal. Oct. [23 Sept.] 1479 Școală: Nicolas Jenson Dimensiuni: oglindă text: 140x90 mm Material: hârtie | | Biblioteca Națională a României, București             | Cimec    |
|      | Proverbia secundum ordinem alphabeti Autor: Seneca, Lucius Annaeus | Datare: [cca 1490] Școală: [Konrad Kachelofen] Dimensiuni: oglindă text: 150x90 mm Material: hârtie | | Biblioteca Națională a României, București             | Cimec    |
|      | Historia Romana Autor: Appianus | Datare: 1477 Școală: Erhardt Ratdolt, Bernhard Maler et Peter Löslein Dimensiuni: oglindă text: 173x110 mm Material: hârtie | | Biblioteca Națională a României, București             | Cimec    |
|      | Geographia Autor: Strabon | Datare: VII. Kal. Sept. [26 Aug] 1480 Școală: Johannes Rubeus Dimensiuni: oglindă text: 217x135 mm Material: hârtie | | Biblioteca Națională a României, București             | Cimec    |
|      | Opera philosophica et epistolae Autor: Seneca, Lucius Annaeus | Datare: 1478 Școală: Bernhard von Köln Dimensiuni: oglindă text: 215x130 mm Material: hârtie | | Biblioteca Națională a României, București             | Cimec    |
|      | Vitae pontificum Autor: Platina, Bartholomaeus | Datare: III. Id. Aug. [11 Aug] 1481 Școală: Anton Koberger Dimensiuni: oglindă text: 220x140 mm Material: hârtie | | Biblioteca Națională a României, București             | Cimec    |
|      | Corpus iuris civilis. Novellae etc. | Datare: [29 XI] 1478 Școală: Michael Wenssler Dimensiuni: oglindă text: 306x220 mm Material: hârtie | | Biblioteca Națională a României, București             | Cimec    |
|      | Fasciculus temporum Autor: Rolewinck, Werner | Datare: 1480 Școală: Heinrich Quentell Dimensiuni: oglindă text: 280x215 mm Material: hârtie | | Biblioteca Națională a României, București             | Cimec    |
|      | Sermo habitus in materia fidei contra Turcorum persecutionem Autor: Thegliatius, Stephanus | Datare: post 27 XII 1480 Școală: Stephan Plannck Dimensiuni: oglindă text: 142x86 mm Material: hârtie | | Biblioteca Națională a României, București             | Cimec    |
|      | Questiones in VIII libros Phisicorum Aristotelis Autor: Johannes Canonicus | Datare: 1481 Școală: Octavianus Scotus Dimensiuni: oglindă text: 205x140 mm Material: hârtie | | Biblioteca Națională a României, București             | Cimec    |
|      | Tractatus quidam de turcis | Datare: 1481 Școală: Konrad Zeninger Dimensiuni: oglindă text: 148x80 mm Material: hârtie | | Biblioteca Națională a României, București             | Cimec    |
|      | Biblia | Datare: 1478 Școală: Leonhard Wild pro Nicolao von Frankfurt Dimensiuni: oglindă text: 190x130 mm Material: hârtie | | Biblioteca Națională a României, București             | Cimec    |
|      | Summa angelica de casibus conscientiae Autor: Angelus de Clavasio | Datare: XI Kal. Nov. [22 X] 1487 Școală: Georgius Arrivabene Dimensiuni: oglindă text: 170x120 mm Material: hârtie | | Biblioteca Națională a României, București             | Cimec    |
|      | Summa angelica de casibus conscientiae Autor: Angelus de Clavasio | Datare: [23 VIII] 1498 Școală: Anton Koberger, in virgilia Sancti Bartholomaei apostoli Dimensiuni: oglindă text: 230x150 mm Material: hârtie | | Biblioteca Națională a României, București             | Cimec    |
|      | Biblia cum glossa ordinaria Walafridi Strabonis aliorumque et interlineari Anselmi Laudunensis | Datare: [paulo post 23 IX 1481] Școală: [Adolf Rusch pro Antonio Kobergero] Dimensiuni: oglindă text: 340x240 mm Material: hârtie | | Biblioteca Națională a României, București             | Cimec    |
|      | Biblia cum glossa ordinaria Walafridi Strabonis aliorumque et interlineari Anselmi Laudunensis | Datare: [paulo post 23 IX 1481] Școală: [Adolf Rusch pro Antonio Kobergero] Dimensiuni: oglindă text: 340x240 mm Material: hârtie | | Biblioteca Națională a României, București             | Cimec    |
|      | De officiis. Cum commento Petri Marsi Autor: Cicero, Marcus Tullius | Datare: 12 X 1481 Școală: Baptista de Tortis si Franciscus de Madiis Dimensiuni: oglindă text: 215x138 mm Material: hârtie | | Biblioteca Națională a României, București             | Cimec    |
|      | De officiis. Cum commento Petri Marsi Autor: Cicero, Marcus Tullius | Datare: 12 X 1481 Școală: Baptista de Tortis si Franciscus de Madiis Dimensiuni: oglindă text: 215x138 mm Material: hârtie | | Biblioteca Națională a României, București             | Cimec    |
|      | Legenda aurea sanctorum Autor: Voragine, Jacobus de | Datare: 1482 Școală: [Typographus operis Legenda Aurea] Dimensiuni: oglindă text: 205x130 mm Material: hârtie | | Biblioteca Națională a României, București             | Cimec    |
|      | Poeticum astronomicum Autor: Hyginus Mythographus | Datare: pridie Id. Oct. [14 X] 1482 Școală: Erhard Ratdolt Dimensiuni: oglindă text: 162x105 mm Material: hârtie | | Biblioteca Națională a României, București             | Cimec    |
|      | Epistolae familiares Autor: Pius al II-lea, papă | Datare: XVI Kal. Jun. [17 V] 1496 Școală: Anton Koberger Dimensiuni: oglindă text: 155x105 mm Material: hârtie | | Biblioteca Națională a României, București             | Cimec    |
|      | Epistolae familiares Autor: Pius al II-lea, papă | Datare: 1483 Școală: Johann von Paderborn Dimensiuni: oglindă text: 182x125 mm Material: hârtie | | Biblioteca Națională a României, București             | Cimec    |
|      | Epistolae familiares Autor: Pius al II-lea, papă | Datare: XVI Kal. Oct. [16 IX] 1481 Școală: Anton Koberger Dimensiuni: oglindă text: 200/220x122 mm Material: hârtie | | Biblioteca Națională a României, București             | Cimec    |
|      | In Europam Autor: Pius al II-lea, papă | Datare: [non post Mart. 1491] Școală: Albrecht Kunne Dimensiuni: oglindă text: 140x90 mm Material: hârtie | | Biblioteca Națională a României, București             | Cimec    |
|      | Biblia | Datare: Montag nach Invocavit [17 II] 1483 Școală: Anton Koberger Dimensiuni: oglindă text: 300x190 mm Material: hârtie | | Biblioteca Națională a României, București             | Cimec    |
|      | Quadragesimale Autor: Gritsch, Johannes | Datare: non Mart. [7 III] 1483 Școală: Anton Koberger Dimensiuni: oglindă text: 220x145 mm Material: hârtie | | Biblioteca Națională a României, București             | Cimec    |
|      | De civitate Dei Autor: Augustinus, Aurelius | Datare: [non post 1483] Școală: [Antonio Miscomini] Dimensiuni: oglindă text: 180x113 mm Material: hârtie | | Biblioteca Națională a României, București             | Cimec    |
|      | Sermones de tempore Autor: Conradus de Brundelsheim | Datare: pridie ydus Febr. [12 II] 1484 Școală: Johann Grüninger Dimensiuni: oglindă text: 215x140 mm Material: hârtie | | Biblioteca Națională a României, București             | Cimec    |
|      | Chronicon P. 1-3 Autor: Antoninus Florentinus | Datare: 31 VII 1484 Școală: Anton Koberger Dimensiuni: oglindă text: 280x180 mm Material: hârtie | | Biblioteca Națională a României, București             | Cimec    |
|      | Die güldin bulle und königlich Reformation Autor: Carolus IV, imperator | Datare: 1485 Școală: Johann Prüss Dimensiuni: oglindă text: 200x126 mm Material: hârtie | | Biblioteca Națională a României, București             | Cimec    |
|      | Ad Innocentium papam VIII oratio Autor: Caoursin, Guillelmus | Datare: [post 28 I 1485] Școală: [Stephan Plannck] Dimensiuni: oglindă text: 145x90 mm Material: hârtie | | Biblioteca Națională a României, București             | Cimec    |
|      | Vitae pontificum Autor: Platina, Bartholomaeus | Datare: 10 II 1485 Școală: Johannes [Rubeus] Dimensiuni: oglindă text: 210x132 mm Material: hârtie | | Biblioteca Națională a României, București             | Cimec    |
|      | Epigrammata Autor: Martialis, Marcus Valerius | Datare: 17 VII 1485 Școală: Baptista de Tortis Dimensiuni: oglindă text: 245x155 mm Material: hârtie | | Biblioteca Națională a României, București             | Cimec    |
|      | Fasciculus temporum Autor: Rolewinck, Werner | Datare: Sept. [8 IX] 1485 Școală: Erhard Ratdolt Dimensiuni: oglindă text: 225x146 mm Material: hârtie | | Biblioteca Națională a României, București             | Cimec    |
|      | Summa theologica Autor: Antoninus Florentinus | Școală: Nicolas Jenson Dimensiuni: oglindă text: 202x138 mm Material: hârtie | | Biblioteca Națională a României, București             | Cimec    |
|      | Flores poetarum de virtutibus et viciis | Datare: 1490 Școală: Johann Koelhoff senior Dimensiuni: oglindă text: 140x90 mm Material: hârtie | | Biblioteca Națională a României, București             | Cimec    |
|      | Opera Autor: Iosephus Flavius | Datare: 31 III 1481, 10V 1400 [i.e. 1481] Școală: Rainald von Nimwegen Dimensiuni: oglindă text: 200x120 mm Material: hârtie | | Biblioteca Națională a României, București             | Cimec    |
|      | De remediis utriusque fortunae Autor: Petrarca, Francesco | Datare: [cca 1490] Școală: [Heinrich Knoblochtzer] Dimensiuni: oglindă text: 147x85 mm Material: hârtie | | Biblioteca Națională a României, București             | Cimec    |
|      | Castigationes Plinianae… Autor: Barbarus, Hermolaus | Datare: III Non. Apr. [3 IV] 1495 Școală: Carolus Darlerius Dimensiuni: oglindă text: 230x150 mm Material: hârtie | | Biblioteca Națională a României, București             | Cimec    |
|      | Viatorium utriusque iuris Autor: Berberius, Johannes | Datare: [1493] Școală: [Johann Prüss] Dimensiuni: oglindă text: 110x70 mm Material: hârtie | | Biblioteca Națională a României, București             | Cimec    |
|      | Viatorium utriusque iuris Autor: Berberius, Johannes | Datare: [1493] Școală: [Johann Prüss] Dimensiuni: oglindă text: 110x70 mm Material: hârtie | | Biblioteca Națională a României, București             | Cimec    |
|      | Formularium diversorum contractuum | Datare: [post 15 XII 1488] Școală: [Bartolomeo di Francesco de Libri] Dimensiuni: oglindă text: 192x135 mm Material: hârtie | | Biblioteca Națională a României, București             | Cimec    |
|      | Secunda compilatio formarum instrumentorum Autor: Rolandinus de Passageriis, Rudulphinus | Datare: 23 IX 1489 Școală: Dominicus Richizola Dimensiuni: oglindă text: 206x135 mm Material: hârtie | | Biblioteca Națională a României, București             | Cimec    |
|      | Sermones Thesauri novi de sanctis Autor: Petrus de Palude | Datare: id. Nov. [13 XI] 1497 Școală: Martin Flach Dimensiuni: oglindă text: 195x130 mm Material: hârtie | | Biblioteca Națională a României, București             | Cimec    |
|      | Sermones Thesauri novi quadragesimales Autor: Petrus de Palude | Datare: 1488 Școală: Martin Flach Dimensiuni: oglindă text: 195x150 mm Material: hârtie | | Biblioteca Națională a României, București             | Cimec    |
|      | Speculum exemplorum | Datare: altera die post dominicam Invocavit [1 III] 1490 Școală: [Georg Husner] Dimensiuni: oglindă text: 205x135 mm Material: hârtie | | Biblioteca Națională a României, București             | Cimec    |
|      | Confessionale; Titulus de restitutionibus Autor: Antoninus Florentinus | Datare: 1488 Școală: Martin Flach Dimensiuni: oglindă text: 140x90 mm Material: hârtie | | Biblioteca Națională a României, București             | Cimec    |
|      | Scrisoare adresată de către Iacob Negruzzi lui Ilarion Pușcariu, Trifeștii Vechi (Iași), 11/ 23 august 1874. Autor: Documentul a fost redactat de Iacob Negruzzi. | Datare: 11/ 23 august 1874 Școală: Documentul a fost redactat de Iacob Negruzzi. Dimensiuni: (21,5 x 13,5 cm) Material: hârtie fără filigran | | Muzeul Național al Literaturii Române, București       | Cimec    |
|      | Tetraevanghelie Autor: Nicodim | Datare: 1405 Școală: s.n. Dimensiuni: 33,7 cm Material: pergament | Tetraevanghelie | Muzeul Național de Istorie a României, București       | Cimec    |
|      | Liste des depenses extraordinaires deboursees par monsieur l'agent des Principautes Unies: telles que loyers, frais d'installation des deux chancelleries et autre frais depuis le 1-er janvier 1860. Autor: Negri, Costache | Datare: 1860 Dimensiuni: 33 x 21,8 cm Material: hârtie velină, cerneală neagră | Liste des depenses extraordinaires deboursees par monsieur l'agent des Principautes Unies: telles que loyers, frais d'installation des deux chancelleries et autre frais depuis le 1-er janvier 1860. | Muzeul Național al Literaturii Române, București       | Cimec    |
|      | Jurnal Autor: Cuza, Alexandru Ioan; Kretzulescu, N. | Datare: [1862-1866] Școală: Kretzulescu, N. Dimensiuni: 34 x 28 cm Material: hârtie velină, cerneală neagră | Jurnal | Muzeul Național al Literaturii Române, București       | Cimec    |
|      | Ce este România în mișcarea culturii românești? Autor: Iorga, Nicolae | Datare: [1905] Dimensiuni: 21,2 x 17,2 cm Material: hârtie industrială, cerneală albastră | Ce este România în mișcarea culturii românești? | Muzeul Național al Literaturii Române, București       | Cimec    |
|      | Act Autor: Ghica, Ion | Datare: 05.02.1874 Dimensiuni: 22 x 15,8 cm Material: hârtie vergé cu filigran, cerneală neagră | act | Muzeul Național al Literaturii Române, București       | Cimec    |
|      | Scrisoare Autor: Eminescu, Mihai | Datare: 05.02.1874 Dimensiuni: 22 x 14 cm Material: hârtie vergé, cerneală neagră | corespondență | Muzeul Național al Literaturii Române, București       | Cimec    |
|      | Scrisoare Autor: Eminescu, Mihai | Datare: 26.02.1874 Dimensiuni: 15,5 x 9,8 cm Material: hârtie vergé, cerneală neagră | | Muzeul Național al Literaturii Române, București       | Cimec    |
|      | Scrisoare Autor: Eminescu, Mihai | Datare: 28.03.1874 Dimensiuni: 15,5 x 10 cm Material: hârtie vergé, cerneală neagră | Corespondență | Muzeul Național al Literaturii Române, București       | Cimec    |
|      | Scrisoare Autor: Eminescu, Mihai | Datare: 7 mai 1874 Dimensiuni: 21,7 x 14 cm Material: hârtie vergé, cerneală neagră | Corespondență | Muzeul Național al Literaturii Române, București       | Cimec    |
|      | Scrisoare Autor: Maiorescu, Titu | Datare: 17/29 ianuarie 1874 Dimensiuni: 15,5 x 19,5 cm Material: hârtie industrială, cerneală violet | Corespondență | Muzeul Național al Literaturii Române, București       | Cimec    |
|      | Scrisoare Autor: Maiorescu, Titu | Datare: 19.04.1874 Școală: emitent - Titu Maiorescu Dimensiuni: 22 x 12,7 cm Material: hârtie industrială, cerneală neagră, creion chimic | Corespondență | Muzeul Național al Literaturii Române, București       | Cimec    |
|      | Fragment Epicu! Autor: Heliade Rădulescu, Ion | Datare: [1866] Dimensiuni: 34,3 x 21 cm Material: hârtie industrială, cerneală neagră | Fragment Epicu! | Muzeul Național al Literaturii Române, București       | Cimec    |
|      | Apel Autor: Kogălniceanu, Mihail | Dimensiuni: 34 x 21 cm Material: hârtie industrială, cerneală violet | [Apel] | Muzeul Național al Literaturii Române, București       | Cimec    |
|      | Versuri musicești Autor: Pann, Anton | Dimensiuni: 16 x 10,5 cm Material: hârtie vergé, cerneală neagră și roșie | Versuri musicești | Muzeul Național al Literaturii Române, București       | Cimec    |
|      | Scrisoare Autor: Cioran, Emil | Datare: 01.06.1934 Dimensiuni: 28,5 x 22,5 cm Material: hârtie industrială, cerneală neagră | corespondență: [scrisoare semnată de Emil Cioran și adresată lui Pentru Comarnescu] | Muzeul Național al Literaturii Române, București       | Cimec    |
|      | Scrisoare Autor: Cioran, Emil | Datare: 27.12.1933 Dimensiuni: 28 x 22 cm Material: hârtie industrială, cerneală neagră | corespondență | Muzeul Național al Literaturii Române, București       | Cimec    |
|      | Scrisoare Autor: Eliade, Mircea | Datare: 19 februarie 1929 Școală: Mircea Eliade Dimensiuni: 29,5 x 17,5 cm Material: hârtie verge, cerneală neagră | Scrisoare manuscrisă semnată de Mircea Eliade trimisă lui Petru Comărnescu, Calcutta, 19.02.1929 | Muzeul Național al Literaturii Române, București       | Cimec    |
|      | Moldova în 1857 Autor: Alecsandri, Vasile | Datare: [15-20 martie 1857] Școală: Alecsandri, Vasile Dimensiuni: 21,3 x 13,2 cm Material: hârtie industrială | Moldova în 1857 | Muzeul Național al Literaturii Române, București       | Cimec    |
|      | Cea din urmă noapte a lui Mihai Viteazul Autor: Bolintineanu, Dimitrie | Datare: [1847] Dimensiuni: 24 x 17,7 cm Material: hârtie industrială, cerneală albastră | Cea din urmă noapte a lui Mihai Viteazul | Muzeul Național al Literaturii Române, București       | Cimec    |
|      | Lectura eximii Iuris p[ro]fessoris D[omi]ni Bartholomei de Salyceris sup[er] quarto C[odicis] finit feliciter Autor: Saliceto, Bartholomaeus de | Datare: Anno domini millesimoquadriantesimooctuagesimotterio [sic!] et die quintq Augusti [5.Aug.1483] Școală: Johann Siber Dimensiuni: 44,5 x 30 cm Material: hârtie manuală | Pe colophon: Lectura eximii Iuris p[ro]fessoris D[omi]ni Bartholomei de//Salyceris sup[er] quarto C[odicis] finit feliciter. Anno domini//millesimoquadriantesimooctuagesimotterio [sic!] et die//quintq Augusti | Biblioteca Centrală Universitară „Carol I”, București  | Cimec    |
|      | La galérie de peintures de Sa Majestate le Roi Carol II de Roumanie… Autor: Busuioceanu, Al. | Școală: "Les Beaux-Arts" Edition d'Etudes et de Documents; [Printed in Brlgium] Dimensiuni: 29,5 x 23,3 cm Material: hârtie | Al. Busuioceanu//La galerie//de peintures//de Sa majestate le Roi//Carol II de Rouymaine.//Première partie//tom II//Ecoles Italiennes du XVII au XVIII siècle//Ecoles Espagnoles//"Les Beaux-Arts"//Edition D'Etudes et de Documents//Paris 1939 | Biblioteca Centrală Universitară „Carol I”, București  | Cimec    |
|      | Psaltirea Blajennago Proroca și Țaria David Autor: Dosoftei, mitropolit al Moldovei | Datare: 1673 Școală: Tipografia mănăstirească Dimensiuni: 18,5 x 15 cm Material: hârtie | Psaltiră//Bl[a]jennago pr[o]r[o]ca i țaria//Davida.//Din Grecește în Limba Rumânea//scă pre stihuri Tălcuităă Trudoliubiem yir Dosofhea Mi//tropolitul Moldovei// V Monactiru Unevskom//typomizdasea vă leat zrpa// | Biblioteca Centrală Universitară „Carol I”, București  | Cimec    |
|      | T[iti] Livii Patavini Historicorum omnium Romanorum longe uberrimi et facile principis libri omnes, quotquot ad nos pervenere Autor: Titus Livius | Datare: 1588 Școală: Sigismund Feyrabendus Dimensiuni: (37 x 26 cm) Material: hârtie | T. Livii Patavini, ... Libri omnes, quotquot ad nos pervenere / nove editi et recogniti ... a Francisco Modio Brugensi ; In eundem Livium observationes, ... Henrici Loriti Glareani ... ; Quibus accessere ... Chronologia nova C. Sigonii ... - Francofurti : impensis Sigism. Feyerabendii & sociorum, 1588 (Francofurdi ad Moenum : apud Ioannem Wechelum, impensis Sigismundi Feyerabendii, Petri Fischeri, & Henrici Thachij sociorum, 1588). Chronologia in Titi Livii Historiam, accommodata ad tabulas capitolinas verrii Flacii, Annotationibus utilissimis Vvarietatem seu dissensionem auctorum circa consulum Romanorum nomina demonstrantibus, illustrata;[…]. | Muzeul Național de Istorie a României, București       | Cimec    |
|      | Rerum Hungaricarum Autor: Bonfini, Antonio | Datare: 1568 Școală: Officina Oporiniana Dimensiuni: 39,5 x 25,5 Material: hârtie | Marco Anton Bonfinius, "Rerum Hungaricoruma decades quantor cum diminia, qvarvum tres prires, ante annos XX, Martini Brenneri Bisstriciensiis industria editae, iamque diuersorum aliquot condicum manuscriptorum collatione multis in locis emendatiores: Quarta uero Decas, cum Quinta dimidia, nunquam ante excusae, Ioan. Sambuci Tirnanuiensis, Caes. Maiest. Historici &c. opera ac studio nunc demum in lucem proferuntur: Vna cum rerum ad nostra usque tempora gestarum Appendicibus aliquot, quorum feriem uerasa Pagina indicabit. Accesit etiam locupes Rerum et uerborum toto Opere memorabilium Index. Cum Caes. Maiest. gratoa & priuilegio ad annos sex. Basileae, ex officina oporiana. 1568" | Muzeul Național de Istorie a României, București       | Cimec    |
|      | Compendium iuris civis in usum civitatum de sedium saxoniarum in Transylvania collectum, 1544 | Datare: 1544 Dimensiuni: Î = 16,2 cm; l = 11 cm; Gr = 3,7 cm Material: hârtie | Compendium iuris civis in usum civitatum de sedium saxoniarum in Transylvania collectum, 1544. | Muzeul Național de Istorie a României, București       | Cimec    |
|      | Sententiae ex libris pandectarum iuris civilis decerptae | Datare: 1539 Dimensiuni: Î = 16,2 cm; l = 11 cm; Gr = 3,7 cm Material: hârtie | | Muzeul Național de Istorie a României, București       | Cimec    |
|      | Decretum tripartitum iuris consuetudinarii (...) Autor: Werboczi, Stephan | Datare: 1572 Dimensiuni: Î = 20,4 cm; l = 15,7 cm; Gr = 4,3 cm Material: hârtie | Decretum tripartitum iuris consuetudinarii inclyti Regni Hungariae per D. Stephanum de Verötz etc congestrum and voluntate Sereniss Regis Wladislai ex consensu Rgnicolarum publice editum ac confirmatum. Anno Dom. 1514. nune vero impraessum Colosvarini in officina Casparis Helti. Anno Domini 1572. | Muzeul Național de Istorie a României, București       | Cimec    |
|      | Statuta jurium municipalium saxonum in Transylvania, opera Matthiae Fronii reuisa locupletata et edita gratia regia et privilegio decennalt Autor: Matthias Fronius | Datare: 1583 Dimensiuni: Î = 18,6 cm; l = 14,6 cm; Gr = 2,7 cm Material: hârtie | Statuta jurium municipalium saxonum in Transylvania, opera Matthiae Fronii reuisa locupletata et edita gratia regia et privilegio decennalt. | Muzeul Național de Istorie a României, București       | Cimec    |
|      | Diplomata lopoldina. Ad statum Transylvaniae pertinentia, Claudiopoli, impress. Typis Episcopalibus, Anno 1791 | Datare: 1791 Dimensiuni: Î = 23,5 cm; l = 18,8 cm; Gr = 0,5 cm Material: hârtie | Diplomata lopoldina. Ad statum Transylvaniae pertinentia, Claudiopoli, impress. Typis Episcopalibus, Anno 1791. | Muzeul Național de Istorie a României, București       | Cimec    |
|      | Geschichte des Osmanischen Reichs Autor: Dimitrie Cantemir | Datare: 1745 Școală: bey Christian Herold Dimensiuni: (26 x 20,5 cm) Material: hârtie | | Muzeul Național al Literaturii Române, București       | Cimec    |
|      | Biblia Autor: Cantacuzino, Șerban | Datare: 1699 Școală: Mitropolia Bucureștilor Dimensiuni: (40,5 x 27 cm) Material: hârtie | | Muzeul Național al Literaturii Române, București       | Cimec    |
|      | Histoire de l'Empire Othoman Autor: Dimitrie Cantemir | Datare: 1743 Școală: Chey Nzon pére, Place Conti, a Sainte Monique Dimensiuni: (26 x 20 cm) Material: hârtie | | Muzeul Național al Literaturii Române, București       | Cimec    |
|      | Carte sau lumină | Datare: 1699 Școală: Tipografia Domnească - în sfânta Mănăstire Snagov Dimensiuni: (22,5 x 15,5 cm) Material: hârtie | | Muzeul Național al Literaturii Române, București       | Cimec    |
|      | Pravoslavnica mărturisire | Datare: 1691 Școală: Tipografia Domnească - Episcopia Buzăului Dimensiuni: 4° (21 x 15 cm) Material: hârtie | | Muzeul Național al Literaturii Române, București       | Cimec    |
|      | Scrisoare Autor: Eminescu, Mihai | Datare: 25 noiembrie 1876 Dimensiuni: (23 x 16,9 cm) Material: hârtie industrială | | Muzeul Național al Literaturii Române, București       | Cimec    |
|      | Taina lui Cimbru Autor: Slavici, Ioan | Datare: [1925] Dimensiuni: (21,5 x 14 cm) Material: hârtie | | Muzeul Național al Literaturii Române, București       | Cimec    |
|      | Act Autor: Maiorescu, Titu | Datare: 24.08.1874 Dimensiuni: (34 x 28 cm) Material: hârtie industrială | | Muzeul Național al Literaturii Române, București       | Cimec    |
|      | Scrisoare Autor: Maiorescu, Titu | Datare: 14.08.1974 Dimensiuni: (13,7 x 10,4 cm) Material: hârtie vergé | | Muzeul Național al Literaturii Române, București       | Cimec    |
|      | La steaua Autor: Eminescu, Mihai | Datare: 1883 Dimensiuni: (16,4 x 16 cm) Material: carton | | Muzeul Național al Literaturii Române, București       | Cimec    |
|      | Noaptea Sfântului Botezu Autor: Alexandrescu, Grigore | Datare: [1864-1866] Dimensiuni: (34 x 21 cm) Material: hârtie vergé, cerneală neagră | | Muzeul Național al Literaturii Române, București       | Cimec    |
|      | Pasteluri Autor: Alecsandri, Vasile | Datare: 1875 Dimensiuni: (25 x 20 cm) Material: hârtie industrială dictando | | Muzeul Național al Literaturii Române, București       | Cimec    |
|      | Slăbiciunile lui Eminescu Autor: Slavici, Ioan | Datare: [1908-1914] Dimensiuni: (20,8 x 11,1 cm) Material: hârtie cu filigran | | Muzeul Național al Literaturii Române, București       | Cimec    |
|      | S-a dus amorul Autor: Eminescu, Mihai | Datare: [1876-1883] Dimensiuni: (20,5 x 16,6 cm) Material: hârtie industrială | | Muzeul Național al Literaturii Române, București       | Cimec    |
|      | Peștera Ialomiței Autor: Slavici, Ioan | Datare: [1900] Dimensiuni: (20 x 17,8 cm) Material: hârtie | | Muzeul Național al Literaturii Române, București       | Cimec    |
|      | Milionul Autor: Slavici, Ioan | Datare: [1875-1888] Dimensiuni: (21 x 17 cm) Material: hârtie | | Muzeul Național al Literaturii Române, București       | Cimec    |
|      | Sburătorul: La Dona A. M. Autor: Heliade Rădulescu, Ion | Datare: [1844] Dimensiuni: (35 x 21,5 cm) Material: hârtie industrială | | Muzeul Național al Literaturii Române, București       | Cimec    |
|      | Cugetări și aforisme Autor: Maiorescu, Titu | Datare: [1870-1872] Dimensiuni: (21,8 x 14,2 cm) Material: hârtie | | Muzeul Național al Literaturii Române, București       | Cimec    |
|      | Scrisoare Autor: Kogălniceanu, Mihail | Datare: 19.06.1881 Dimensiuni: (20 x 12,5 cm) Material: hârtie verge, cerneală violetă | Corespondență: Mihail Kogălniceanu către Eugeniu Stătescu; Eugeniu Stătescu. | Muzeul Național al Literaturii Române, București       | Cimec    |
|      | Tetraevanghel cu o introducere a arhiepiscopului bulgar Teofilacta | Datare: 10 decembrie 1595 Dimensiuni: L = 35,5 cm; l=20,7 cm; Gr=9 cm Material: hârtie | | Muzeul Național de Istorie a României, București       | Cimec    |
|      | Condică de călătorie - Călătorie la Ierusalim Autor: Foca - dascălul din Stăncești | Dimensiuni: blocul de carte: 23,3 x 39 cm; coperte: 25 x 49/1,5 cm Material: hârtie | | Muzeul Național de Artă al României, București         | Cimec    |
|      | Evanghelie greco-românească | Datare: 1693 Material: Hârtie cu filigran | | Muzeul Național de Artă al României, București         | Cimec    |
|      | Evanghelie | Material: hârtie, mucava, piele | Coperți din piele cu semnul crucii pe ambele părți. Cuprinde cele patru evanghelii. Tipăritura este făcută în negru, capetele coloanelor și citatele sunt tipărite in maron roșcat. Tipărira a fost executată în timpul domniei lui Gheorghe Ghica. | Muzeul Național al Satului „Dimitrie Gusti”, București | Cimec    |
|      | The History Of The Growth And Decay Othman Empire. Part I-Ii Autor: Dimitrie Cantemir - autor | Datare: 1734 Școală: James, John, and Paul Knarpton, at the Grown in Ludgate Street. Dimensiuni: In folio (37,5 x 24,5 cm) Material: Hârtie specifică cu filigran sub forma a 3 modele de filigran: o floare cu cinci petale, Litera D, literele CMT.                                       | THE // HISTORY // OF THE //GROWTH and DECAY// OTHMAN EMPIRE.// PART I. // containing the//Growth of the OTHMAN EMPIRE,//from the// Reign of OTHMAN the Founder,// to the//Reign of MAHOMET IV.// that is, //From the Year 1300, to the Siege of Vienna, in 1683.// Written Originally in LATIN, // By DEMETRIUS CANTEMIR, late Prince of Moldavia.// Tranflated into ENGLISH, from the Author's own Manufcript, // By NTINDAL, M.A. Vicar of Great Waltban in Effex.// Adorn'd with HEADS//Of the TURKISH EMPERORS, Ingraven from Copies taken from//ORIGINALS in the Grand Seignor's Palace, by the late// SULTAN'S Painter// LONDON.//Printed for JAMES, JOHN, and PAUL KNAPTON, at the Grown// in Ludgate Street// MDCCXXXIV. | Banca Națională a României, București                  | Cimec    |
|      | Divanul sau Gâlceava înțeleptului cu lumea Autor: Dimitrie Cantemir - autor | Datare: 1698 Dimensiuni: In folio (28 x 20,5 cm) Material: Hârtie specifică cu filigran sub forma unui candelabru. | DIVANUL //sau// GÂLCEAVA ÎNȚELE // PTULUI CU LUMEA SAU GIU // dețul sufletului cu trupu.// Prin de truda și de ostenință iubirea a lui // IOAN DIMITRIE CON // stantin Voevod.// Întăiu izvodit și de izioavă din // vechiul și noul Testament în slava și folosința Moldo // venescului niam. În vremile a// Măriei sale Blagocestivului Prealu//minatului Moldavii Oblăduitoriu // IOAN ANTIOH Constan // tin alcătuit. // Turma a Pravoslavnicului Moldovene // scului Nărod de prea Osvințitul // Părintele Savva Arhiepiscopul și // Mitropolitul Suciavii // Otcărmuindu-să. // Iară cu osirdiia si epitropiia // Cinstitului și blagorodincu // lui Boiar dumnealui Bogdan// Hatmanul s-au tipărit în o//rașul scaunului domnii.// În Iași.// V leat de la Adam 7206. // Iar de la mântuința lumii // 1698. Meseța Avgust 30.// Și s-au tipărit prin osteniala smeriți // lor și mai micilor Athanasie Ieromonahul // și Dionisie Monahul Moldoveani = [Kritērion ē dialexis tou sophou me ton kosmon ē krisis tēs psykhēs me to sōma]                                         | Banca Națională a României, București                  | Cimec    |
|      | Liturghii | Datare: 1713 Școală: Tipografia Mitropoliei din Târgoviște; mitropolitul Antim Ivireanul, editor; Gheroghe Radovici, tipograf. Dimensiuni: In 4° (20 x 14 cm) Material: Hârtie specifică cu filigran sub forma unui semicerc.                                                               | D[U]MNEZEEȘTILE ȘI SF[I]NTELE// LITURGHII.// a celor dintru Sf[i]nți Părințilorŭ // noștri a lui Ioan Zlatoust, a lui Va-//silie cel Mare, și a Prejdes[ve]ștenii, // acum întîi Tipărite.// Întru alŭ 25 de an[i ] a[ i] înălțatei Dom-//nii aprea Luminatului Oblăduitoriu // a toată Țara Rumînească, // Ioann Co[n]standin B[asarab ] Voevo[d], // Cu toată chieltuiala prea sfi[n]țitului // Mitropolitŭ alŭ U[n]grovlahiei, // Kir Anthimŭ Ivireanulŭ. // În sf[â]nta mitropolie a Tîrgoviștii. // La anulŭ de la H[risto]s 1713.// (De Gheorghie Radoviciŭ). | Banca Națională a României, București                  | Cimec    |
|      | Historiae Poloniae Autor: Dlugossi, Ioannis | Datare: 1712 Material: hârtie | IANNIS DLVGOSSII, sev Longini canonici qvodam cracoviensis, HISTORIAE POLONIAE, Liber XIII et vultimvs, in msctis, Codicibvs tantvm non omnibvs desideratvs, nvnc tandem in Lvcem pvblicam productvs ex bibliotheca HENRICI L. B. AB HVYSSEN, Rvssorvm Caesari a consilis intimis, bellicis et iustitiae andc. accendvnt ob materiae affinitatem libri, rarissimi. Lipsiae, Svmptibvs Io. Lvdov Gleditschii and Mavritii Georgii Weidmanni. Anno MDCCXII. | Muzeul Național de Istorie a României, București       | Cimec    |
|      | Liturghier | Dimensiuni: Gr=6,5 Material: pergament; cerneală neagră; tușuri colorate; aur lichid; lemn; argint aurit | Liturghierul cuprinde mai multe file miniate cu scene din Vechiul și Noul Testament, iar la filele 15, 65, 107 este reprezentat mitropolitul Atanasie Crâmca, înghenuncheat la picioarele Sfântului Ioan Zlataus care este încoronat de Sfânta Fecioară cu Pruncul, cele ale Sfântului Vasile cel Mare și cele ale Sfântului Grigore; are mai multe frontispicii la începutul capitolelor, litere ornate în text și cuvinte sau propoziții scrise cu aur lichid și cerneluri colorate. Textul a fost legat între două coperți din lemn îmbrăcate în plăci de argint aurit cizelate, cu scena Cinei de Taină înconjurată de simbolurile celor patru Evangheliști și încoronată de Dumnezeu Tatăl și Fiul, pe față, și Cina de la Mamvri pe spate. În cartușe, dedesubtul fiecărei scene este câte o inscripție slavonă. Cele două coperți sunt înconjurate de ramă cizelată cu motive vegetale, iar cotorul are formă de plasă din verigi groase. Lucrarea se închide cu două benzi de argint aurit, flexibile.                                                                        | Muzeul Național de Istorie a României, București       | Cimec    |
|      | Tetraevanghel | Dimensiuni: Gr=10 Material: argint aurit; pergament; cerneluri colorate | La începutul fiecărui capitol: frontispiciu și majusculă miniată. Textul are unele fraze și litere în aur lichid sau cerneală roșie. În text au fost intercalate următoarele miniaturi: fila 6, spate - Sfinții Ioan Gură de Aur, Ilie Tesviteanu, fila 7 față - Cina de la Mamvri, iar în stânga, în ghnunchi, Atanasie Crâmca, spate - Evanghelistul Matei, fila 77 față - Prezentarea la templu, spate - Înălțarea Sfintei Fecioare, fila 80 față - Cina cea de Taină, spate - Evanghelistul Marcu, fila 124 spate Sfinții Apostoli Toma și Filip, fila 125 față - Coborârea la Iad, spate - Evanghelistul Ioan. Miniaturile sunt închise în casete dreptunghiulare decorate cu motive vegetale și medalioane cu sfinți pe margine. Textul a fost legat și ferecat cu două plăci de argint care reprezintă, cea din față coborârea la Iad, iar cea din spate Cina cea de Taină, Dumnezeu Tatăl și Fiul, deasupra, iar dedesupt, în cartuș, de o parte și de alta - Ștefan Voievod și Atanasie Crâmca, iar între ei un text slavon referitor la dania făcută Mănăstirii Dragomirna. | Muzeul Național de Istorie a României, București       | Cimec    |
|      | Tetraevanghel | Datare: 1607 Școală: Atelier moldovenesc Dimensiuni: Î coperți = 420 mm; La coperți = 260 mm; Gr = 120 mm Material: pergament; cerneală colorată; argint aurit | | Muzeul Național de Istorie a României, București       | Cimec    |
|      | Arătarea Faptelor Apostolilor | Datare: Decembrie 1544 Dimensiuni: Î = 325 mm; L = 235 mm; Gr = 87 mm Material: pergament; cerneluri colorate; aur fluid; piele | | Muzeul Național de Istorie a României, București       | Cimec    |
|      | Tetraevanghel | Datare: 1512-1521 Școală: Atelier moldovenesc Dimensiuni: Î = 380 mm; L = 275 mm; Gr = 100 mm Material: pergament; cerneală colorată; aur fluid; argint aurit | | Muzeul Național de Istorie a României, București       | Cimec    |
|      | Halot Temeteskorra Autor: Újfalvy Imre | Datare: 1602 Dimensiuni: Oglinda text: 180x110 mm Material: hârtie | Lipsesc trei pagini. | Biblioteca Națională a României, București             | Cimec    |
|      | Keresztyeni Enekek Autor: Gonczi, Györgi | Datare: 1602 Dimensiuni: Oglinda text: 180x110 mm Material: hârtie | Keresztyeni Enekek | Biblioteca Națională a României, București             | Cimec    |
|      | Apophtegmata Autor: Plutarchus | Datare: 1471 Dimensiuni: 173x105 mm, înălțime copertă 290 mm, 1 col.; 32 r/pag. Material: hârtie | | Biblioteca Națională a României, București             | Cimec    |
|      | Confessionale; Titulus Autor: Florentinus, Antoninus | Datare: 1473 Dimensiuni: 168x112 mm, înălțime copertă 280 mm, 2 col.; 35 r/pag. Material: hârtie | | Biblioteca Națională a României, București             | Cimec    |
|      | Speculum Historiale Autor: Bellovacensis, Vincentius | Datare: 1473 Dimensiuni: 320x215 mm, înălțime copertă 460 mm, 2 și 4 col.;62 r/pag. Material: hârtie | | Biblioteca Națională a României, București             | Cimec    |
|      | De censuris; De sponsalibus matrimonio Autor: Florentinus, Antoninus | Datare: 1474 Dimensiuni: 153x105 mm, înălțime copertă 230 mm, 2 col.; 40 r/pag. Material: hârtie | | Biblioteca Națională a României, București             | Cimec    |
|      | Biblia aurea sive Repertorium aureum biblorum Autor: Rampegolus, Antonius | Datare: 1475 Dimensiuni: 190x119 mm, înălțime copertă 300 mm, 1 col.; 33,34 r/pag. Material: hârtie | Exemplar parțial rubricat, legătură tăblii de lemn jumătate piele, urme de încuietori. Ex libris. | Biblioteca Națională a României, București             | Cimec    |
|      | Sermonarium de peccatis per adventum et per duas quadragesimas Autor: Carcano, Michael de | Datare: 1476 Dimensiuni: 152x105 mm, înălțime copertă 230 mm, 2 col.; 42 r/pag. Material: hârtie | Sermonarium de peccatis per adventum et per duas quadragesimas | Biblioteca Națională a României, București             | Cimec    |
|      | Liber Sextus Decretalium Autor: Bonifacius VIII | Datare: 1476 Dimensiuni: 297x215 mm, înălțime copertă 380 mm, 2 col.; 51, 66 r/pag. Material: hârtie | | Biblioteca Națională a României, București             | Cimec    |
|      | Historia fiorentina Autor: Poggius, Johannes Franciscus | Datare: 1476 Dimensiuni: 222x130 mm, înălțimea corpului 340 mm, 1 col.; 41r/pag Material: hârtie | | Biblioteca Națională a României, București             | Cimec    |
|      | Speculum humanae salvationis | Datare: Cca. 1476 Școală: Atelierul Gunther Zainer Dimensiuni: 195x122 mm, înălțimea copertei 260 mm; 1 col. 33-35 r/pag. Material: hârtie | | Biblioteca Națională a României, București             | Cimec    |
|      | Bibliotheca Autor: Diodorus, Siculus | Datare: 1476/1477 Dimensiuni: 195x123 mm, înălțimea copertei 280 mm; 1 col. 36 r/pag. Material: hârtie | | Biblioteca Națională a României, București             | Cimec    |
|      | Tetraevanghel | Datare: Sec. XIII - XV Școală: Atelier moldovenesc Dimensiuni: l = 260 mm, L = 180 mm (manuscrisul) 60 mm (corp carte), L = 271mm l = 195 mm (coperta) Material: pergament; cerneală (neagră și roșie); piele; cupru                                                                        | | Muzeul Național de Istorie a României, București       | Cimec    |
|      | Tetraevanghel | Datare: Martie 1595 Școală: Atelier moldovenesc Dimensiuni: Î = 360 mm, La = 215 mm, Gr = 100 mm Material: hîrtie; argint aurit | | Muzeul Național de Istorie a României, București       | Cimec    |
|      | Tetraevanghel de la Mănăstirea Humor | Datare: 1473-1487 Școală: Atelier moldovenesc Dimensiuni: Copertă l = 362 mm, L = 255 mm, gr = 86 mm; text l = 339 mm, L = 240 mm, Gr + 58 mm, TI = 800%, bloc carte = 110 mm Material: pergament; cerneluri colorate; argint aurit                                                         | | Muzeul Național de Istorie a României, București       | Cimec    |
|      | Pe Dunăre, 27 aprilie - 3 mai, 1904 Autor: Carmen Sylva | Datare: 1904 Dimensiuni: 76 file Î= 270, l= 215 mm, Oglinda textului = 170/ 120 mm Material: hârtie; carton; pânză | | Muzeul Național de Istorie a României, București       | Cimec    |
|      | Bucoavnă pentru pruncii cei românești carii se află în marele Principat al Ardealului. Manual pentru clasele începătoare Autor: Georg de Klozius, editor | Datare: 1828 Școală: Tipografia lui Georg de Klozius Descoperit: jud. Sibiu, Sibiu Dimensiuni: Î= 178 mm, l= 115 mm, Oglinda textului: 132/ 85 mm Material: hârtie; carton | | Muzeul Național de Istorie a României, București       | Cimec    |
|      | Vocabularium nemțesc și românesc Autor: Molnár Johann | Datare: 1822 Școală: Tipografia lui Martin Hochmeister Descoperit: jud. Sibiu, Sibiu Dimensiuni: Î=187 mm, l=115mm, Oglinda textului: 153 / 91mm Material: hârtie; carton | | Muzeul Național de Istorie a României, București       | Cimec    |
|      | Teatru, versuri, dicționar de rime (fragmentarium), publicistică, traduceri Autor: Eminescu, Mihai | Datare: 1866 - 1878 Material: hârtie | | Biblioteca Academiei Române, București                 | Cimec    |
|      | Proză, versuri, încercări dramatice, scrisori, texte științifice, filozofie, istorie, matematică Autor: Eminescu, Mihai | Datare: 1868 - 1883 Material: hârtie | | Biblioteca Academiei Române, București                 | Cimec    |
|      | Poeme (Diamantul Nordului, Gemenii, Umbra lui Istrate Dabija-voievod), Dicționar de rime, Însemnări Autor: Eminescu, Mihai | Datare: 1875 - 1880 Material: hârtie | | Biblioteca Academiei Române, București                 | Cimec    |
|      | Proză, Versuri, Însemnări, Articole economice, Proverbe, Traduceri din Goethe și Machiavelli Autor: Eminescu, Mihai | Datare: 1868 - 1877 Material: hârtie | | Biblioteca Academiei Române, București                 | Cimec    |
|      | Traduceri din Imm. Kant, Versuri, Scrisori, Vocabular, Aforisme, Epigrame Autor: Eminescu, Mihai | Datare: 1874 - 1878 Material: hârtie | | Biblioteca Academiei Române, București                 | Cimec    |
|      | Versuri Autor: Eminescu, Mihai | Datare: 1866 - 1870 Material: hârtie | | Biblioteca Academiei Române, București                 | Cimec    |
|      | Versuri, Caiet anonim Autor: Eminescu, Mihai | Datare: 1868 - 1882 Material: hârtie | | Biblioteca Academiei Române, București                 | Cimec    |
|      | Versuri (Scrisoarea a II-a, Scrisoarea a III-a, Legenda Luceafărului, Codrul, Glossa), Însemnări istorice, Dicționar de rime Autor: Eminescu, Mihai | Datare: 1874 - 1883 Material: hârtie | | Biblioteca Academiei Române, București                 | Cimec    |
|      | Versuri (Amorul unei marmure, Mortua est, Basmul ce i-aș spune ei; Pierdută pentru mine; Basmul lui Arghir, Venere și Madonă, Strigoii, Călin, colecție de folclor) Autor: Eminescu, Mihai | Datare: 1866 - 1874 Material: hârtie | | Biblioteca Academiei Române, București                 | Cimec    |
|      | Însemnări istorice și geografice referitoare la Transilvania, Ungaria, Polonia, Turcia Autor: Eminescu, Mihai | Datare: 1877 - 1883 Material: hârtie | | Biblioteca Academiei Române, București                 | Cimec    |
|      | Articole politice (ciorne și texte de tipar) Autor: Eminescu, Mihai | Datare: 1876 - 1880 Material: hârtie | | Biblioteca Academiei Române, București                 | Cimec    |
|      | Dicționar de rime Autor: Eminescu, Mihai | Datare: 1875 - 1877 Material: hârtie | | Biblioteca Academiei Române, București                 | Cimec    |
|      | Exerciții eleno-latine pentru traducerea Iliadei, Luceafărul, proză și încercări matematice Autor: Eminescu, Mihai | Datare: 1880 - 1883 Material: hârtie | | Biblioteca Academiei Române, București                 | Cimec    |
|      | Considerații asupra puterilor naturii neviețuitoare, Fizică (căldură, lumină) - versuri Autor: Eminescu, Mihai | Datare: 1877 - 1883 Material: hârtie | | Biblioteca Academiei Române, București                 | Cimec    |
|      | Versuri (Călin, Gemenii, Apari să dai lumină, Scrisoarea a III-a, Minte și inimă), Teatru, Maxime Autor: Eminescu, Mihai | Datare: 1874 - 1877 Material: hârtie | | Biblioteca Academiei Române, București                 | Cimec    |
|      | Versuri, Proză literară, Însemnări Autor: Eminescu, Mihai | Datare: 1870 - 1877 Material: hârtie | | Biblioteca Academiei Române, București                 | Cimec    |
|      | Proză științifică, însemnări istorice, versuri Autor: Eminescu, Mihai | Datare: 1868 - 1883 Material: hârtie | | Biblioteca Academiei Române, București                 | Cimec    |
|      | Dicționar de rime, a-e Autor: Eminescu, Mihai | Datare: 1881 - 1883 Material: hârtie | | Biblioteca Academiei Române, București                 | Cimec    |
|      | Dicționar de rime, e-i Autor: Eminescu, Mihai | Datare: 1881 - 1883 Material: hârtie | | Biblioteca Academiei Române, București                 | Cimec    |
|      | Dicționar de rime, i-l | Datare: 1881 - 1883 Material: hârtie | | Biblioteca Academiei Române, București                 | Cimec    |
|      | Dicționar de rime, l-u Autor: Eminescu, Mihai | Datare: 1881 - 1883 Material: hârtie | | Biblioteca Academiei Române, București                 | Cimec    |
|      | Teatru, versuri, proverbe, rapoarte de inspecții școlare Autor: Eminescu, Mihai | Datare: 1875 - 1880 Material: hârtie | | Biblioteca Academiei Române, București                 | Cimec    |
|      | Dicționar de rime, v-z Autor: Eminescu, Mihai | Datare: 1881 - 1883 Material: hârtie | | Biblioteca Academiei Române, București                 | Cimec    |
|      | Versuri, încercări dramatice, dicționar de rime Autor: Eminescu, Mihai | Datare: 1878 - 1883 Material: hârtie | | Biblioteca Academiei Române, București                 | Cimec    |
|      | Versuri și proză în limba germană și română Autor: Eminescu, Mihai | Datare: 1872 - 1877 Material: hârtie | | Biblioteca Academiei Române, București                 | Cimec    |
|      | Însemnări de botanică, versuri, proză, teatru, prozodie, metrică Autor: Eminescu, Mihai | Datare: 1879 - 1883 Material: hârtie | | Biblioteca Academiei Române, București                 | Cimec    |
|      | Exerciții de gramatică latină, proză în limba germană, versuri Autor: Eminescu, Mihai | Datare: 1874 - 1877 Material: hârtie | | Biblioteca Academiei Române, București                 | Cimec    |
|      | Versuri, concepte de scrisori, note și însemnări Autor: Eminescu, Mihai | Datare: 1877 - 1883 Material: hârtie | | Biblioteca Academiei Române, București                 | Cimec    |
|      | Versuri, proză în limba germană Autor: Eminescu, Mihai | Datare: 1872 - 1874 Material: hârtie | | Biblioteca Academiei Române, București                 | Cimec    |
|      | Versuri Autor: Eminescu, Mihai | Datare: 1872 - 1874 Material: hârtie | | Biblioteca Academiei Române, București                 | Cimec    |
|      | Versuri, poezie populară, teatru Autor: Eminescu, Mihai | Datare: 1877 - 1883 Material: hârtie | | Biblioteca Academiei Române, București                 | Cimec    |
|      | Versuri, teatru Autor: Eminescu, Mihai | Datare: 1874 - 1877 Material: hârtie | | Biblioteca Academiei Române, București                 | Cimec    |
|      | Lirică populară, versuri, basme în proză Autor: Eminescu, Mihai | Datare: 1869 - 1874 Material: hârtie | | Biblioteca Academiei Române, București                 | Cimec    |
|      | Versuri în română și germană, lirică populară, proză și studii în limba germană Autor: Eminescu, Mihai | Datare: 1869 - 1874 Material: hârtie | | Biblioteca Academiei Române, București                 | Cimec    |
|      | Proză literară, texte în limba germană, versuri, însemnări Autor: Eminescu, Mihai | Datare: 1869 - 1874 Material: hârtie | | Biblioteca Academiei Române, București                 | Cimec    |
|      | Însemnări și texte în limba germană, versuri Autor: Eminescu, Mihai | Datare: 1869 - 1874 Material: hârtie | | Biblioteca Academiei Române, București                 | Cimec    |
|      | Versuri, însemnări din perioada revizoratului, însemnări în limba germană Autor: Eminescu, Mihai | Datare: 1875 - 1882 Material: hârtie | | Biblioteca Academiei Române, București                 | Cimec    |
|      | Vocabular de filozofie german-latin-român, însemnări, versuri Autor: Eminescu, Mihai | Datare: 1874 - 1877 Material: hârtie | | Biblioteca Academiei Române, București                 | Cimec    |
|      | Versuri, însemnări în limba germană Autor: Eminescu, Mihai | Datare: 1869 - 1874 Material: hârtie | | Biblioteca Academiei Române, București                 | Cimec    |
|      | Însemnări în limba germană și română, concepte de scrisori, extrase din poeți germani Autor: Eminescu, Mihai | Datare: 1869 - 1874 Material: hârtie | | Biblioteca Academiei Române, București                 | Cimec    |
|      | Însemnări și note personale Autor: Eminescu, Mihai | Datare: 1883 Material: hârtie | | Biblioteca Academiei Române, București                 | Cimec    |
|      | Însemnări din perioada revizoratului, poezii populare, irmoase, dicționar de rime, versuri Autor: Eminescu, Mihai | Datare: 1875 - 1876 Material: hârtie | | Biblioteca Academiei Române, București                 | Cimec    |
|      | Studii de limbă și gramatică slavă, extrase din Oxenstiern, dicționar de rime, versuri Autor: Eminescu, Mihai | Datare: 1875 - 1876 Material: hârtie | | Biblioteca Academiei Române, București                 | Cimec    |
|      | Dicționar de rime, irmoase, balade Autor: Eminescu, Mihai | Datare: 1875 - 1876 Material: hârtie | | Biblioteca Academiei Române, București                 | Cimec    |
|      | Note de astronomie Autor: Eminescu, Mihai | Datare: 2/2 sec. XIX Material: hârtie | | Biblioteca Academiei Române, București                 | Cimec    |
|      | Copii de mici piese de teatru din repertoriul trupei Iorgu Caragiale Autor: Eminescu, Mihai | Datare: 1866 - 1868 Material: hârtie | | Biblioteca Academiei Române, București                 | Cimec    |
|      | Documente eminesciene (varia) Autor: Eminescu, Mihai | Datare: 1864 - 1887 Material: hârtie | | Biblioteca Academiei Române, București                 | Cimec    |
|      | Versuri Autor: Eminescu, Mihai | Datare: 1879 - 1887 Material: hârtie | | Biblioteca Academiei Române, București                 | Cimec    |
|      | Lais, comedie antică într-un act, de Emile Augier Autor: Eminescu, Mihai | Datare: 1888 Material: hârtie | | Biblioteca Academiei Române, București                 | Cimec    |
|      | Sfintele și Dumnezeeștile Liturghii. A celor dintru Sfi[n]ți Părinților noștri, a lui Ioann Zlatoust, a lui Vasilie cel Mare, și a Prejdesștenii Autor: Dositei Filitti, mitropolitul Țării Românești este editorul și patronul cultural al Liturghierului | Datare: 1797 Școală: A fost tipărită în Tipografia Mitropoliei din București de către tipograful Dimitrie Mihailovici Râmniceanul. Dimensiuni: (21,8 x 16 cm) Material: hârtie cu filigran                                                                                                  | | Muzeul Național al Literaturii Române, București       | Cimec    |
|      | Zapis prin care frații Manea, Stoica și Paraschiva vând popii Stepan și fiilor lui partea lor de moșie din Tătărăi Autor: Documentul a fost redactat, conform obiceiului, de Manea, fiul lui Robu din Cepturile, probabil cel mai mare dintre frați | Datare: 9 septembrie 1639 (vă leat 7148) Școală: Documentul a fost redactat, conform obiceiului, de Manea, fiul lui Robu din Cepturile, probabil cel mai mare dintre frați. Dimensiuni: (30 x 20,5 cm) Material: hârtie cu filigran                                                         | | Muzeul Național al Literaturii Române, București       | Cimec    |
|      | Octoih, acum întâi tălmăcit pre limba rumânească, spre înțeleagerea de obște; și Tipărit întru al 24 de ani, a înălțatei domnii a prea Luminatului oblăduitoriu a toată Țara Rumânească, Ioann Constandin Brâncoveanu: Basarab Boevod Autor: Tipărirea s-a efectuat sub coordonarea lui Antim Ivireanul la Tipografia Domnească a Mitropoliei din Târgoviște                                                                               | Datare: 1712 Școală: S-a tipărit în tipografia Domnească a Mitropoliei din Târgoviște, de către Gheorghie Radovici Dimensiuni: 20,3 x 15,3 cm Material: Hârtie specifică fără filigran. | | Muzeul Național al Literaturii Române, București       | Cimec    |
|      | 12 texte manuscrise pe diverse teme, semnate de Nicolae Iorga Autor: Textele manuscrise au fost redactate de Nicolae Iorga | Datare: [post 1932] Școală: Textele manuscrise au fost redactate de Nicolae Iorga. Dimensiuni: (25,2 x 22,2 cm) Material: hârtie fără filigran | | Muzeul Național al Literaturii Române, București       | Cimec    |
|      | Manuscris al lui Nicolae Iorga despre Casa Română de la Veneția Autor: Textul manuscris a fost redactat de Nicolae Iorga | Datare: 1930 Școală: Textul manuscris a fost redactat de Nicolae Iorga. Dimensiuni: (33,1 x 21 cm) Material: hârtie fără filigran | | Muzeul Național al Literaturii Române, București       | Cimec    |
|      | Manuscris al lui Nicolae Iorga cuprinzând note de călătorie din Grecia Autor: Textul manuscris a fost redactat de Nicolae Iorga | Datare: 1930-1931 Școală: Textul manuscris a fost redactat de Nicolae Iorga. Dimensiuni: (19,5 x 15,2 cm) Material: hârtie fără filigran | | Muzeul Național al Literaturii Române, București       | Cimec    |

## Fond
| Foto | Informații generale | Detalii tehnice | Descriere | Deținător                                              | Legături |
| ---- | --- | --- | --- | ------------------------------------------------------ | -------- |
|      | Scrisoare datată „17 iulie 1912“, adresată de Nicolae Iorga lui Petre Locusteanu Autor: Scrisoarea a fost redactată de Nicolae Iorga | Datare: 17 iulie 1912 Școală: Scrisoarea a fost redactată de Nicolae Iorga Dimensiuni: 17,5 x 11,1 cm Material: hârtie cu filigran | | Muzeul Național al Literaturii Române, București       | Cimec    |
|      | Scrisoare datată „28 ianuarie 1932“, adresată lui Nicolae Iorga, ministru al Instrucțiunii și Cultelor, de Mathilda Sandovici Autor: Scrisoarea a fost redactată de Mathilda Sandovici | Datare: 28 ianuarie 1932 Școală: Scrisoarea a fost redactată de Mathilda Sandovici Dimensiuni: 34 x 21 cm Material: hârtie fără filigran | | Muzeul Național al Literaturii Române, București       | Cimec    |
|      | Scrisoare datată „18 septembrie 1930“, adresată lui Nicolae Iorga de Dumitru Bănescu, agent sanitar din Vălenii de Munte Autor: Scrisoarea a fost redactată de Dumitru Bănescu | Datare: 18 septembrie 1930 Școală: Scrisoarea a fost redactată de Dumitru Bănescu Dimensiuni: 21 x 17 cm Material: hârtie fără filigran | | Muzeul Național al Literaturii Române, București       | Cimec    |
|      | Carte de vizită a lui Nicolae Iorga, pe care este notat un mesaj, datat „13 octombrie 1932“, adresat lui Lucian Blaga Autor: Cartea de vizită a fost redactată de Nicolae Iorga | Datare: 13 octombrie 1932 Școală: Cartea de vizită a fost redactată de Nicolae Iorga Dimensiuni: 5,5 x 9,1 cm Material: hârtie-carton fără filigran | | Muzeul Național al Literaturii Române, București       | Cimec    |
|      | Acțiune la Societatea "Neamul Românesc" pe numele Radu Al. Șmelț - Botoșani Autor: Documentul reprezintă o acțiune nominală de 25 de lei emisă în numele societății Tipografie și Editura "Neamul Românesc", fondată de Nicolae Iorga | Datare: 1909 Școală: Tipărit în tipografia "Neamul Românesc" din Vălenii de Munte Dimensiuni: 29 x 43 cm Material: hârtie cu filigran | | Muzeul Național al Literaturii Române, București       | Cimec    |
|      | Manuscris al lui Titu Maiorescu intitulat Epistolarium. 28 ianuarie 1869 – aprilie 1870. Autor: Manuscrisul a fost redactat de Titu Maiorescu. | Datare: 28 ianuarie 1869 – aprilie 1870 Școală: Manuscrisul a fost redactat de Titu Maiorescu. Dimensiuni: (21,5 x 18 cm) Material: hârtie specifică fără filigran | | Muzeul Național al Literaturii Române, București       | Cimec    |
|      | Manuscris al lui Titu Maiorescu intitulat Epistolarium. 26 aprilie 1870 – 24 iulie 1871. Autor: Manuscrisul a fost redactat de Titu Maiorescu. | Datare: 26 aprilie 1870 – 24 iulie 1871 Școală: Manuscrisul a fost redactat de Titu Maiorescu. Dimensiuni: (24,5 x 19,5 cm) Material: hârtie specifică fără filigran | | Muzeul Național al Literaturii Române, București       | Cimec    |
|      | Scrisoare datată „2 decembrie 1872“, adresată lui Mihail Kogălniceanu de Teodor Boldur-Lățescu, prefectul județului Bolgrad. Autor: Scrisoarea a fost redactată de Teodor Boldur-Lățescu, prefectul județului Bolgrad. | Datare: 2 decembrie 1872 Școală: Scrisoarea a fost redactată de Teodor Boldur-Lățescu către Mihail Kogălniceanu. Dimensiuni: (29,1 x 22,9 cm) Material: hârtie specifică fără filigran | | Muzeul Național al Literaturii Române, București       | Cimec    |
|      | Carte poștală datată „23 noiembrie 1911“, adresată de Nicolae Iorga lui C. Sandu Aldea, directorul Școlii de Agricultură de la Herăstrău Autor: Cartea poștală a fost redactată de Nicolae Iorga. | Datare: 23 noiembrie 1911 Școală: Cartea poștală a fost redactată de Nicolae Iorga. Dimensiuni: (14,2 x 9,2 cm) Material: hârtie-carton fără filigran | | Muzeul Național al Literaturii Române, București       | Cimec    |
|      | Scrisoare datată „20 aprilie 1935“, adresată de Nicolae Iorga lui Dem. Psatta. Autor: Scrisoarea a fost redactată de Nicolae Iorga. | Datare: 20 aprilie 1935 Școală: Scrisoarea a fost redactată de Nicolae Iorga. Dimensiuni: (21 x 13 cm) Material: hârtie fără filigran | | Muzeul Național al Literaturii Române, București       | Cimec    |
|      | Scrisoare datată „13 iunie 1915“, adresată de Nicolae Iorga lui I. I. Stoican. Autor: Scrisoarea a fost redactată de Nicolae Iorga. | Datare: 13 iunie 1915 Școală: Scrisoarea a fost redactată de Nicolae Iorga. Dimensiuni: (9 x 11,3 cm) Material: hârtie cartonată fără filigran | | Muzeul Național al Literaturii Române, București       | Cimec    |
|      | Scrisoare datată „31 august 1915“, adresată de Nicolae Iorga lui I. I. Stoican. Autor: Scrisoarea a fost redactată de Nicolae Iorga. | Datare: 31 august 1915 Școală: Scrisoarea a fost redactată de Nicolae Iorga. Dimensiuni: (17,3 x 10,6 cm) Material: hârtie cu filigran | | Muzeul Național al Literaturii Române, București       | Cimec    |
|      | Scrisoare datată „15 martie 1916“, adresată de Nicolae Iorga lui I .I. Stoican. Autor: Scrisoarea a fost redactată de Nicolae Iorga. | Datare: 15 martie 1916 Școală: Scrisoarea a fost redactată de Nicolae Iorga. Dimensiuni: (15 x 11,5 cm) Material: hârtie cu filigran | | Muzeul Național al Literaturii Române, București       | Cimec    |
|      | Scrisoare datată „16 aprilie 1916“, adresată de Nicolae Iorga lui I. I. Stoican. Autor: Scrisoarea a fost redactată de Nicolae Iorga. | Datare: 16 aprilie 1916 Școală: Scrisoarea a fost redactată de Nicolae Iorga. Dimensiuni: (17,5 x 10,5 cm) Material: hârtie cu filigran | | Muzeul Național al Literaturii Române, București       | Cimec    |
|      | Scrisoare datată „8 iunie 1916“, adresată de Nicolae Iorga lui I. I. Stoican. Autor: Scrisoarea a fost redactată de Nicolae Iorga. | Datare: 8 iunie 1916 Școală: Scrisoarea a fost redactată de Nicolae Iorga. Dimensiuni: (15 x 11,5 cm) Material: hârtie cu filigran | | Muzeul Național al Literaturii Române, București       | Cimec    |
|      | Scrisoare datată „28 septembrie 1908“, adresată de Nicolae Iorga lui Petre Locusteanu Autor: Nicolae Iorga - autor | Datare: 28 septembrie 1908 Școală: Scrisoarea a fost redactată de Nicolae Iorga Dimensiuni: 17,5 x 11,3 cm Material: Hârtie cu filigran | | Muzeul Național al Literaturii Române, București       | Cimec    |
|      | Scrisoare datată „3 martie 1912“, adresată de Nicolae Iorga lui Petre Locusteanu Autor: Nicolae Iorga - autor | Datare: 3 martie 1912 Școală: Scrisoarea a fost redactată de Nicolae Iorga Dimensiuni: 17,4 x 11,2 cm Material: Hârtie cu filigran | | Muzeul Național al Literaturii Române, București       | Cimec    |
|      | Scrisoare datată „25 februarie 1912“, adresată de Nicolae Iorga lui Petre Locusteanu Autor: Nicolae Iorga - autor | Datare: 25 februarie 1912 Școală: Scrisoarea a fost redactată de Nicolae Iorga Dimensiuni: 17,4 x 11,2 cm Material: Hârtie cu filigran | | Muzeul Național al Literaturii Române, București       | Cimec    |
|      | Carte de vizită a lui Nicolae Iorga, cu un mesaj adresat lui Petre Locusteanu Autor: Nicolae Iorga - autor | Datare: 1/4 sec. XX Școală: Scrisoarea a fost redactată de Nicolae Iorga Dimensiuni: 5,5 x 9,4 cm Material: Hârtie-carton fără filigran | | Muzeul Național al Literaturii Române, București       | Cimec    |
|      | Telegramă adresată de Nicolae Iorga lui Petre Locusteanu, la redacția ziarului „Viitorul“ Autor: Nicolae Iorga - autor | Datare: [1912] Școală: Telegramă a fost redactată în numele lui Nicolae Iorga Dimensiuni: 16,7 x 23,8 cm Material: Hârtie fără filigran | | Muzeul Național al Literaturii Române, București       | Cimec    |
|      | Telegramă adresată de Nicolae Iorga lui Petre Locusteanu, la redacția ziarului „Viitorul“ Autor: Nicolae Iorga - autor | Datare: 1912 Școală: Telegramă a fost redactată în numele lui Nicolae Iorga Dimensiuni: 17,5 x 24,3 cm Material: Hârtie fără filigran | | Muzeul Național al Literaturii Române, București       | Cimec    |
|      | Carte de vizită a lui Nicolae Iorga, cu un mesaj datat „26 decembrie 1906“, adresat lui George Tutoveanu Autor: Nicolae Iorga - autor | Datare: 26 decembrie 1906 Școală: Cartea de vizită a fost redactată de Nicolae Iorga Dimensiuni: 5,7 x 9,1 cm Material: Hârtie fără filigran | | Muzeul Național al Literaturii Române, București       | Cimec    |
|      | Extras al Prospectului care anunță apariția primului număr al revistei „Floarea darurilor“, 1 ianuarie 1907, alcătuită de N. Iorga Autor: Revista „Floarea darurilor“ este fondată de Nicolae Iorga | Datare: 1 ianuarie 1907 Școală: Revista „Floarea darurilor“, a fost publicată de Institutul de Arte Grafice și Editura Minerva Dimensiuni: 24 x 16,5 cm Material: Hârtie fără filigran | | Muzeul Național al Literaturii Române, București       | Cimec    |
|      | Scrisoare nedatată, adresată lui Vasile Bogrea de Mircea Iorga, fiul lui Nicolae Iorga Autor: Scrisoarea a fost redactată de Mircea N. Iorga | Datare: [ante1917] Școală: Scrisoarea a fost redactată de Mircea N. Iorga. Dimensiuni: (18 x 11,3 cm) Material: hârtie fără filigran | | Muzeul Național al Literaturii Române, București       | Cimec    |
|      | Scrisoare datată „17 iulie 1925, Vălenii de Munte“, adresată de Nicolae Iorga lui Vasile Bogrea Autor: Scrisoarea a fost redactată de Nicolae Iorga | Datare: 17 iulie 1925 Școală: Scrisoarea a fost redactată de Nicolae Iorga. Dimensiuni: (17,5 x 11 cm) Material: hârtie cu filigran | | Muzeul Național al Literaturii Române, București       | Cimec    |
|      | Scrisoare datată „21 septembrie 1924, Vălenii de Munte“, adresată de Nicolae Iorga Alexandrinei Vornicelu Autor: Scrisoarea a fost redactată de Nicolae Iorga | Datare: 21 septembrie 1924 Școală: Scrisoarea a fost redactată de Nicolae Iorga. Dimensiuni: (20 x 12,7 cm) Material: hârtie cu filigran | | Muzeul Național al Literaturii Române, București       | Cimec    |
|      | Scrisoare datată „23 iulie 1929“, adresată de Nicolae Iorga Alexandrinei Vornicelu Autor: Scrisoarea a fost redactată de Nicolae Iorga | Datare: 23 iulie 1929 Școală: Scrisoarea a fost redactată de Nicolae Iorga. Dimensiuni: (20,5 x 12,5 cm) Material: hârtie cu filigran | | Muzeul Național al Literaturii Române, București       | Cimec    |
|      | Scrisoare datată „24 iulie 1936“, adresată doamnei Ruth Craik de Nicolae Iorga Autor: Scrisoarea a fost redactată de Nicolae Iorga | Datare: 24 iulie 1936 Școală: Scrisoarea a fost redactată de Nicolae Iorga. Dimensiuni: (20,5 x 12,8 cm) Material: hârtie fără filigran | | Muzeul Național al Literaturii Române, București       | Cimec    |
|      | Contract între Editura Națională „S. Ciornei“ și Nicolae Iorga pentru publicarea volumului „Memorii de la 1920 până la zi“ (1 aprilie 1932) Autor: Contractul de editare a fost redactat de Editura Națională „S. Ciornei“, în baza unei scrisori trimisă de Nicolae Iorga la editură | Datare: 10 aprilie 1931 Școală: Contractul de editare a fost redactat de Editura Națională „S. Ciornei“, în baza unei scrisori trimisă de Nicolae Iorga la editură. Dimensiuni: (29,5 x 22 cm) Material: hârtie cu filigran                                                                                                 | | Muzeul Național al Literaturii Române, București       | Cimec    |
|      | Scrisoare datată „19 aprilie 1922, București“, adresată lui Nicolae Cantacuzino de Nicolae Iorga Autor: Scrisoarea a fost redactată de Nicolae Iorga | Datare: 19 aprilie 1922 Școală: Scrisoarea a fost redactată de Nicolae Iorga. Dimensiuni: (27 x 21 cm) Material: hârtie cu filigran | | Muzeul Național al Literaturii Române, București       | Cimec    |
|      | Scrisoare datată „8 aprilie 1938, București“, adresată de Nicolae Iorga lui Horia Oprescu Autor: Scrisoarea a fost redactată de Nicolae Iorga | Datare: 8 aprilie 1938 Școală: Scrisoarea a fost redactată de Nicolae Iorga. Dimensiuni: (27 x 21,5 cm) Material: hârtie cu filigran | | Muzeul Național al Literaturii Române, București       | Cimec    |
|      | Scrisoare adresată unei femei de poetul Ion Minulescu, ce semnează „Nebunul“ (1922). Autor: Ion Minulescu - autor | Datare: 15 august 1922 Școală: Scrisoarea a fost redactată de Ion Minulescu. Dimensiuni: 28 x 22 cm Material: Hârtie cu filigran. | | Muzeul Național al Literaturii Române, București       | Cimec    |
|      | Act doveditor eliberat lui Vasile Conta pe post de certificat de naștere (1868). Autor: Documentul a fost redactat în cadrul primăriei Cahul | Datare: 12 august 1868 Școală: Documentul a fost redactat în cadrul primăriei Cahul. Dimensiuni: 33,2 x 24 cm Material: Hârtie cu filigran. | | Muzeul Național al Literaturii Române, București       | Cimec    |
|      | Adresă a prefectului jud. Buzău cuprizând un Ordin al ministrului de Interne pentru comisarii de recenzie din plasa Câmpul, jud. Buzău (1859). Autor: Documentul a fost redactat de Prefectura jud. Buzău | Datare: 20 noiembrie 1859 Școală: Documentul a fost redactat de Prefectura jud. Buzău. Dimensiuni: 32,6 x 22 cm Material: Hârtie specifică fără filigran. | „Primit noemvr. 21; f. grabnic / Prințipatele Unite / Dumnealor comisari / Domnu Ministru de Interne, prin depeșa No. 856 ordonă ca să se prețuiască și locul cu casa. Locurile slobode care n-au număr nu se trec. Aceasta cu onoare să anunță dumneavoastră spre știință și urmare întocmai. / Prefectu din dist. Buzău. / Dumnealor comisari de recensiunea populațiii Plășii Câmpului / N. 9439 / 1859 noemvrie 20”. Pe plic: „F. grab. / Principatele Unite / Dumnealor comisari de recensiunea populațiii din plasa Câmpul / N. 9439“. | Muzeul Național al Literaturii Române, București       | Cimec    |
|      | Liturghie care acum al doilea s-au tipărit întru acestaș chip. În zilele pre luminatului și pre înălțatului domn Mihail Costandin Suțu. Autor: Mitropolitul Iacov al Moldovei - editor | Datare: 1794 Școală: A fost tipărită în Tipografia Mitropoliei din Iași de către „popa Mihail tipograf și de Gherasim ierodiacon tipograf“. Dimensiuni: 31,7 x 20,8 cm Material: Hârtie cu filigran. | „Liturghie care acum al doilea s-au tipărit întru acestaș chip. În zilele pre luminatului și pre înălțatului domn Mihail Costandin Suțu voievod cu osârdia și cu toată cheltuiala a pre osfințitului mitropolit al Moldavii kiriu kir Iacov. Întru a sa tipografie, din nou făcută. În sf[â]nta Mitropolie în Eși. La anii de la Adam 7302. Iar de la nașterea lui IH 1794. Și s-au tipărit de popa Mihail tipograf și de Gherasim ierodiacon tipograf“. | Muzeul Național al Literaturii Române, București       | Cimec    |
|      | Triodion. Acum întâiu așezat și tipărit, după rânduiala Besearicii Răsăritului. Supt stăpânirea Prea Înălțatei împărăteasei Râmnleanilor Prințeasei Ardealului. Autor: Atanasie Rednic, episcop de Făgăraș și Alba Iulia al Bisericii Române Unită cu Roma - editor. | Datare: 1771 Școală: Tipărită în Tipografia Mănăstirii Bunei Vestiri din Blaj, de către tipograful Petru Popovici Râmniceanul. Dimensiuni: 36 x 22 cm Material: Hârtie cu filigran. | „Triodion. Acum întâiu așezat și tipărit, după rânduiala Besearicii Răsăritului. Supt stăpânirea Prea Înălțatei împărăteasei Râmnleanilor Prințeasei Ardealului. Iproci: Doamnei, Doamnei Mariei Teresii. Cu blagoslovenia celor mai mari. Tipărit în Blaj în Tipografia Mănăstirii Bunei Vestiri. Anii de la HS: 1771“. | Muzeul Național al Literaturii Române, București       | Cimec    |
|      | Scrisoare adresată de Mihail Kogălniceanu fiului său Ioan Mențiunea de responsabilitate (autor, traducător): Scrisoarea a fost redactată de M. Kogălniceanu Autor: Scrisoarea a fost redactată de M. Kogălniceanu | Datare: 26 martie 1889 Școală: Scrisoarea a fost redactată de M. Kogălniceanu. Dimensiuni: (33 x 21 cm) Material: hârtie cu filigran | | Muzeul Național al Literaturii Române, București       | Cimec    |
|      | Scrisoare adresată de Mihail Kogălniceanu copiilor săi, aflați la Berlin Autor: Scrisoarea a fost redactată de M. Kogălniceanu | Datare: 17/29 octombrie 1873 Școală: Scrisoarea a fost redactată de M. Kogălniceanu. Dimensiuni: (21,5 x 14 cm) Material: hârtie cu filigran | | Muzeul Național al Literaturii Române, București       | Cimec    |
|      | Post-scriptum al unei scrisori trimise de Mihail Kogălniceanu fiului său Ioan Autor: Scrisoarea a fost redactată de M. Kogălniceanu | Datare: toamna lui 1887 Școală: Scrisoarea a fost redactată de M. Kogălniceanu. Dimensiuni: (18 x 11,4 cm) Material: hârtie cu filigran | | Muzeul Național al Literaturii Române, București       | Cimec    |
|      | Scrisoare, trimisă de N. Pretorianu, învățător și preot din comuna Țințereni (Dolj), lui Mihail Kogălniceanu, primul ministru al României Autor: Scrisoarea a fost redactată de generalul N. Pretorianu | Datare: post 14/25 august 1864 Școală: Scrisoarea a fost redactată de N. Pretorianu. Dimensiuni: (21,5 x 13,5 cm) Material: hârtie specifică fără filigran | | Muzeul Național al Literaturii Române, București       | Cimec    |
|      | Scrisoare trimisă de Mihail Kogălniceanu fiului său, Ion, pe 14 mai 1886, din București Autor: Mihail Kogălniceanu - autor | Datare: 14 mai 1886 Școală: Scrisoarea a fost redactată de M. Kogălniceanu. Dimensiuni: 17,5 x 11,5 cm Material: Hârtie cu filigran. | | Muzeul Național al Literaturii Române, București       | Cimec    |
|      | Scrisoare trimisă de Mihail Kogălniceanu fiului său, Ion, pe 15 octombrie 1886, din București Autor: Mihail Kogălniceanu - autor | Datare: 15 octombrie 1886 Școală: Scrisoarea a fost redactată de M. Kogălniceanu. Dimensiuni: 17,5 x 11,5 cm Material: Hârtie cu filigran. | | Muzeul Național al Literaturii Române, București       | Cimec    |
|      | Scrisoare trimisă de Mihail Kogălniceanu fiului său, Ion, pe 20 decembrie 1886, din București Autor: Mihail Kogălniceanu - autor | Datare: 20 decembrie 1886 Școală: Scrisoarea a fost redactată de M. Kogălniceanu. Dimensiuni: 20 x 12,5 cm Material: Hârtie cu filigran. | | Muzeul Național al Literaturii Române, București       | Cimec    |
|      | Scrisoare trimisă de Mihail Kogălniceanu fiului său, Ion, pe 28 decembrie 1886, din București Autor: Vasile Kogălniceanu - autor; Mihail Kogălniceanu - semnatar | Datare: 28 decembrie 1886 Școală: Scrisoarea a fost redactată de M. Kogălniceanu. Dimensiuni: 20 x 12,5 cm Material: Hârtie cu filigran. | | Muzeul Național al Literaturii Române, București       | Cimec    |
|      | Scrisoare trimisă de Mihail Kogălniceanu fiului său, Ion, pe 18 ianuarie 1887, din București Autor: Mihail Kogălniceanu - autor | Datare: 18 ianuarie 1887 Școală: Scrisoarea a fost redactată de M. Kogălniceanu. Dimensiuni: 21 x 17 cm Material: Hârtie specifică fără filigran. | | Muzeul Național al Literaturii Române, București       | Cimec    |
|      | Scrisoare trimisă de Mihail Kogălniceanu fiului său, Ion, pe 21 ianuarie 1887, din București Autor: Mihail Kogălniceanu - autor | Datare: 21 ianuarie 1887 Școală: Scrisoarea a fost redactată de M. Kogălniceanu. Dimensiuni: 21 x 17 cm Material: Hârtie specifică fără filigran. | | Muzeul Național al Literaturii Române, București       | Cimec    |
|      | Scrisoare trimisă de Mihail Kogălniceanu fiului său, Ion, pe 29 ianuarie 1887, din București Autor: Mihail Kogălniceanu - autor | Datare: 29 ianuarie 1887 Școală: Scrisoarea a fost redactată de M. Kogălniceanu. Dimensiuni: 17 x 11,5 cm Material: Hârtie cu filigran. | | Muzeul Național al Literaturii Române, București       | Cimec    |
|      | Scrisoare trimisă de Mihail Kogălniceanu fiului său, Ion, pe 16 octombrie 1890, din București Autor: Mihail Kogălniceanu - autor | Datare: 16 octombrie 1890 Școală: Scrisoarea a fost redactată de M. Kogălniceanu. Dimensiuni: 18 x 11,2 cm Material: Hârtie cu filigran. | | Muzeul Național al Literaturii Române, București       | Cimec    |
|      | Scrisoare trimisă de Mihail Kogălniceanu fiului său, Ion, pe 2 octombrie 1890, din București Autor: Mihail Kogălniceanu - autor | Datare: 2 octombrie 1890 Școală: Scrisoarea a fost redactată de M. Kogălniceanu. Dimensiuni: 17,5 x 11 cm Material: Hârtie cu filigran. | | Muzeul Național al Literaturii Române, București       | Cimec    |
|      | Scrisoarea ministrului N. Kretzulescu adresată lui M. Kogălniceanu în data de 19 mai 1872 Autor: N. Kretzulescu, ministru - autor | Datare: 19 mai 1872 Școală: Documentul a fost redactat în cadrul Ministerului Agriculturii, Comerțului și Lucrărilor Publice și semnat de ministrul N. Kretzulescu. Dimensiuni: 34 x 21 cm Material: Hârtie specifică fără filigran.                                                                                        | | Muzeul Național al Literaturii Române, București       | Cimec    |
|      | Extras după actul de naștere al Iuliei Hașdeu din registrul de nou-născuți al orașului București pe anul 1869 Autor: Actul a fost redactat în cadrul Primăriei București. Starea Civilă a sectorului 1 | Datare: 5/17 septembrie 1883 Școală: Actul a fost redactat în cadrul Primăriei București. Starea Civilă a sectorului 1 Dimensiuni: 26,9 x 20,8 cm Material: Hârtie cu filigran. | | Muzeul Național al Literaturii Române, București       | Cimec    |
|      | Manuscris-document cuprinzand poezia „À Hébé/Hebei de Iulia Hașdeu, în traducere română realizată de „Niger“. Autor: Poezia document a fost tradusă în limba română de „Niger“ | Datare: sf. sec. XIX Școală: Poezia document a fost tradusă din franceză în limba română de „Niger“ (pseudonim literar utilizat de N. Rădulescu-Niger). Dimensiuni: 21,1 x 17,1 cm Material: Hârtie specifică fără filigran.                                                                                                | | Muzeul Național al Literaturii Române, București       | Cimec    |
|      | Copie după „epistola“ principelui Carol I, adresată lui G. Chițu, ministrul Cultelor și Instrucțiunii Publice, prin care se comunică dorința de organizare a unui concurs pentru redactarea unei istorii a războiului de independență (16 ianuarie 1878) Autor: Documentul a fost redactat în cadrul Ministerului Cultelor și Instrucțiunii Publice                                                                                   | Datare: 16 ianuarie 1878 Școală: Documentul a fost redactat în cadrul Ministerului Cultelor și Instrucțiunii Publice. Dimensiuni: 34 x 21,1 cm Material: Hârtie specifică fără filigran. | | Muzeul Național al Literaturii Române, București       | Cimec    |
|      | Adresă a Ministrului Cultelor și Instrucțiunii Publice, prin care lui B. P. Hașdeu i se comunică emiterea decretului regal de numire a acestuia în funcția de decan al Facultății de Litere din București (1882) Autor: Documentul a fost redactat în cadrul Ministerului Cultelor și Instrucțiunii Publice | Datare: 7 aprilie 1882 Școală: Documentul a fost redactat în cadrul Ministerului Cultelor și Instrucțiunii Publice. Dimensiuni: 34 x 21,1 cm Material: Hârtie specifică fără filigran. | | Muzeul Național al Literaturii Române, București       | Cimec    |
|      | Scrisoare de condoleanțe primită de B.P. Hașdeu din partea Societății Culturale Albaneze „Drita“ în urma morții soției sale (23 iunie 1902) Autor: Documentul a fost redactat în cadrul societății albaneze „Drita“ | Datare: 23 iunie 1902 Școală: Documentul a fost redactat în cadrul societății albaneze „Drita“ și semnat de președintele N.N. Nacio. Dimensiuni: 34,3 x 21 cm Material: Hârtie cu filigran. | | Muzeul Național al Literaturii Române, București       | Cimec    |
|      | Scrisoare datată „Duminică, 18/30 iulie 1899, Bad Gastein, Villa Dr. Schider“, adresată lui Ion A. Rădulescu de Anna Maiorescu Autor: Scrisoarea a fost redactată de Anna Maiorescu | Datare: 18/30 iulie 1899 Școală: Scrisoarea a fost redactată de Anna Maiorescu. Dimensiuni: (22,2 x 14 cm) Material: hârtie specifică fără filigran | | Muzeul Național al Literaturii Române, București       | Cimec    |
|      | Anunț al ministrului de interne M. Kogălniceanu privind serbarea națională din 24 ianuarie 1865, reprezentând alegerea ca domn al lui Alexandru Ioan Cuza și a unirii Principatelor Române Autor: Document redactat în Cabinetul ministrului de interne Mihail Kogălniceanu | Datare: 21 ianuarie 1865 Școală: Document redactat în Cabinetul ministrului de interne Mihail Kogălniceanu. Dimensiuni: 43 x 35,5 cm Material: Hârtie specifică fără filigran. | | Muzeul Național al Literaturii Române, București       | Cimec    |
|      | Scrisoare trimisă de Mihail Kogălniceanu fiului său, Ion, pe 19 iunie 1880, din București Autor: Mihail Kogălniceanu - autor | Datare: 19 iunie 1880 Școală: Scrisoarea a fost redactată de M. Kogălniceanu. Dimensiuni: 20,2 x 12,4 cm Material: Hârtie cu filigran. | | Muzeul Național al Literaturii Române, București       | Cimec    |
|      | Scrisoare trimisă de Mihail Kogălniceanu fiului său, Ion, pe 4/16 iulie 1881, din București Autor: Mihail Kogălniceanu - autor | Datare: 4/16 iulie 1881 Școală: Scrisoarea a fost redactată de M. Kogălniceanu. Dimensiuni: 20 x 12,5 cm Material: Hârtie cu filigran. | | Muzeul Național al Literaturii Române, București       | Cimec    |
|      | Scrisoare trimisă de Mihail Kogălniceanu fiului său, Ion, pe 8/20 decembrie 1881, din București Autor: Mihail Kogălniceanu - autor | Datare: 20 decembrie 1881 Școală: Scrisoarea a fost redactată de M. Kogălniceanu. Dimensiuni: 20,6 x 13 cm Material: Hârtie specifică fără filigran. | | Muzeul Național al Literaturii Române, București       | Cimec    |
|      | Scrisoare trimisă de Mihail Kogălniceanu fiului său, Ion, pe 3/15 ianuarie 1882, din Iași Autor: Mihail Kogălniceanu - autor | Datare: 15 ianuarie 1882 Școală: Scrisoarea a fost redactată de M. Kogălniceanu. Dimensiuni: 20,2 x 12,4 cm Material: Hârtie cu filigran. | | Muzeul Național al Literaturii Române, București       | Cimec    |
|      | Scrisoare trimisă de Mihail Kogălniceanu fiului său, Ion, pe 23 martie 1882, din București Autor: Mihail Kogălniceanu - autor | Datare: 23 martie 1882 Școală: Scrisoarea a fost redactată de M. Kogălniceanu. Dimensiuni: 19,5 x 12,5 cm Material: Hârtie cu filigran. | | Muzeul Național al Literaturii Române, București       | Cimec    |
|      | Scrisoare trimisă de Mihail Kogălniceanu fiului său, Ion, pe 21 iunie/2 iulie 1882, din București Autor: Mihail Kogălniceanu - autor | Datare: 2 iulie 1882 Școală: Scrisoarea a fost redactată de M. Kogălniceanu. Dimensiuni: 19,6 x 12,5 cm Material: Hârtie cu filigran. | | Muzeul Național al Literaturii Române, București       | Cimec    |
|      | Scrisoare trimisă de Mihail Kogălniceanu fiului său, Ion, pe 5 martie 1886, din București Autor: Mihail Kogălniceanu - autor | Datare: 5 martie 1886 Școală: Scrisoarea a fost redactată de M. Kogălniceanu. Dimensiuni: 17,5 x 11 cm Material: Hârtie specifică fără filigran. | | Muzeul Național al Literaturii Române, București       | Cimec    |
|      | Scrisoare trimisă de Mihail Kogălniceanu fiului său, Ion, pe 9 martie 1886, din București Autor: Mihail Kogălniceanu - autor | Datare: 9 martie 1886 Școală: Scrisoarea a fost redactată de M. Kogălniceanu. Dimensiuni: 17,5 x 11 cm Material: Hârtie specifică fără filigran. | | Muzeul Național al Literaturii Române, București       | Cimec    |
|      | Copia testamentului lui M. Kogălniceanu eliberată de Tribunalul din Iași (1900) Autor: A fost redactat de un copist al Tribunalului din Iași, Secția III | Datare: 6 octombrie 1900 Școală: A fost redactat de un copist al Tribunalului din Iași, Secția III. Dimensiuni: 34,7 x 21 cm Material: Hârtie cu filigran. | | Muzeul Național al Literaturii Române, București       | Cimec    |
|      | Scrisoare datată „Duminică, 11/23 iulie 1899, Leipzig“, adresată de Ion A. Rădulescu lui Titu Maiorescu Autor: Scrisoarea a fost redactată de Ion A. Rădulescu. | Datare: 11/23 iulie 1899 Școală: Scrisoarea a fost redactată de Ion A. Rădulescu. Dimensiuni: (11,9 x 11,5 cm) Material: hârtie specifică fără filigran | | Muzeul Național al Literaturii Române, București       | Cimec    |
|      | Scrisoare datată „12/24 octombrie 1899, Leipzig“, adresată de Ion A. Rădulescu lui Titu Maiorescu Autor: Scrisoarea a fost redactată de Ion A. Rădulescu. | Datare: 12/24 octombrie 1899 Școală: Scrisoarea a fost redactată de Ion A. Rădulescu. Dimensiuni: (16,1 x 15,5 cm) Material: hârtie cu filigran | | Muzeul Național al Literaturii Române, București       | Cimec    |
|      | Scrisoare datată „Marți, 16/28 noiembrie 1899, Leipzig“, adresată de Ion A. Rădulescu lui Titu Maiorescu Autor: Scrisoarea a fost redactată de Ion A. Rădulescu. | Datare: 16/28 noiembrie 1899 Școală: Scrisoarea a fost redactată de Ion A. Rădulescu. Dimensiuni: (15,1 x 11,1 cm) Material: hârtie cu filigran | | Muzeul Național al Literaturii Române, București       | Cimec    |
|      | Scrisoare datată „Miercuri, 18/31 iulie 1901, Lipsca (Leipzig)“, adresată de Ion A. Rădulescu lui Titu Maiorescu Autor: Scrisoarea a fost redactată de Ion A. Rădulescu. | Datare: 18/31 iulie 1901 Școală: Scrisoarea a fost redactată de Ion A. Rădulescu. Dimensiuni: (17.8 x 11,5 cm) Material: hârtie cu filigran | | Muzeul Național al Literaturii Române, București       | Cimec    |
|      | Scrisoare datată „30 noiembrie 1906“, adresată de Ion A. Rădulescu lui Titu Maiorescu Autor: Scrisoarea a fost redactată de Ion A. Rădulescu. | Datare: 30 noiembrie 1906 Școală: Scrisoarea a fost redactată de Ion A. Rădulescu. Dimensiuni: (15 x 11.4 cm) Material: hârtie cu filigran | | Muzeul Național al Literaturii Române, București       | Cimec    |
|      | Scrisoare datată „14/26 decembrie 1899, Leipzig“, adresată de Ion A. Rădulescu lui Titu Maiorescu Autor: Scrisoarea a fost redactată de Ion A. Rădulescu. | Datare: 14/26 decembrie 1899 Școală: Scrisoarea a fost redactată de Ion A. Rădulescu. Dimensiuni: (14,7 x 11,2 cm) Material: hârtie cu filigran | | Muzeul Național al Literaturii Române, București       | Cimec    |
|      | Scrisoare datată „27 decembrie/8 ianuarie 1874, Pisa“, adresată de Vasile Conta lui Titu Maiorescu Autor: Scrisoarea a fost redactată de Vasile Conta. | Datare: 27 decembrie/8 ianuarie 1874 Școală: Scrisoarea a fost redactată de Vasile Conta. Dimensiuni: (21,1 x 13,7 cm) Material: hârtie specifică fără filigran | | Muzeul Național al Literaturii Române, București       | Cimec    |
|      | Scrisoare datată „1 octombrie 1874“, adresată lui Titu Maiorescu de Alexandru Lambrior Autor: Scrisoarea a fost redactată de A. Lambrior. | Datare: 1 octombrie 1874 Școală: Scrisoarea a fost redactată de A. Lambrior. Dimensiuni: (22,4 x 14,6 cm) Material: hârtie specifică fără filigran | | Muzeul Național al Literaturii Române, București       | Cimec    |
|      | Scrisoare nedatată, semnată Dimitrie Nanu și adresată lui Titu Maiorescu Autor: Scrisoarea a fost redactată de D. Nanu. | Datare: Primul deceniu al secolului al XX-lea (cel mai probabil 1907) Școală: Scrisoarea a fost redactată de D. Nanu Dimensiuni: (18,2 x 14,2 cm) Material: hârtie cu filigran | | Muzeul Național al Literaturii Române, București       | Cimec    |
|      | Scrisoare datată „Luni, 26 octombrie/ 7 noiembrie 1898, Leipzig“, adresată de Ion A. Rădulescu, Annei Maiorescu Autor: Scrisoarea a fost redactată de Ion A. Rădulescu. | Datare: 26 octombrie/ 7 noiembrie 1898 Școală: Scrisoarea a fost redactată de Ion A. Rădulescu. Dimensiuni: (21,5 x 13,4 cm) Material: hârtie specifică fără filigran | | Muzeul Național al Literaturii Române, București       | Cimec    |
|      | Scrisoare datată „6/18 noiembrie 1898, Leipzig“, adresată de Ion. A. Rădulescu, Annei Maiorescu Autor: Scrisoarea a fost redactată de Ion A. Rădulescu. | Datare: 6/18 noiembrie 1898 Școală: Scrisoarea a fost redactată de Ion A. Rădulescu. Dimensiuni: (13,8 x 11,5 cm) Material: hârtie specifică fără filigran | | Muzeul Național al Literaturii Române, București       | Cimec    |
|      | Scrisoare datată „12/24 februarie 1900, Leipzig“, adresată de Ion A. Rădulescu, Annei Maiorescu Autor: Scrisoarea a fost redactată de Ion A. Rădulescu. | Datare: 12/24 februarie 1900 Școală: Scrisoarea a fost redactată de Ion A. Rădulescu. Dimensiuni: (15 x 11,2 cm) Material: hârtie specifică fără filigran | | Muzeul Național al Literaturii Române, București       | Cimec    |
|      | Scrisoare datată „17/ 30 iulie 1900, Leipzig“, adresată de Ion. A. Rădulescu, Annei Maiorescu Autor: Scrisoarea a fost redactată de Ion A. Rădulescu. | Datare: 17/30 iulie 1900 Școală: Scrisoarea a fost redactată de Ion A. Rădulescu. Dimensiuni: (17,9 x 11,5 cm) Material: hârtie specifică fără filigran | | Muzeul Național al Literaturii Române, București       | Cimec    |
|      | Scrisoare datată „16/ 28 iunie 1896, Leipzig“, adresată de Ion A. Rădulescu, Annei Maiorescu Autor: Scrisoarea a fost redactată de Ion A. Rădulescu. | Datare: 16/28 iunie 1896 Școală: Scrisoarea a fost redactată de Ion A. Rădulescu. Dimensiuni: (18 x 11,5 cm) Material: hârtie specifică fără filigran | | Muzeul Național al Literaturii Române, București       | Cimec    |
|      | Scrisoare datată „11/23 aprilie 1899, Leipzig“, adresată de Ion. A. Rădulescu, Annei Maiorescu Autor: Scrisoarea a fost redactată de Ion A. Rădulescu. | Datare: 11/23 aprilie 1899 Școală: Scrisoarea a fost redactată de Ion A. Rădulescu. Dimensiuni: (11,9 x 11,7 cm) Material: hârtie specifică fără filigran | | Muzeul Național al Literaturii Române, București       | Cimec    |
|      | Scrisoare datată „Vineri, 25 iunie/7 iulie 1899, Leipzig“, adresată de Ion A. Rădulescu, Annei Maiorescu Autor: Scrisoarea a fost redactată de Ion A. Rădulescu. | Datare: 25 iunie/7 iulie 1899 Școală: Scrisoarea a fost redactată de Ion A. Rădulescu. Dimensiuni: (11,9 x 11,4 cm) Material: hârtie specifică fără filigran | | Muzeul Național al Literaturii Române, București       | Cimec    |
|      | Scrisoare datată „Duminică, 25 iulie/6 august 1899, Leipzig“, adresată de Ion A. Rădulescu, Annei Maiorescu Autor: Scrisoarea a fost redactată de Ion A. Rădulescu. | Datare: 25 iulie/6 august 1899 Școală: Scrisoarea a fost redactată de Ion A. Rădulescu. Dimensiuni: (11,9 x 11,6 cm) Material: hârtie specifică fără filigran | | Muzeul Național al Literaturii Române, București       | Cimec    |
|      | Chitanță a Societății Junimea, datată 1/ 13 decembrie 1866, Iași, completată și semnată de Titu Maiorescu, adresată lui Jacob Negruzzi Autor: Documentul a fost redactat de Titu Maiorescu | Datare: 1/13 decembrie 1866 Școală: Documentul a fost redactat de Titu Maiorescu Dimensiuni: (21 x 15,5 cm) Material: hârtie specifică fără filigran | | Muzeul Național al Literaturii Române, București       | Cimec    |
|      | Scrisoare datată „14 decembrie 1874“, adresată lui Costache Canela Ciorogârleanu de primarul comunei rurale Zilișteanca din plaiul Slănic Autor: Document redactat în cadrul Primăriei Zilișteanca | Datare: 14 decembrie 1874 Școală: Document redactat în cadrul Primăriei Zilișteanca. Dimensiuni: (33,4 x 20,9 cm) Material: hârtie specifică fără filigran | | Muzeul Național al Literaturii Române, București       | Cimec    |
|      | Carte de vizită a lui Nicolae Iorga, pe care este notat un mesaj adresat de acesta doctorului Iosif Dona Autor: Cartea de vizită a fost redactată de Nicolae Iorga. | Datare: Prima parte a secolului al XX-lea, înainte de 1917 Școală: Cartea de vizită a fost redactată de Nicolae Iorga. Dimensiuni: (5,8 x 9,1 cm) Material: hârtie-carton fără filigran | | Muzeul Național al Literaturii Române, București       | Cimec    |
|      | Carte de vizită a lui Nicolae Iorga, pe care este notat un mesaj adresat de acesta doctorului Iosif Dona Autor: Cartea de vizită a fost redactată de Nicolae Iorga. | Datare: Prima parte a secolului al XX-lea. Școală: Cartea de vizită a fost redactată de Nicolae Iorga. Dimensiuni: (5,8 x 9,2 cm) Material: hârtie-carton fără filigran | | Muzeul Național al Literaturii Române, București       | Cimec    |
|      | Carte de vizită a lui Nicolae Iorga, pe care este notat un mesaj adresat de acesta lui Vasile G. Morțun Autor: Cartea de vizită a fost redactată de Nicolae Iorga. | Datare: Prima parte a secolului al XX-lea, ante 1912 Școală: Cartea de vizită a fost redactată de Nicolae Iorga. Dimensiuni: (5,8 x 9 cm) Material: hârtie-carton fără filigran | | Muzeul Național al Literaturii Române, București       | Cimec    |
|      | Carte de vizită a lui Nicolae Iorga, pe care este notat un mesaj adresat de acesta lui Spiru C. Haret. Autor: Cartea de vizită a fost redactată de Nicolae Iorga. | Datare: Prima parte a secolului al XX-lea, ante 1912 Școală: Cartea de vizită a fost redactată de Nicolae Iorga. Dimensiuni: (5,8 x 9,1 cm) Material: hârtie-carton fără filigran | | Muzeul Național al Literaturii Române, București       | Cimec    |
|      | Telegramă trimisă de Nicolae Iorga, pe 27 martie 1924, profesorului Vasile Bogrea, internat la Clinica Medicală din Cluj. Autor: Telegrama a fost redactată la Telegraful Central din Cluj, de către Ferenczy Rǒzsl, pe două benzi telegrafice, după un text dictat de Nicolae Iorga de la Telegraful Central din București | Datare: 27 martie 1924 Școală: Telegrama a fost redactată la Telegraful Central din Cluj, de către Ferenczy Rǒzsl, pe două benzi telegrafice, după un text dictat de Nicolae Iorga de la Telegraful Central din București. Dimensiuni: (16,7 x 23,5 cm) Material: hârtie fără filigran                                      | | Muzeul Național al Literaturii Române, București       | Cimec    |
|      | Scrisoare datată „30 octombrie 1926”, adresată de Nicolae Iorga Filomelei Pojoga. Autor: Scrisoarea a fost redactată de Nicolae Iorga. | Datare: 30 octombrie 1926 Școală: Scrisoarea a fost redactată de Nicolae Iorga. Dimensiuni: (17,5 x 11,3 cm) Material: hârtie cu filigran | | Muzeul Național al Literaturii Române, București       | Cimec    |
|      | Scrisoare datată „13 februarie 1908”, adresată de Nicolae Iorga colonelului Petre Frunză. Autor: Scrisoarea a fost redactată de Nicolae Iorga. | Datare: 13 februarie 1908 Școală: Scrisoarea a fost redactată de Nicolae Iorga. Dimensiuni: (17,8 x 11,2 cm) Material: hârtie cu filigran | | Muzeul Național al Literaturii Române, București       | Cimec    |
|      | Scrisoare datată „24 decembrie 1926”, adresată de Nicolae Iorga lui I. M. Rașcu. Autor: Scrisoarea a fost redactată de Nicolae Iorga. | Datare: 24 decembrie 1926 Școală: Scrisoarea a fost redactată de Nicolae Iorga. Dimensiuni: (17,5 x 11 cm) Material: hârtie fără filigran | | Muzeul Național al Literaturii Române, București       | Cimec    |
|      | Programul cursurilor universitare ale lui N. Iorga 2 noiembrie 1912 - 7 iunie 1913 Autor: Broșura a fost redactată de Universitatea București. | Datare: 2 noiembrie 1912 - 7 iunie 1913 Școală: Tipărită sub patronajul Universității București Dimensiuni: (24,2 x 16,3 cm) Material: hârtie fără filigran | | Muzeul Național al Literaturii Române, București       | Cimec    |
|      | Scrisoare datată „5 iulie 1933”, adresată de Nicolae Iorga Constanței Marino-Moscu. Autor: Scrisoarea a fost redactată de Nicolae Iorga. | Datare: 5 iulie 1933 Școală: Scrisoarea a fost redactată de Nicolae Iorga. Dimensiuni: (20,4 x 12,8 cm) Material: hârtie fără filigran | | Muzeul Național al Literaturii Române, București       | Cimec    |
|      | Scrisoare datată „24 august 1924, Vălenii de Munte”, adresată de Nicolae Iorga Constanței Marino-Moscu. Autor: Scrisoarea a fost redactată de Nicolae Iorga. | Datare: 24 august 1924 Școală: Scrisoarea a fost redactată de Nicolae Iorga. Dimensiuni: (20 x 12,7 cm) Material: hârtie cu filigran | | Muzeul Național al Literaturii Române, București       | Cimec    |
|      | Înștiințare despre sărbătorile anului | Datare: 1787 Școală: Tipografia de la Blaj Dimensiuni: 33 x 21,5 cm | | Colecții particulare, București                        | Cimec    |
|      | Breviarium Juris Transsilvanici | Datare: 1800 Dimensiuni: 18,5 x 11 cm | | Colecții particulare, București                        | Cimec    |
|      | Decretum cu diferite rânduieli | Datare: [1787] Școală: Tipografia lui Petru Bart din Sibiu Dimensiuni: 35,5 x 23 cm | | Colecții particulare, București                        | Cimec    |
|      | Legiuirea lui Caragea | Datare: 1818 Dimensiuni: 30 x 21,5 cm | | Colecții particulare, București                        | Cimec    |
|      | Ordo Judiciarius pro omnibus tribunalis, et Foris Judiciariis M. Transilvaniae | Datare: 1786 Școală: tipografia lui Johann Thomas Trattner Dimensiuni: 19 x 12 cm | | Colecții particulare, București                        | Cimec    |
|      | Proces verbal cuprinzând principiile de organizare și funcționare ale Societății Chineze, fondată de B.P. Hașdeu (1866) Autor: Documentul a fost redactat și semnat de opt membri ai Societății Chineze, în frunte cu fondatorul B.P. Hașdeu | Datare: 18966 Școală: Documentul a fost redactat și semnat de opt membri ai Societății Chineze, în frunte cu fondatorul B. P. Hașdeu. Dimensiuni: 33,5 x 21 cm Material: Hârtie specifică fără filigran. | | Muzeul Național al Literaturii Române, București       | Cimec    |
|      | Înștiințare a Comisiei Guberniale Științifice a Arhivelor din Basarabia, catre B. P. Hașdeu, prin care i se prezintă acestuia primele doua volume ale lucrarilor Comisiei, 6 octombrie 1902, Chișinău Autor: Documentul a fost redactat în cadrul Comisiei Guberniale Științifice a Arhivelor din Basarabia și semnat de directorul Ion Halippa                                                                                       | Datare: 6 octombrie 1902 Școală: Documentul a fost redactat în cadrul Comisiei Guberniale Științifice a Arhivelor din Basarabia și semnat de directorul Ion Halippa. Dimensiuni: 33,5 x 22 cm Material: Hârtie specifică fără filigran.                                                                                     | | Muzeul Național al Literaturii Române, București       | Cimec    |
|      | Ucaz de danie acordat de țarul Alexandru Nicolaevici, stăpânul a toată Rusia, lui B.P. Hașdeu, prin care beneficiarul primește doi cai de poștă. Chișinău, 4 septembrie 1860 Autor: Documentul a fost redactat în cadrul Cancelariei imperiale a „Guvernământului Basarabiei“ | Datare: 4 septembrie 1860 Școală: Documentul a fost redactat în cadrul Cancelariei imperiale a „Guvernământului Basarabiei“, respectiv a guvernatorului militar. Dimensiuni: 35 x 23,5 cm Material: Hârtie cu filigran. | | Muzeul Național al Literaturii Române, București       | Cimec    |
|      | Ucaz al țarului Alexandru Nicolaevici, stăpânul a toată Rusia, prin care îi acordă lui B.P. Hașdeu pașaport de intrare în Basarabia. Chișinău, 3 septembrie 1860 Autor: Documentul a fost redactat în cadrul Cancelariei imperiale a „Guvernământului Basarabiei“ | Datare: 3 septembrie 1860 Școală: Documentul a fost redactat în cadrul Cancelariei imperiale a „Guvernământului Basarabiei“ Dimensiuni: 43,5 x 28,5 cm Material: Hârtie specifică fără filigran. | | Muzeul Național al Literaturii Române, București       | Cimec    |
|      | Institutul Imperial de Arheologie din Rusia îi acordă lui B.P. Hașdeu medalie pentru merite în activitatea depusă, 28 februarie 1887 Autor: Documentul a fost redactat în cadrul Institutului Imperial de Arheologie din Rusia din Sankt Petersburg | Datare: 28 februarie 1887 Școală: Documentul a fost redactat în cadrul Institutului Imperial de Arheologie din Rusia. Dimensiuni: 35,8 x 43 cm Material: Hârtie specifică fără filigran. | | Muzeul Național al Literaturii Române, București       | Cimec    |
|      | Scrisoare de felicitare cu ocazia Anului Nou, primită de B.P. Hașdeu din partea societății culturale albaneze „Drita“ Autor: Documentul a fost redactat în cadrul societății albaneze „Drita“ | Datare: 1 ianuarie 1905 Școală: Documentul a fost redactat în cadrul societății albaneze „Drita“ și semnat de președintele N.N. Nacio. Dimensiuni: 34 x 21 cm Material: Hârtie cu filigran. | | Muzeul Național al Literaturii Române, București       | Cimec    |
|      | Copie autentificată după actul (Jurnal) prin care B.P. Hașdeu solicita să intre în posesia averii rămase de pe urma morții soției sale, 28 octombrie 1902 Autor: Actul a fost redactat de către „Judecătoria Ocolului Câmpina“, fiind semnat de către Judecătorul M. Demetrescu și grefierul Provinceanu | Datare: 28 octombrie 1902 Școală: Documentul a fost redactat de către „Judecătoria Ocolului Câmpina“, în speță comisia judecătorească de inventariere și predare a averii soției decedate al lui B.P. Hașdeu (judecătorul M. Demetrescu și grefierul Provinceanu). Dimensiuni: 34,7 x 20,8 cm Material: Hârtie cu filigran. | | Muzeul Național al Literaturii Române, București       | Cimec    |
|      | Înregistrarea decesului lui Iane, ginerele lui Ion Gârbăcică, extrasă din condica de morți a Bisericii „Sf. Voievozi“ din Câmpina pe anul 1861 Autor: Actul a fost redactat în cadrul „Primăriei Comunei Urbane Câmpina“ | Datare: 21 noiembrie 1893 Școală: Actul a fost redactat în cadrul „Primăriei Comunei Urbane Câmpina“, după condica „de Morți“ a Bisericii „Sf. Voievozi“ pe anul 1861. Este semnat de primarul A. Carcalechi și de secretarul I. Davidescu. Dimensiuni: 34,9 x 21 cm Material: Hârtie cu filigran.                          | | Muzeul Național al Literaturii Române, București       | Cimec    |
|      | Scrisoare adresată de Sever Zotta unui descendent al familiei lui B.P. Hașdeu Autor: Actul a fost scris de arhivistul Sever Zotta, de la Arhivele Statului din Iași | Datare: 31 august 1937 Școală: Actul a fost scris de Sever Zotta, de la Arhivele Statului din Iași. Dimensiuni: 27,2 x 21 cm Material: Hârtie cu filigran. | | Muzeul Național al Literaturii Române, București       | Cimec    |
|      | Copie a unei liste cu documentele și obiectele descoperite în lada pitarului Dincă Canella după moartea sa. Moartea acestuia s-a produs în anul 1856, iar copia a fost făcută în anul 1875 Autor: Document redactat de Grefa Tribunalului Buzău | Datare: 22 noiembrie 1875 Școală: Copia listei originale din 17 mai 1856 a fost redactată de funcționarii Grefei Tribunalului Buzău la data de 22 noiembrie 1875. Dimensiuni: 34,5 x 21 cm Material: Hârtie specifică fără filigran.                                                                                        | | Muzeul Național al Literaturii Române, București       | Cimec    |
|      | Penticostarion. Ce cuprinde întru sine slujba ce i să cuvine. Acum întracest așa chip Tipărit, întru întâia Domnie, a mării sale prea luminatului, și prea înălțatului, Domnului nostru... Io Alexandru Ioan Ipsilant V[o]i[e]v[od] Autor: Editorul cărții de cult este mitropolitul Grigorie al Țării Românești | Datare: 1782 Școală: În tipografia Mitropoliei din București „de Stanciul Popovici“. Dimensiuni: 31 x 21,5 cm Material: Hârtie cu filigran. | | Muzeul Național al Literaturii Române, București       | Cimec    |
|      | Telegramă datată „22 aprilie 1877“, expediată de Titu Maiorescu domnului Frangulea din Iași Autor: Telegrama a fost redactată de Titu Maiorescu | Datare: 22 aprilie 1877 Școală: Telegrama a fost redactată de Titu Maiorescu. Dimensiuni: (26,9 x 20,7 cm) Material: hârtie specifică fără filigran | | Muzeul Național al Literaturii Române, București       | Cimec    |
|      | Telegramă nedatată, expediată de Titu Maiorescu, Ministru al Cultelor și Instrucțiunii Publice, lui Samson Bodnărescu, directorul Școlii Normale din Iași Autor: Telegrama a fost redactată de Titu Maiorescu | Datare: [aprilie 1874 - ianuarie 1876] Școală: Telegrama a fost redactată de Titu Maiorescu. Dimensiuni: (26,1 x 21,2 cm) Material: hârtie specifică fără filigran | | Muzeul Național al Literaturii Române, București       | Cimec    |
|      | Filă pe care Titu Maiorescu a notat un itinerar montan în Elveția Autor: Documentul a fost redactat de Titu Maiorescu | Datare: [1890 – 1899] Școală: Documentul a fost redactat de Titu Maiorescu. Dimensiuni: (22,2 x 15,2 cm) Material: hârtie specifică fără filigran | | Muzeul Național al Literaturii Române, București       | Cimec    |
|      | Scrisoare nedatată, cel mai probabil în anul 1885, (apar doar ziua și luna, „marți 5/17 februarie“), adresată de Titu Maiorescu unei doamne (probabil Paulina Ghionis) Autor: Scrisoarea a fost redactată de Titu Maiorescu | Datare: marți 5/17 februarie [1885] Școală: Scrisoarea a fost redactată de Titu Maiorescu. Dimensiuni: (20 x 12,5 cm) Material: hârtie cu filigran | | Muzeul Național al Literaturii Române, București       | Cimec    |
|      | Scrisoare cu destinatar necunoscut, datată „21 martie 1895, București“ și semnată de Titu Maiorescu Autor: Scrisoarea a fost redactată de Titu Maiorescu | Datare: 21 martie 1895 Școală: Scrisoarea a fost redactată de Titu Maiorescu. Dimensiuni: (20 x 13,5 cm) Material: hârtie specifică fără filigran | | Muzeul Național al Literaturii Române, București       | Cimec    |
|      | Scrisoare datată „6 noiembrie 1928, Brașov“, adresată de I. Negoiu lui Vasile Kogălniceanu Autor: Scrisoarea a fost redactată de directorul Liceului „Andrei Șaguna“ din Brașov, I. Negoiu | Datare: 6 noiembrie 1928 Școală: Scrisoarea a fost redactată de directorul Liceului „Andrei Șaguna“ din Brașov, I. Negoiu. Dimensiuni: (33,9 x 21,4 cm) Material: hârtie specifică fără filigran | | Muzeul Național al Literaturii Române, București       | Cimec    |
|      | Scrisoare datată „Paris, 25 martie“ (1882), trimisă de Mihail Pherekyde, ministrul plenipotențiar al României la Paris, lui Eugeniu Stătescu, Ministrul de Externe al României Autor: Scrisoarea a fost redactată de Mihail Pherekyde | Datare: 25 martie 1882 Școală: Scrisoarea a fost redactată de M. Pherekyde. Dimensiuni: 33,7 x 21,3 cm Material: Hârtie cu filigran. | | Muzeul Național al Literaturii Române, București       | Cimec    |
|      | Scrisoare datată „19 octombrie 1881, Paris, Hotel Scribe“, adresată de Mihail Pherekyde, ministrul plenipotențiar al României în Franța, lui Eugeniu Stătescu, Ministrul de Externe al României Autor: Scrisoarea a fost redactată de Mihail Pherekyde | Datare: 19 octombrie 1881 Școală: Scrisoarea a fost redactată de M. Pherekyde. Dimensiuni: 17,6 x 11,3 cm Material: Hârtie cu filigran. | | Muzeul Național al Literaturii Române, București       | Cimec    |
|      | Scrisoare datată „4 noiembrie 1881, Paris“, adresată de Emil I. Ghica, prim secretar al Legației României din Paris, lui Eugeniu Stătescu, Ministrul de Externe al României Autor: Scrisoarea a fost redactată de Emil I. Ghica | Datare: 4 noiembrie 1881 Școală: Scrisoarea a fost redactată de Emil I. Ghica Dimensiuni: 20,7 x 16,2 cm Material: Hârtie cu filigran. | | Muzeul Național al Literaturii Române, București       | Cimec    |
|      | Scrisoare datată „9 noiembrie 1881, Viena“, adresată de Ion Bălăceanu, ministru plenipotențiar al României în Austro-Ungaria, lui Eugeniu Stătescu, ministrul de externe al României Autor: Scrisoarea a fost redactată de Ion Bălăceanu | Datare: 9 noiembrie 1881 Școală: Scrisoarea a fost redactată de Ion Bălăceanu. Dimensiuni: 20,3 x 12,6 cm Material: Hârtie cu filigran. | | Muzeul Național al Literaturii Române, București       | Cimec    |
|      | Scrisoare datată „27 februarie 1873“, adresată lui Mihail Kogălniceanu de Teodor Boldur-Lățescu, prefectul județului Bolgrad Autor: Scrisoarea a fost redactată de Teodor Boldur-Lățescu, prefectul județului Bolgrad | Datare: 27 februarie 1873 Școală: Scrisoarea a fost redactată de Teodor Boldur-Lățescu, prefectul județului Bolgrad Dimensiuni: 29,1 x 22,9 cm Material: Hârtie specifică fără filigran. | | Muzeul Național al Literaturii Române, București       | Cimec    |
|      | Scrisoare datată „14 august 1881, Mondsee, Villa Winter“, adresată de Ion Bălăceanu, ministru plenipotențiar al României în Austro-Ungaria, lui Eugeniu Stătescu, ministrul de externe al României Autor: Scrisoarea a fost redactată de Ion Bălăceanu | Datare: 14 august 1881 Școală: Scrisoarea a fost redactată de Ion Bălăceanu. Dimensiuni: 20,2 x 12,6 cm Material: Hârtie cu filigran. | | Muzeul Național al Literaturii Române, București       | Cimec    |
|      | Scrisoare datată „9 noiembrie 1893, Salonique“, adresată de Coco (Constantin) Kogălniceanu fratelui său, Vasile Kogălniceanu Autor: Scrisoarea a fost redactată de Coco (Constantin) Kogălniceanu | Datare: 9 noiembrie 1893 Școală: Scrisoarea a fost redactată de Coco (Constantin) Kogălniceanu Dimensiuni: 20 x 12,6 cm Material: Hârtie specifică fără filigran. | | Muzeul Național al Literaturii Române, București       | Cimec    |
|      | Scrisoare datată „2 noiembrie 1893, Salonique“, adresată de Coco (Constantin) Kogălniceanu fratelui său, Vasile Kogălniceanu Autor: Scrisoarea a fost redactată de Coco (Constantin) Kogălniceanu | Datare: 2 noiembrie 1893 Școală: Scrisoarea a fost redactată de Coco (Constantin) Kogălniceanu Dimensiuni: 20 x 12,5 cm Material: Hârtie specifică fără filigran. | | Muzeul Național al Literaturii Române, București       | Cimec    |
|      | Scrisoare datată „8 noiembrie 1893“, adresată de Vasile Kogălniceanu fratelui său Coco (Constantin) Kogălniceanu Autor: Scrisoarea a fost redactată de Vasile Kogălniceanu | Datare: 8 noiembrie 1893 Școală: Scrisoarea a fost redactată de Vasile Kogălniceanu Dimensiuni: 34,7 x 21 cm Material: Hârtie specifică fără filigran. | | Muzeul Național al Literaturii Române, București       | Cimec    |
|      | Scrisoare datată „26 februarie/10 martie 1881, București“, adresată de ministrul de externe al României, Vasile Boerescu, miniștrilor plenipotențiari ai României Autor: Scrisoarea a fost redactată în cadrul Ministerului de Externe al României | Datare: 26 februarie/10 martie 1881 Școală: Scrisoarea a fost redactată în cadrul Ministerului de Externe al României. Dimensiuni: 33,9 x 21,2 cm Material: Hârtie cu filigran. | | Muzeul Național al Literaturii Române, București       | Cimec    |
|      | Circulară datată „12/24 iunie 1881, București“, adresată de Ministrul de Externe al României, Eugeniu Stătescu, trimișilor români în străinătate Autor: Scrisoarea a fost redactată în cadrul Ministerului de Externe al României | Datare: 12/24 iunie 1881 Școală: Scrisoarea a fost redactată în cadrul Ministerului de Externe al României. Dimensiuni: 33,9 x 21,1 cm Material: Hârtie cu filigran. | | Muzeul Național al Literaturii Române, București       | Cimec    |
|      | Fragment dintr-o scrisoare adresată lui Mihail Kogălniceanu de Gheorghe Mârzescu (redactată în ultimii ani de viață ai lui Mihail Kogălniceanu) Autor: Scrisoarea a fost redactată de Gheorghe Mârzescu | Școală: Scrisoarea a fost redactată de Gheorghe Mârzescu. Dimensiuni: 20,1 x 12,5 cm Material: Hârtie specifică fără filigran. | | Muzeul Național al Literaturii Române, București       | Cimec    |
|      | Statutele Societăței Centrale Române de Arme, Gimnastică și Dare la Semn, București, 1878 Autor: Broșura are la bază dispozițiile și regulamentele votate în Adunarea Generală ale Societății din data de 2/14 februarie 1869 | Datare: 1878 Școală: Tipografia Dorothea P. Cucu, Str. Lipscani, 8. Dimensiuni: 23 x 16,8 cm Material: hârtie specifică fără filigran | | Muzeul Sportului din România, București                | Cimec    |
|      | Statutele Societăței de Dare la Semnu „Bucuresci“ Autor: Broșura are la bază dispozițiile și regulamentele votate în Adunarea Generală, convocată de Consiliul Societății din data de 5/17 mai 1862 | Datare: 1874 Școală: Tipografia Thiel & Weiss, Str. Lipscani, 11-13. Dimensiuni: 19,7 x 12,5 cm Material: hârtie specifică fără filigran | | Muzeul Sportului din România, București                | Cimec    |
|      | Gimnasticul român, Buletinul Federațiunii Societăților Române de Gimnastică, Arme și Dare la Semn, Nr. 1 Autor: Periodicul sportiv este editat de un Comitet de redacție, prezidat de P. V. Năsturel | Datare: 1907 Școală: Tipografia Ghiță I. Nicolaevici, Strada Belvedere, 6, București. Dimensiuni: 23,5 x 15,8 cm Material: hârtie specifică fără filigran | | Muzeul Sportului din România, București                | Cimec    |
|      | Gimnasticul român, Buletinul Federațiunii Societăților Române de Gimnastică, Arme și Dare la Semn, Anul II, Nr. 8 -10 (Seria II) Autor: Periodicul sportiv este editat de un Comitet de redacție, prezidat de P. V. Năsturel | Datare: aprilie-iunie 1909 Școală: Tipografia Ghiță I. Nicolaevici, Strada Belvedere, 6, București. Dimensiuni: 23,2 x 15,8 cm Material: hârtie specifică fără filigran | | Muzeul Sportului din România, București                | Cimec    |
|      | Gimnastica. Influențele exercițiilor fisice asupra diferitelor funcțiuni vitale. Noțiuni elementare. Gimnastica în raport cu vârsta, sexul, temperamentul, profesia și constituția. Jocuri. Autor: Autorii cărții sunt N. Velescu, N. Dumitrescu-Țăranu, membrii ai Societăților Române de Gimnastică, Arme și Dare la Semn | Datare: 1899 Școală: Tipografia „Modernă”, Gregorie Luis, Str. Academiei, 14, 1899. Dimensiuni: 25 x 17,2 cm Material: hârtie specifică fără filigran | | Muzeul Sportului din România, București                | Cimec    |
|      | Societatea Hipică Dobrogeană. Registrul istoric (25 aprilie 1926 – 20 august 1939). Autor: Registrul istoric a început a fi întocmit, în cadrul Societății Hipice Dobrogene, sub îngrijirea col. I. Goruneanu, cmd. Regimentului 9 Călărași „Regina Maria a Iugoslaviei‟ și căp. Stoian Vasile din același regiment, în Constanța, la 1 octombrie 1935.                                                                               | Școală: Registrul istoric a fost întocmit în cadrul Societății Hipice Dobrogene, manuscris. Dimensiuni: 44,5 x 32 cm Material: hârtie specifică fără filigran | | Muzeul Sportului din România, București                | Cimec    |
|      | Psaltirea Prorocului și Împăratului David. Acum întracestași Chip Tipărită în Zilele prea Luminatului Domn Io Alexandru Ipsilant Voievod. Autor: Editată de ierarhul Chesarie, episcopul Râmnicului | Datare: 1779 Școală: A fost tipărită în episcopia Râmnicului de părintele tipograf Costandin Atanasievici Dimensiuni: 20,3 x 16,2 cm Material: hârtie cu filigran | | Muzeul Național al Literaturii Române, București       | Cimec    |
|      | Îndreptarea Legiei cu Dumnezeu care are toata judecata arhiereasca și împărateasca de toate vinele preoțești și mirenești. Pravila a sfinților apostoli, a celor șapte soboare și toate cele nemeastnice Autor: Ediție îngrijită de Nicolae Blaremberg și Gheorghe Missail | Datare: 1871 Școală: A fost tipărită în București: „Typographia curții [Lucrători associați] passagiul român, No. 12“. Dimensiuni: 28,3 x 22 cm Material: hârtie specifică fără filigran | | Muzeul Național al Literaturii Române, București       | Cimec    |
|      | Scrisoare trimisă de Ion Heliade Rădulescu, din Viena, pe 20 octombrie 1846, soției sale, Maria, aflată la București Autor: Ion Heliade Rădulescu | Datare: 20 octombrie 1846 Școală: Documentul a fost scris de Ion Heliade Rădulescu Dimensiuni: 27,4 x 22 cm Material: hârtie specifică fără filigran | | Muzeul Național al Literaturii Române, București       | Cimec    |
|      | Scrisoare trimisă de Ion Heliade Rădulescu, din Viena, pe 29 noiembrie 1846, soției sale, Maria, aflată la București Autor: Ion Heliade Rădulescu | Datare: 29 noembrie 1846 Școală: Documentul a fost scris de Ion Heliade Rădulescu Dimensiuni: 27,5 x 22 cm Material: hârtie specifică fără filigran | | Muzeul Național al Literaturii Române, București       | Cimec    |
|      | Scrisoare trimisă de Ion Heliade Rădulescu, din Pesta, pe 2 decembrie 1846, soției sale, Maria, aflată la București Autor: Ion Heliade Rădulescu | Datare: 2 decembrie 1846 Școală: Documentul a fost scris de Ion Heliade Rădulescu Dimensiuni: 27,3 x 21,9 cm Material: hârtie specifică fără filigran | | Muzeul Național al Literaturii Române, București       | Cimec    |
|      | Scrisoare trimisă pe 8/20 noiembrie 1845 de S. Andronic doamnei Eliade (mama lui Ion Heliade Rădulescu), aflată la Viena Autor: Scrisoarea-document a fost redactată de S. Andronic | Datare: 8/20 noiembrie 1845 Școală: Documentul a fost scris de S. Andronic Dimensiuni: 26,4 x 21,1 cm Material: hârtie specifică fără filigran | | Muzeul Național al Literaturii Române, București       | Cimec    |
|      | „Monitorul Român”, Nr. 1, 19 iunie 1848, București Autor: Guvernul provizoriu revoluționar de la 1848 din Țara Românească | Datare: 19 iunie 1848 Școală: În tipografia lui C.A. Rosetti și E. Winterhalter Dimensiuni: 42,2 x 27,5 cm Material: hârtie specifică fără filigran | | Muzeul Național al Literaturii Române, București       | Cimec    |
|      | Proclamația adresată poporului de Alexandru Ioan Cuza pe 2 mai 1864 Autor: Alexandru Ioan Cuza | Datare: 2 mai 1864 Dimensiuni: 48,6 x 38 cm Material: hârtie specifică fără filigran | | Muzeul Național al Literaturii Române, București       | Cimec    |
|      | Mărgăritare, adecă cuvinte de multe fealuri A celui dintru Sfinți Părintele nostru, IOANU ARCHIEPISCOPULU Țarigradului Zlatoust. Și ale altor Sfinți Părinți, de mulți Dascăli tălmăcite. Autor: Autorul cărții este Ioan Zlatoust (Gură de Aur). Editorul cărții este mitropolitul Neofit (Criteanul/Cretanul). | Datare: 1746 Școală: Tipărită în tipografia mitropoliei din București de către preotul tipograf Stoica Iacovici Dimensiuni: 28,2 x 20 cm Material: hârtie cu filigran | | Muzeul Național al Literaturii Române, București       | Cimec    |
|      | Adresă din partea Ministerului Dreptății al Moldovei prin care lui B.P Hașdeu i se comunică numirea ca membru al Judecătoriei Cahul (8 martie 1858) Autor: Actul a fost redactat în cadrul „Ministerului Dreptăței”, Secția I | Datare: 8 martie 1858 Școală: Actul a fost redactat în cadrul „Ministerului Dreptăței”, Secția I. Dimensiuni: 33,9 x 20,8 cm Material: Hârtie specifică fără filigran. | | Muzeul Național al Literaturii Române, București       | Cimec    |
|      | Scrisoare de la Titu Maiorescu, Ministrul Cultelor și Instrucțiunii Publice, către B. P. Hașdeu, căruia îi propune ținerea unui curs extraordinar la Universitatea din București (7 septembrie 1874) Autor: Documentul a fost redactat în cadrul Ministerului Cultelor și Instrucțiunii Publice | Datare: 7 septembrie 1874 Școală: Documentul a fost redactat în cadrul Ministerului Cultelor și Instrucțiunii Publice. Semnează ministrul Titu Maoirescu. Dimensiuni: 34, 2 x 21 cm Material: Hârtie specifică fără filigran.                                                                                               | | Muzeul Național al Literaturii Române, București       | Cimec    |
|      | Adresă semnată de Titu Maiorescu, Ministrul Cultelor și Instrucțiunii Publice, prin care B. P. Hașdeu este anunțat că nu i-a fost aprobată cererea privind continuarea cursului de filologie comparată ținut la Universitatea București (1 septembrie 1875) Autor: Documentul a fost redactat în cadrul Ministerului Cultelor și Instrucțiunii Publice                                                                                | Datare: 1 septembrie 1875 Școală: Documentul a fost redactat în cadrul Ministerului Cultelor și Instrucțiunii Publice. Semnează ministrul Titu Maoirescu. Dimensiuni: 33,9 x 20,8 cm Material: Hârtie specifică fără filigran.                                                                                              | | Muzeul Național al Literaturii Române, București       | Cimec    |
|      | Adresă din partea Ministerului Cultelor și Instrucțiunii Publice, prin care lui B.P. Hașdeu i se comunică remiterea diplomei pentru medalia „Bene Merenti“, acordată de principele Carol (12 mai 1876) Autor: Documentul a fost redactat în cadrul Ministerului Cultelor și Instrucțiunii Publice | Datare: 12 mai 1876 Școală: Documentul a fost redactat în cadrul Ministerului Cultelor și Instrucțiunii Publice. Semnează pentru ministru G. Chițu și D. Ghidionescu. Dimensiuni: 34,2 x 21 cm Material: Hârtie specifică fără filigran.                                                                                    | | Muzeul Național al Literaturii Române, București       | Cimec    |
|      | Scrisoare de la G. Chițu, Ministrul Cultelor și Instrucțiunii Publice, către B. P. Hașdeu, pe care îl roagă să reia cursul gratuit de filologie comparată ținut la Universitatea București (31 mai 1876) Autor: Documentul a fost redactat în cadrul Ministerului Cultelor și Instrucțiunii Publice | Datare: 31 mai 1876 Școală: Documentul a fost redactat în cadrul Ministerului Cultelor și Instrucțiunii Publice. Semnează ministrul G. Chițu. Dimensiuni: 34,2 x 21 cm Material: Hârtie specifică fără filigran. | | Muzeul Național al Literaturii Române, București       | Cimec    |
|      | Scrisoare adresată de Mihail Kogălniceanu fiului său, Ioan, datată „30 septembrie 1888, Iași” Autor: Scrisoarea a fost redactată de M. Kogălniceanu | Datare: 30 septembrie 1888 Școală: Scrisoarea a fost redactată de M. Kogălniceanu Dimensiuni: 34 x 20,2 cm Material: hârtie specifică fără filigran | | Muzeul Național al Literaturii Române, București       | Cimec    |
|      | Scrisoare trimisă de Mihail Kogălniceanu fiicei sale Lucia, aflată la studii în Dresda, datată „24 februarie/ 8 martie 1868, București“ Autor: Scrisoarea a fost redactată de M. Kogălniceanu | Datare: 24 februarie/ 8 martie 1868 Școală: Scrisoarea a fost redactată de M. Kogălniceanu Dimensiuni: 20,3 x 13,2 cm Material: hârtie specifică fără filigran | | Muzeul Național al Literaturii Române, București       | Cimec    |
|      | Scrisoarea lui Mihail Pherekyde, ministrul Justiției, către Eugeniu Stătescu, ministrul Afacerilor Străine, datată 19 octombrie 1881, Paris Autor: Scrisoarea a fost redactată de Mihail Pherekyde | Datare: 19 octombrie 1881 Școală: Scrisoarea a fost redactată de Mihail Pherekyde Dimensiuni: 17,5 x 11,5 cm Material: hârtie cu filigran | | Muzeul Național al Literaturii Române, București       | Cimec    |
|      | Scrisoare trimisă de generalul E. Pencovici, comisarul României în cadrul Comisiei Europene a Dunării, lui Mihail Kogălniceanu, ministrul de externe al României, datată „9 septembrie 1881, Galați“ Autor: Scrisoarea a fost redactată de generalul E. Pencovici | Datare: 9 septembrie 1881 Școală: Scrisoarea a fost redactată de generalul E. Pencovici Dimensiuni: 26,8 x 20,9 cm Material: hârtie specifică fără filigran | | Muzeul Național al Literaturii Române, București       | Cimec    |
|      | Scrisoare trimisă de George Mârzescu lui Mihail Kogălniceanu, nedatată [probabil 1878 toamna] Autor: Scrisoarea a fost redactată de generalul George Mârzescu | Datare: [1878] Școală: Scrisoarea a fost redactată de generalul George Mârzescu Dimensiuni: 19,3 x 12,1 cm Material: hârtie cu filigran | | Muzeul Național al Literaturii Române, București       | Cimec    |
|      | Scrisoare trimisă de George Mârzescu lui Mihail Kogălniceanu, nedatată [probabil 1877] Autor: Scrisoarea a fost redactată de generalul George Mârzescu | Datare: [1877] Școală: Scrisoarea a fost redactată de generalul George Mârzescu Dimensiuni: 19,5 x 12,5 cm Material: hârtie cu filigran | | Muzeul Național al Literaturii Române, București       | Cimec    |
|      | Scrisoare adresată de Mihail Kogălniceanu fiului său, Ioan, datată „1 aprilie 1887, București” Autor: Scrisoarea a fost redactată de M. Kogălniceanu | Datare: 1 aprilie 1887 Școală: Scrisoarea a fost redactată de M. Kogălniceanu Dimensiuni: 17,7 x 11,4 cm Material: hârtie cu filigran | | Muzeul Național al Literaturii Române, București       | Cimec    |
|      | Scrisoare adresată de Mihail Kogălniceanu fiului său, Ioan, datată „26 februarie 1887, București” Autor: Scrisoarea a fost redactată de M. Kogălniceanu | Datare: 26 februarie 1887 Școală: Scrisoarea a fost redactată de M. Kogălniceanu Dimensiuni: 33,8 x 20,9 cm Material: hârtie specifică fără filigran | | Muzeul Național al Literaturii Române, București       | Cimec    |
|      | Scrisoare cu plic trimisă de Mihai Kogălniceanu fiicei sale, Maria George Hermeziu, datată „10 ianuarie 1885, Iași“ Autor: Scrisoarea a fost redactată de M. Kogălniceanu | Datare: 10 ianuarie 1885 Școală: Scrisoarea a fost redactată de M. Kogălniceanu Dimensiuni: 20 x 12,6 cm Material: hârtie specifică fără filigran | | Muzeul Național al Literaturii Române, București       | Cimec    |
|      | Scrisoare adresată de Mihail Kogălniceanu fiului său, Ioan, datată „27 iunie 1887, București” Autor: Scrisoarea a fost redactată de M. Kogălniceanu | Datare: 27 iunie 1887 Școală: Scrisoarea a fost redactată de M. Kogălniceanu Dimensiuni: 17,7 x 11,5 cm Material: hârtie cu filigran | | Muzeul Național al Literaturii Române, București       | Cimec    |
|      | Scrisoare adresată de Toma Stelian lui Dimitrie A. Sturdza, datată „13 ianuarie 1901“ Autor: Scrisoarea a fost redactată de Toma Stelian | Datare: 13 ianuarie 1901 Școală: Scrisoarea a fost redactată de Toma Stelian Dimensiuni: 17,8 x 11,2 cm Material: hârtie cu filigran | | Muzeul Național al Literaturii Române, București       | Cimec    |
|      | Triodion Autor: Cartea a fost tipărită cu aprobarea mitropolitului Metru Movilă al Kievului, iar tipograful este Mihail Slioska din Lvov | Datare: 11 martie 1642 Școală: Tipărită în tipografia mitropolitană din Lvov Dimensiuni: 29 x 19 cm Material: hârtie cu filigran | | Muzeul Național al Literaturii Române, București       | Cimec    |
|      | Certificat eliberat pe 17 aprilie 1896 de Grefa Tribunalului Argeș, cuprinzând informații despre urmașii lui Anton Pann Autor: Documentul a fost redactat de un grefier (funcționar) | Datare: 17 aprilie 1896 Școală: Document scris de un grefier al Tribunalului Argeș Dimensiuni: 34,8 x 21 cm Material: hârtie cu filigran | | Muzeul Național al Literaturii Române, București       | Cimec    |
|      | Copie a unui contract încheiat pe 1 mai 1853 între Departamentul averilor bisericești și al învățăturilor și Costache Negruzzi, privind publicarea de către acesta din urmă a unei „foi sătești” Autor: Documentul a fost redactat de un funcționar sau copist administrativ | Datare: 1 mai 1853 Școală: Document scris de un copist (funcționar administrativ) Dimensiuni: 33,6 x 20,8 cm Material: hârtie specifică fără filigran | | Muzeul Național al Literaturii Române, București       | Cimec    |
|      | Morceau séparé de testament du bienheureux Grégoir Canela Catsiki, sujet grec, l’égard de un difference qui a eu lieu entre celui-ci et son frère, Constantin Canela Catsiki sur leur héritage patrimoine Autor: Document scris de un copist (funcționar administrativ) | Datare: 1842 Școală: Document scris de un copist (funcționar administrativ) Dimensiuni: 33,9 x 20,5 cm Material: hârtie cu filigran | | Muzeul Național al Literaturii Române, București       | Cimec    |
|      | Act datat 4 decembrie 1844, ce cuprinde traducerea în franceză a unui certificat emis în 1838 de consistoriul ecleziastic de la Herson (Cherson, Crimeea) Autor: Documentul a fost semnat pentru autentificare de primul traducător (interpret) al Consulatului General Rus la București și ștampilat în conformitate | Datare: 4 decembrie 1844 Școală: Documentul a fost redactat de un copist sau funcționar administrativ. Semnat pentru autentificare de primul traducător (interpret) al Consulatului Rus la București și ștampilat cu parafa Consulatului Rus. Dimensiuni: 32,5 x 20,7 cm Material: hârtie specifică fără filigran           | | Muzeul Național al Literaturii Române, București       | Cimec    |
|      | Scrisoarea consulului general britanic la București, Robert Colquhoun, adresată mitropolitului Neofit al II-lea al Țării Românești, 1844 Autor: Scrisă în franceză de consulul general britanic la București, Robert Colquhoun | Datare: 4/16 octombrie 1844 Școală: Scrisoarea a fost scrisă de consulul general britanic la București, Robert Colquhoun Dimensiuni: 22,4 x 18,4 cm Material: hârtie specifică fără filigran | | Muzeul Național al Literaturii Române, București       | Cimec    |
|      | Fragment din testamentul răposatului Grigore Canela Cațichi, supus grec, privind disputa cu fratele său, Constantin Canela Cațichi, în legătură cu averea lor părintească | Datare: 31 iulie 1842 Școală: Scrisoarea a fost scrisă de consulul general britanic la București, Robert Colquhoun Dimensiuni: 29,6 x 19,7 cm Material: hârtie cu filigran | | Muzeul Național al Literaturii Române, București       | Cimec    |
|      | Întru slava a ounuia D[u]mnezeu în Troiță Slăvită... S-au tipărit cartea această Psaltire. De protoierei al Moldovei, a Valahiei și a Bassarabiei, Mihail Strilbițchii. Autor: Tipărită de renumitul tipograf și gravor Mihail Strilbițchi | Datare: 28 iunie 1796 Școală: S-a tipărit în tipografia lui Mihail Strilbițchi din Movilău. Dimensiuni: 21,5 x 15 cm Material: hârtie cu filigran | | Muzeul Național al Literaturii Române, București       | Cimec    |
|      | Întru mărirea Sfintei [și celei] de o Ființei, de viiațe făcătoarei, și Nedespărțitei Tr[o]ițe, Tatălui, și Fiului, și Sf[â]ntului D[u]h Autor: Tradusă din slovenă | Datare: 1784 Școală: Tipărită la Viena de tipograful imperial Iosif Kurczbok Dimensiuni: 17,5 x 10,5 cm Material: hârtie specifică fără filigran | | Muzeul Național al Literaturii Române, București       | Cimec    |
|      | Les oeuvres poétiques de Remy Belleau Autor: Rémy Belleau, autor | Datare: 1585 Școală: Mamert Patisson, tipograf Dimensiuni: In 12 (13 x 7 cm.) Material: Hârtie | Les Oeuvres poetiques de Remy Belleau. Redigees en deux Tomes. Reveuës corrigees en ceste derniere impression. Tome premier. A Paris, par Mamert Patisson Imprimeur du Roy, au logis de Robert Estienne. M. D. LXXXV. [1585]. Avec Privilege du Roy | Biblioteca Metropolitană, București                    | Cimec    |
|      | Pub. Ovidii Nasonis Metamorphoseon libri XV Autor: Publius Ovidius Naso, autor | Datare: 1587 Dimensiuni: In 8 (15,5 x 10 cm.) Material: Hârtie | Pub. Ovidii Nasonis Metamorphoseon libri XV. In singulas quasque fabulas Argumenta. Ex postrema Jacobi Mycilli Recognitione. Francofurti ad Moenum, M. D. LXXXVII [1587] | Biblioteca Metropolitană, București                    | Cimec    |
|      | Russia seu Moscovia itemque Tartaria commentario topographico atque politico illustratae | Datare: 1630 Școală: Officina Elzeviriana Dimensiuni: In 12 (11,5 x 6 cm.) Material: Hârtie | Russia seu Moscovia itemque Tartaria commentario topographico atque politico illustratae. Lugd. Batavorum, Ex Officina Elzeviriana, Anno M DC XXX [1630]. Cum privilegio | Biblioteca Metropolitană, București                    | Cimec    |
|      | Le soldat suedois, ou histoire de ce qui s'est passé en Allemagne Autor: Friedrich Spanheim, autor | Datare: 1633 Dimensiuni: In 8 (16,5 x 10,5 cm.) Material: Hârtie | Le soldat suedois, ou histoire de ce qui s'est passé en Allemagne depuis l'entrée du roy de Suede en l'année 1630 iusques apres sa mort. M. DC. XXXIII [1633] | Biblioteca Metropolitană, București                    | Cimec    |
|      | Iac. Augusti Thuani Historiarum sui temporis Autor: Jacques Auguste de Thou, autor | Datare: 1609 Școală: Hieronymus Drovart, editor Dimensiuni: In 8 (16 x 9 cm.) Material: Hârtie | Iac. Augusti Thuani Historiarum sui temporis. Lutetiae. Apud Hieronymum Drovart, via Iacobaea, sub scuto solari. M. DCIX [1609]. Cum Privilegio Regis | Biblioteca Metropolitană, București                    | Cimec    |
|      | Iac. Augusti Thuani Historiarum sui temporis Autor: Jacques Auguste de Thou, autor | Datare: 1609 Școală: Hieronymus Drovart, editor Dimensiuni: In 8 (16 x 9 cm.) Material: Hârtie | Iac. Augusti Thuani Historiarum sui temporis. Pars Primae. Tomus secundus | Biblioteca Metropolitană, București                    | Cimec    |
|      | Iac. Augusti Thuani Historiarum sui temporis Autor: Jacques Auguste de Thou, autor | Datare: 1609 Școală: Hieronymus Drovart, editor Dimensiuni: In 8 (16 x 9 cm.) Material: Hârtie | Iac. Augusti Thuani Historiarum sui temporis. Pars Prima. Tomus tertius | Biblioteca Metropolitană, București                    | Cimec    |
|      | Iac. Augusti Thuani Historiarum sui temporis Autor: Jacques Auguste de Thou, autor | Datare: 1609 Școală: Ambrosius și Hieronymus Drovart, editori Dimensiuni: In 8 (16 x 9 cm.) Material: Hârtie | Iac. Augusti Thuani Historiarum sui temporis. Pars Secunda. Parisiis, Apud Ambrosium & Hieronymum Drovart, sub scuto solari via Iacobaea. M. DCIX [1609]. Cum Privilegio Regis | Biblioteca Metropolitană, București                    | Cimec    |
|      | Iac. Augusti Thuani Historiarum sui temporis Autor: Jacques Auguste de Thou, autor | Datare: 1609 Școală: Ambrosius și Hieronymus Drovart, editori Dimensiuni: In 8 (16 x 9 cm.) Material: Hârtie | Iac. Augusti Thuani Historiarum sui temporis. Pars Tertia. Tom V. Parisiis, Apud Ambrosium & Hieronymum Drovart, sub scuto solari via Iacobaea. M. DCIX [1609]. Cum Privilegio Regis | Biblioteca Metropolitană, București                    | Cimec    |
|      | Iac. Augusti Thuani Historiarum sui temporis Autor: Jacques Auguste de Thou, autor | Datare: 1609 Școală: Hieronymus Drovart, editor Dimensiuni: In 8 (16 x 9 cm.) Material: Hârtie | Iac. Augusti Thuani Historiarum sui temporis. Pars Tertia. Tomus secundus | Biblioteca Metropolitană, București                    | Cimec    |
|      | Iac. Augusti Thuani Historiarum sui temporis Autor: Jacques Auguste de Thou, autor | Datare: 1609 Școală: Hieronymus Drovart, editor Dimensiuni: In 8 (16 x 9 cm.) Material: Hârtie | Iac. Augusti Thuani Historiarum sui temporis. Pars Tertia. Tomus tertius | Biblioteca Metropolitană, București                    | Cimec    |
|      | Iac. Augusti Thuani Historiarum sui temporis Autor: Jacques Auguste de Thou, autor | Datare: 1609 Școală: Hieronymus Drovart, editor Dimensiuni: In 8 (16 x 9 cm.) Material: Hârtie | Iac. Augusti Thuani Historiarum sui temporis. Pars Tertia. Tomus VIII | Biblioteca Metropolitană, București                    | Cimec    |
|      | Iac. Augusti Thuani Historiarum sui temporis Autor: Jacques Auguste de Thou, autor | Datare: 1609 Școală: Hieronymus Drovart, editor Dimensiuni: In 8 (16 x 9 cm.) Material: Hârtie | Iac. Augusti Thuani Historiarum sui temporis. Pars Quarta. Tom IX. Parisiis, Apud Hieronymum Drovart, sub scuto solari via Iacobaea. M. DCIX [1609]. Cum Privilegio Regis | Biblioteca Metropolitană, București                    | Cimec    |
|      | Sacrae Historiae Acta a Raphaele Urbin in Vaticanis | Datare: 1649 Școală: Petrus Mariette, editor; Nicolas Chapron, gravor Dimensiuni: In 2 (28 x 38 cm.) Material: Hârtie | Sacrae Historiae Acta a Raphaele Urbin in Vaticanis Xystis Ad Picturae Miraculum Expressa Nicolaus Chapron Gallus a Se Delineata et Incisa. Romae, M. DC. XLIX [1649] | Biblioteca Metropolitană, București                    | Cimec    |
|      | Io Carionis Chronicorum ab Orbe condito ad hanc vsque nostram aetatem libri III Autor: Johannes Carion, autor | Datare: 1563 Școală: Ex officina Puteana Dimensiuni: In 12 (11,5 x 7,5 cm.) Material: Hârtie | Io Carionis Chronicorum ab Orbe condito ad hanc vsque nostram aetatem libri III. primum ab ipsum authore conscripti: deinde multis accessionibus doctorum virorum aucti: postremò tandem ad annun D. 1560, & veteribus & recentibus historiis Pontificu Rom atque Caesaru Regúmque insignium catalogis, & aliis nonnullis mirum in modum locupletati. [...] Parisiis, Ex officina Puteana, 1563. Cum Privilegio | Biblioteca Metropolitană, București                    | Cimec    |
|      | Iusti Lipsi Sapientiae et litterarum antistitis fama postuma Autor: Justus Lipsius, autor | Datare: 1613 Școală: Officina Plantiniana, văduva și fiii lui Jan Moretus, tipografi-editori; Theodorus Galleus, gravor Dimensiuni: In 4 (24,5 x 17,5 cm.) Material: Hârtie | Iusti Lipsi Sapientiae et litterarum antistitis fama postuma. Editio secunda, variè aucta & correcta. Antverpiae, ex Officina Plantiniana, Apud viduam & filios Io. Moreti, M. DC. XIII. [1613]. | Biblioteca Metropolitană, București                    | Cimec    |
|      | Iusti Lipsi Manuductionis ad stoicam philosophiam Autor: Justus Lipsius, autor | Datare: 1610 Școală: Officina Plantiniana, Jan Moretus, tipograf Dimensiuni: In 4 (24,5 x 17,5 cm.) Material: Hârtie | Iusti Lipsi Manuductionis ad stoicam philosophiam libri tres : L. Annaeo Senecae aliisque scriptoribus illustrandis. Ed. secunda atque ab ultima auctoris manu. Antverpiae, ex Officina Plantiniana, Apud Ioannem Moretum, M. DC. X. [1610]. Cum Privilegiis Caesareo & duorum Regum. | Biblioteca Metropolitană, București                    | Cimec    |
|      | Iusti Lipsi De constantia libri duo: qui alloquium praecipué Autor: Justus Lipsius, autor | Datare: 1615 Școală: Officina Plantiniana, văduva și fiii lui Jan Moretus, tipografi-editori Dimensiuni: In 4 (24,5 x 17,5 cm.) Material: Hârtie | Iusti Lipsi De constantia libri duo: qui alloquium praecipué continent in publicis malis. Ultima editio. Antverpiae, ex Officina Plantiniana, Apud viduam & filios Io. Moreti, M. DC. XV. [1615]. Cum Privilegiis Caesareo & duorum Regum & Principum Belgarum. | Biblioteca Metropolitană, București                    | Cimec    |
|      | Iusti Lipsi Physiologiae stoicorum libri tres Autor: Justus Lipsius, autor | Datare: 1610 Școală: Officina Plantiniana, Jan Moretus, tipograf Dimensiuni: In 4 (24,5 x 17,5 cm.) Material: Hârtie | Iusti Lipsi Physiologiae stoicorum libri tres: L. Annaeo Senecae aliisque scriptoribus illustrandis. Ed. Secunda atque ab ultima auctoris manu. Antverpiae, ex Officina Plantiniana, Apud Ioannem Moretum, M. DC. X. [1610]. Cum Privilegiis Caesareo & duorum Regum. | Biblioteca Metropolitană, București                    | Cimec    |
|      | Franciscanerisches Martyrologium, in welchem die heilige, selige und andere Diener Gottes als Märtyrer, Bischöffe ... Autor: Arthur Du Monstier, Wolfgang Högners, autori | Datare: 1644 Școală: Henrich Pigrin, tipograf Dimensiuni: In 4 (19,5 x 15 cm.) Material: Hârtie | Franciscanerisches Martyrologium, in welchem die heilige, selige und andere Diener Gottes als Märtyrer, Bischöffe, Beichtiger, Jungfrawen und Wittfrawen angezogen und erzehlet werden, welche in dem Orden der Mindern Brüder mit Heiligkeit des Lebens [...] in und nach ihrem Leben geleuchtet haben. Auß bewehrten Scribenten und alten glaubwürdigen Schrifften zsgetr. u. in lat. Sprach beschr. durch Arturum von Münster. Anjetzo aber Aus dem Latein in unsere hochtheutsche Muttersprach übersetzet […] durch Wolffgangum Högner […]. Gedruckt in der Furstl. Haubtstatt Würtzburg bey Henrich Pigrin. Im Jahr 1644 | Biblioteca Metropolitană, București                    | Cimec    |
|      | V.P.F. Baldvini Ivnii, Ordinis S. Francisci regvlaris observantiae, In Domenic totius Anni Conciones III Autor: Balduinus Junius, autor | Datare: 1616 Școală: Bernard Gualther, editor Dimensiuni: In 4 (21 x 15,5 cm.) Material: Hârtie | V.P.F. Baldvini Ivnii, Ordinis S. Francisci regvlaris observantiae, In Domenic totius Anni Conciones III. Cvm dvplici indice, vno concionvn: altero rerum memorabilivm. Coloniae Agrippinae, Sumptibus Bernardi Gualtheri. Anno M. DC. XVI. [1616]. Cum permissu Superiorum, & Privileg. &c. | Biblioteca Metropolitană, București                    | Cimec    |
|      | Institutiones juris canonici, quibus jus pontificium singulari methodo libris quatuor comprehenditur Autor: Giovanni Paulo Lancelotti, autor | Datare: 1609 Școală: Lazar Zetzner, editor Dimensiuni: In 8 (17,5 x 11,5 cm.) Material: Hârtie | Institutiones juris canonici, quibus jus pontificium singulari methodo libris quatuor comprehenditur : Quibus adjecta sunt interpretationes quas glossas vocant, quibus loca omnia, unde contextus desumtus est, indicantur ... (et) nonulla per sacrosanctum Concilium Tridentinum ... Adnotantur ... Coloniae, Sumptibus Lazari Zetzneri, Bibliop. Anno M. DC. IX. [1609] | Biblioteca Metropolitană, București                    | Cimec    |
|      | Pastoralis solicitudinis, sive de officio et postestate parochi tripartita descriptio Autor: Agostinho Barbosa, autor | Datare: 1634 Școală: Laurent Durand, editor Dimensiuni: In 4 (23,5 x 16,5 cm.) Material: Hârtie | Pastoralis solicitudinis, sive de officio et postestate parochi tripartita descriptio, cuius partes singulas earumque materias methodo nova atque expedita pertractatas sequens pagina declarabit. Auctore Augustino Barbosa […] Ultima editio ab ipsomet auctore multis in locis locupletata […] Lugduni, sumptibus Laurentii Durand, M. DC. XXXIV. [1634]. Cum privilegio regis | Biblioteca Metropolitană, București                    | Cimec    |
|      | Stellarium coronae gloriosissimae Virginis Autor: Pelbartus de Temeswar, autor | Datare: 1586 Școală: Antonio Bertano, tipograf Dimensiuni: In 4 (22,5 x 16,5 cm.) Material: Hârtie | Stellarium coronae gloriosissimae Virginis: ipsius laudibus, vt solaribus radiis circunfulgens, & subtilissimarum quaestionum cum solutionibus fontem emittens, non modo pijs, sed etiam doctis admodum vtile. Cum ex eo concionatores, parochi, diuinorum contemplatores vberrimos fructus excerpere queant. R.p.f. Pelbarto de Themesuuar Ordinis minorum de obseruantia auctore, indice, et adnotationibus in margine auctum. Ad Illustrissimum & Reverendissimum D. D. Alexandrum Perettum S. R. E. Cardinalem a Montealto. Venetiis, Apud Io. Antonium Bertanum MDLXXXXVI [1586] | Biblioteca Metropolitană, București                    | Cimec    |
|      | Analysis, praecipuorum aliquot Zasii Responsorum seu consiliorum Autor: Johannes Thomas Freig, autor | Datare: 1578 Școală: Sebastian Henricpetri, tipograf Dimensiuni: In 8 (16 x 11 cm.) Material: Hârtie | Analysis, praecipuorum aliquot Zasii Responsorum seu consiliorum. Institutionibus Justiniani adiecta, ut praecepta earum theorica ad politicam praxin accommodare rudiores hinc discant. Basileae [1578] | Biblioteca Metropolitană, București                    | Cimec    |
|      | Xenophontis philosophi et historici clarissimi Opera, quae quidem Gr[a]ec[a]e extant, omnia Autor: Xenophon, autor | Datare: 1551 Școală: M. Insigrin, tipograf Dimensiuni: In 8 (18,5 x 11,5 cm.) Material: Hârtie | Xenophontis philosophi et historici clarissimi Opera, quae quidem Graece extant, omnia : partim iam olim, partim nunc primum, hominum doctissimorum diligentia, in latinam linguam conversa, atque nunc postremum per Seb. Castalionem de integro, magno studiosorum compendio, recognita ; quorum elenchum uersa pagella reperies. Cum Imperatoriae Majest. Privilegio ad annos quinque. Basileae, apud Insigrinium, anno 1551 | Biblioteca Metropolitană, București                    | Cimec    |
|      | Aesopi Phrygis Fabulae Graece et Latinè : cum alijs opusculis, quorum index proxima refertur pagella Autor: Esop, autor | Datare: 1544 [1545] Școală: Johannes Hervagio, tipograf Dimensiuni: In 8 (19 x 12,5 cm.) Material: Hârtie | Aesopi Phrygis Fabulae Graece et Latinè : cum alijs opusculis, quorum index proxima refertur pagella [...] Basilae, Per Ioannem Heruagium, anno 1544 [1545] | Biblioteca Metropolitană, București                    | Cimec    |
|      | Roma ristaurata, et Italia illustrata Autor: Flavius Blondus, autor; Lucio Fauno, traducător | Datare: 1543 Școală: Michele Tramezzino, tipograf Dimensiuni: In 8 (15 x 10 cm.) Material: Hârtie | Roma ristaurata, et Italia illustrata di Biondo da Forli. Tradotte in buona lingua volgare per Lucio Fauno. In Venetia M D XLIII [1543]. Co'l privilegio del sommo Pontifice Paulo III & dello illustriss. Senato Veneto per anni X | Biblioteca Metropolitană, București                    | Cimec    |
|      | Sermones dominicales per totum annum Autor: Jacobus de Voragine, autor | Datare: 1602 Școală: Nicola Polum și asociații, editori Dimensiuni: In 8 (15,5 x 10,5 cm.) Material: Hârtie | Sermones dominicales per totum annum. R. D. D. Magistri Jacobi de Voragine Ordin. Praedicatorum quondam Archiepiscopi Januensis [...] Cum duplici indice [...] Venetiis, M DC II [1602]. Apud Nicolaum Polum & Socios | Biblioteca Metropolitană, București                    | Cimec    |
|      | Antonii Sucquet e Societate Jesu Via vitae aeternae Autor: Antoine Sucquet, autor | Datare: 1625 Școală: Henric Aertss, tipograf Dimensiuni: In 8 (19,5 x 11,5 cm.) Material: Hârtie | Antonii Sucquet e Societate Jesu Via vitae aeternae iconibus illustrata per Boëtium a Bolswert. Editio sexta, auctior et castigatior, et novissima. Antverpiae Apud Henricum Aertssium. M. DC. XXV [1625]. Cum Gratia et Privilegio. | Biblioteca Metropolitană, București                    | Cimec    |
|      | Epitome Adagiorvm Erasmi, Ivnii, Cognati et aliorvm | Datare: 1593 Școală: Iacob Chouet, editor Dimensiuni: In 8 (18 x 10,5 cm.) Material: Hârtie | Epitome Adagiorvm Erasmi, Ivnii, Cognati, Et Aliorvm paroimiographōn : Post Plantinianam & Parisie[n]sem editionem diligenter recognita, cum ipsis fontibus collata, nesessariis aucta, superfluis exonerata, & à multis fœdisque mendis expurgata ; Adiecto locorum communium et singularum parœmiarum Jndice locupletissimo. Apud Iacobum Chouet, M. D. XCIII [1593] | Biblioteca Metropolitană, București                    | Cimec    |
|      | Pia et in verbo Dei fundata assertio Autor: Paul Eber, autor | Datare: 1563 Școală: Lorenz Schwenck, tipograf Dimensiuni: In 8 (17 x 10 cm.) Material: Hârtie | Pia et in verbo Dei fundata assertio, declaratio et confeßio D. Pauli eberi kittingensis, pastoris ecclesiae Witebergensis, de sacratißima coena domini nostri Jesu Christi. Cum privilegio illustrißimi Principis ac Domini, D. Augusti Ducis Saxoniae Electoris & c. ad triennium & c. Excusa Wittebergae a Laurentio Schwenck. 1563 | Biblioteca Metropolitană, București                    | Cimec    |
|      | M. Tulli Ciceronis Orationum a Freigio notis perpetuis illustratarum Autor: Marcus Tullius Cicero, autor; Johann Thomas Freige, îngrijitor de ediție | Datare: 1592 Școală: Moștenitorii lui Andreas Wechel, Klaus Marn și Johann Aubrium, editori Dimensiuni: In 8 (19 x 11,5 cm.) Material: Hârtie | M. Tulli Ciceronis Orationum a Freigio notis perpetuis illustratarum, volumen III. Francofurti. Apud haeredes Andreae Wecheli, Claudium Marnium & Ioannem Aubrium, M D XCII [1592] | Biblioteca Metropolitană, București                    | Cimec    |
|      | M. Tulli Ciceronis Orationum a Freigio notis perpetuis illustratarum Autor: Marcus Tullius Cicero, autor; Johann Thomas Freige, îngrijitor de ediție | Datare: 1592 Școală: Moștenitorii lui Andreas Wechel, Klaus Marn și Johann Aubrium, editori Dimensiuni: In 8 (19 x 11,5 cm.) Material: Hârtie | M. Tulli Ciceronis Orationes omnes, perpetuis notis Logicis, Arithmeticis, Ethicis, Politicis, Historicis, Antiquitatis, illustratae per Io. Thomam Freigium. Francofurti. Apud haeredes Andreae Wecheli, Claudium Marnium & Ioannem Aubrium, M D XCII [1592] | Biblioteca Metropolitană, București                    | Cimec    |
|      | Michaelis Ritii neapolitani De regibus Francorum Autor: Michele Riccio, autor | Datare: 1534 [1535] Școală: Hyeronum Froben și Nicolaum Episcopium, tipografi Dimensiuni: In 8 (16 x 11 cm.) Material: Hârtie | Michaelis Ritii neapolitani De regibus Francorum Lib. III - De regibus Hispaniae Lib. III - De regibus Hierosolymoru Lib. I - De regibus Neapolis & Siciliae Lib. IIII - De regibus Hungariae Lib. II. Basileae, in officina Frob., MDXXXIIII [1534], [Hyeronum Froben & Nicolaum Episcopium] [datarea din colofon este 1535] | Biblioteca Metropolitană, București                    | Cimec    |
|      | Scrisoare adresată de Mihail Kogălniceanu fiului său, Ioan, datată „15/27 august 1890, Kissingen” Autor: Scrisoarea a fost redactată de M. Kogălniceanu | Datare: 15/27 august 1890 Școală: Scrisoarea a fost redactată de M. Kogălniceanu Dimensiuni: 21,1 x 13,5 cm Material: hârtie cu filigran | | Muzeul Național al Literaturii Române, București       | Cimec    |
|      | Scrisoare adresată de Mihail Kogălniceanu fiului său, Ioan, datată „16 iulie 1890, Viena” Autor: Scrisoarea a fost redactată de M. Kogălniceanu | Datare: 16 iulie 1890 Școală: Scrisoarea a fost redactată de M. Kogălniceanu Dimensiuni: 17,5 x 11,3 cm Material: hârtie specifică fără filigran | | Muzeul Național al Literaturii Române, București       | Cimec    |
|      | Scrisoare adresată de Mihail Kogălniceanu fiului său, Ioan, datată „21 noiembrie 1889, București” Autor: Scrisoarea a fost redactată de Coco/ Constantin M. Kogălniceanu, dicatată și semnată de M. Kogălniceanu | Datare: 21 noiembrie 1889 Școală: Scrisoarea a fost redactată de Coco/ Constantin M. Kogălniceanu, dicatată și semnată de M. Kogălniceanu Dimensiuni: 19,5 x 12,4 cm Material: hârtie specifică fără filigran | | Muzeul Național al Literaturii Române, București       | Cimec    |
|      | Scrisoare adresată de Mihail Kogălniceanu fiului său, Ioan, datată „9 septembrie 1889, București” Autor: Scrisoarea a fost redactată de M. Kogălniceanu | Datare: 9 septembrie 1889 Școală: Scrisoarea a fost redactată de M. Kogălniceanu Dimensiuni: 19,8 x 12,8 cm Material: hârtie cu filigran | | Muzeul Național al Literaturii Române, București       | Cimec    |
|      | Scrisoare adresată de Mihail Kogălniceanu fiului său, Ioan, datată „26 iulie/ 6 august 1889, Reichenhall” Autor: Scrisoarea a fost redactată de M. Kogălniceanu | Datare: 26 iulie/ 6 august 1889 Școală: Scrisoarea a fost redactată de M. Kogălniceanu Dimensiuni: 17,8 x 11,5 cm Material: hârtie cu filigran | | Muzeul Național al Literaturii Române, București       | Cimec    |
|      | Scrisoare adresată de Mihail Kogălniceanu fiului său, Ioan, datată „18/30 august, Kissingen” Autor: Scrisoarea a fost redactată de M. Kogălniceanu | Datare: 18/30 august [1889] Școală: Scrisoarea a fost redactată de M. Kogălniceanu Dimensiuni: 18 x 11,5 cm Material: hârtie specifică fără filigran | | Muzeul Național al Literaturii Române, București       | Cimec    |
|      | Scrisoare adresată de Mihail Kogălniceanu fiului său, Ioan, datată „5 septembrie 1888” Autor: Scrisoarea a fost redactată de M. Kogălniceanu | Datare: 5 septembrie 1888 Școală: Scrisoarea a fost redactată de M. Kogălniceanu Dimensiuni: 20 x 12,2 cm Material: hârtie specifică fără filigran | | Muzeul Național al Literaturii Române, București       | Cimec    |
|      | Adresă prin care B.P. Hasdeu este înștiințat de numirea sa ca profesor la Școala Reală din Iași, 18 ianuarie 1860 Autor: Scrisoarea-document a fost redactată de „Departamentul de Culturi și Instrucțiune Publică“ din Iași | Datare: 18 ianuarie 1860 Școală: Documentul a fost redactat în cadrul „Departamentului de Culturi și Instrucțiune Publică“ din Iași și semnat de D.M. Alecsandrescu”, Ministrul Cultelor din Moldova Dimensiuni: 36 x 20,4 cm Material: hârtie specifică fără filigran                                                      | | Muzeul Național al Literaturii Române, București       | Cimec    |
|      | Scrisoare de la Ion Mincu, președintele Societății Arhitecților Români, către B.P. Hasdeu, prin care îi comunică numirea ca membru onorific al Societății Autor: Actul a fost redactat de către Societatea Arhitecților Români și semnat de președintele Ion Mincu | Datare: 1903 Școală: Documentul a fost redactat de către Societatea Arhitecților Români și semnat de președintele Ion Mincu Dimensiuni: 32 x 22 cm Material: hârtie cu filigran | | Muzeul Național al Literaturii Române, București       | Cimec    |
|      | Autorizație de construire a unei case emisă de Primăria comunei Câmpina, la data 22 iunie 1894, în beneficiul lui B.P. Hașdeu Autor: Actul a fost redactat în cadrul Primăriei din Câmpina | Datare: 22 iunie 1894 Școală: Documentul a fost scris de un funcționar de la Primăria din Câmpina Dimensiuni: 35,2 x 21 cm Material: hârtie cu filigran | | Muzeul Național al Literaturii Române, București       | Cimec    |
|      | Copie după Procesul-verbal de luare în primire, de către B.P. Hașdeu, a averii decedatei sale soții (28 octombrie 1902) Autor: Actul a fost redactat de către „Judecătoria Ocolului Câmpina“ | Datare: 28 octombrie 1902 Școală: Documentul a fost redactat de către „Judecătoria Ocolului Câmpina“, în speță comisia judecătorească de inventariere și predare a averii soției decedate al lui B.P. Hașdeu Dimensiuni: 35,2 x 21 cm Material: hârtie cu filigran                                                          | | Muzeul Național al Literaturii Române, București       | Cimec    |
|      | Copie după un proces-verbal din 7 octombrie 1902 privind inventarierea averii rămase de pe urma Iuliei Hașdeu, soția lui B.P. Hașdeu Autor: Actul a fost redactat de către „Judecătoria Ocolului Câmpina“ | Datare: 7 octombrie 1902 Școală: Documentul a fost redactat de către „Judecătoria Ocolului Câmpina“ Dimensiuni: 35,2 x 21 cm Material: hârtie cu filigran | | Muzeul Național al Literaturii Române, București       | Cimec    |
|      | Tabellu generalu de contabilitate cu subprefecții plășilor pentru impositulu fonciar de 3 % și tacsa de transmit. de 10 % pe annulu 1861 Autor: Documentul a fost redactat de un funcționar sau copist administrativ | Datare: 1861 Școală: Documentul a fost redactat de un funcționar sau copist administrativ Dimensiuni: 32,3 x 20,4 cm Material: hârtie specifică fără filigran | | Muzeul Național al Literaturii Române, București       | Cimec    |
|      | Copie după raportul tribunalului de comerț către cinstita logofeție a dreptății, nr. 2121 Autor: Documnetul a fost scris de un copist administrativ. Conține și o însemnare scrisă de prof. Constantin Canela (în partea de jos a filei). | Datare: 23 mai 1847 Școală: Documentul a fost scris de un copist administrativ. Conține și o însemnare scrisă de prof. Constantin Canela (în partea de jos a filei). Dimensiuni: 21,6 x 17,1 cm Material: hârtie specifică fără filigran                                                                                    | | Muzeul Național al Literaturii Române, București       | Cimec    |
|      | Învățătură a însuși stăpânitoarei măriri Ecaterinii a doua cătră orânduita epitropie preste alcătuirea arătării a unii noao Legiuitoare Condică Autor: Cartea a fost editată de mitropolitul Moldovei Gavriil Bănulescu- Bodoni. Tradusă din greacă de Toma vel logofăt. | Datare: 1773 Școală: A fost tipărită în tipografia Mitropoliei Moldovei din Iași Dimensiuni: 20,1 x 13,5 cm Material: hârtie cu filigran | | Muzeul Național al Literaturii Române, București       | Cimec    |
|      | Elementi arithmetice arătate firești, acum întăi tipărită în zilele pre luminatului, și pre înălțatului domnului nostru Alexandru Ioan Calimah voievod Autor: Editorul cărții este mitropolitul Moldovei, chir Iacov, iar traducătorul este ierarhul erudit Amfilohie Hotiniul | Datare: 1795 Școală: S-a tipărit de Gherasim ierodiacon și de Pavel Petrov în tipografia mitropoliei din Iași Dimensiuni: 20,4 x 15,6 cm Material: hârtie cu filigran | | Muzeul Național al Literaturii Române, București       | Cimec    |
|      | Catechizmul csel Mare cu entraebaery, și raeszpunszury tocmit paentru aenvaecaetura toturora crestino-catolicsilor. Aen Caerile. Prea aennaelczatej, și prealuminatej aempaerteaszej – craeje szi aposztolicsesty. | Datare: 1780 Școală: A fost tipărită în Tipografia Regală a Universității din Buda Dimensiuni: 17 x 11,5 cm Material: hârtie cu filigran | | Muzeul Național al Literaturii Române, București       | Cimec    |
|      | Carnet de însemnări ce a aparținut lui Constantin Canela, 1856-1857 Autor: Mărturii scrise de prof. și filologul Constantin Canela, din Buzău | Școală: Manuscrisul a fost scris de prof. și filologul buzoian Constantin Canela Dimensiuni: 16,1 x 8 cm Material: hârtie specifică fără filigran | | Muzeul Național al Literaturii Române, București       | Cimec    |
|      | Filosofie de întrebări și răspunsuri Autor: Conform colofonului, ultima filă, manuscrisul a fost scris de „diacul Alixandru“ | Datare: 1777 Școală: Diacul Alixandru Dimensiuni: (18,7 x 12,2 cm) Material: Hârtie specifică fără filigran | Manuscris caligrafiat în limba română, cu alfabet chirilic: „Filosofie de întrebări și răspunsuri“. | Muzeul Național al Literaturii Române, București       | Cimec    |
|      | Hronicul Romano-Moldo-Vlahilor Autor: Tipărit după manuscrisul original al lui Dimitrie Cantemir | Școală: În tipografia „Sfintei Mitropolii a Moldaviei“ Dimensiuni: (18 x 12 cm) Material: Hârtie specifică fără filigran | Hronicul Romano-Moldo-Vlahilor. Alcătuit de domnul Moldaviei Dimitrie Kantemir la anii 1710. Iară acum de pe orighinalul manuscript depozitat de Fericitul Autoriu în Împărăteasca Arhivă a Moskvei skozindu-se, cu învoirea preaînălțatului nostru domn Mihail Grigoriu Sturza V(oie)v(o)d. Și din orânduirea Înalt prea sfințitului arhiepiscop al Sucevii și mitropolit Moldaviei D (Domnul) D (Domn) Veniamin Costache. S-au tipărit Tomul I. În tipografia S (fintei) Mitropolii, 1835/ Tomul II, 1836. | Muzeul Național al Literaturii Române, București       | Cimec    |
|      | Acatistul prea Sfintei Născătoarei de Dumnezeu și alte Rugăci[i]uni Autor: Tipărirea s-a efectuat sub coordonarea episcopului Andrei Șaguna | Datare: 1855 Școală: A fost tipărită în Tipografia Diecezană ortotoxă din Sibiu, sub coordonarea episcopului Andrei Șaguna Dimensiuni: (15,8 x 10 cm) Material: Hârtie specifică fără filigran | Acatistul prea Sfintei Născătoarei de Dumnezeu și alte Rugăci[i]uni. Cu binecuvântarea Ekselenției Sale Domnului Andreiu [Șaguna], Dreptcredinciosul Episcop gr[ec] răsăritean în Marele Prințipat al Ardealului și al Transilvaniei. Sibiiu. Tipărit în tipogr[afia] Diecezenă la a[nul] 1855. | Muzeul Național al Literaturii Române, București       | Cimec    |
|      | Dezvoaltele și tâlcuitele Evanghelii. A duminecilor, a sărbătorilor, și a oăreșcărora zile spre trebuință Cateheților și a Dascălilor neouniți ce să află în mare Prințipatul Ardealului. Autor: Dimitrie Eustathiovici - editor | Datare: 1790 Școală: Cartea a fost tipărită de Petru Bartu (Petrus Barth) în tipografia săsească a dinastiei Bart Dimensiuni: 18 x 11,2 cm Material: Hârtie cu filigran; hârtie specifică fără filigran | Dezvoaltele și tâlcuitele Evanghelii. A duminecilor, a sărbătorilor, și a oăreșcărora zile spre trebuință Cateheților și a Dascălilor neouniți ce să află în mare Prințipatul Ardealului. Prin Dimitrie Eustathiovici Directoriul Școalelor Neounite Naționalicești în limba rumănească, puse și întocmite. Cu Blagoslovenia Preaosf[i]nțitului Domnului Gherasim Adamovici Episcop Neouniților în Ardeal. Să vinde fără legătură cu 14 creițari. Sibii, la Petru Bartu cesaro-crăescul priveligheatul tipograf al cărților celor Sholaticești neounite rumâneaști | Muzeul Național al Literaturii Române, București       | Cimec    |
|      | Înștiințări, Ucazuri și Legiuiri ale lui Alexandru I Pavlovici Romanov și ale lui Nicolae I Pavlovici Romanov Autor: Mitropolitul Gavriil (Grigorie Bănulescu-Bodoni), exarh al Bisericii din Moldova, Țara Românească și Basarabia | Școală: În tipografia imperială din Sankt Petersburg, tipografia mitropoliei Basarabiei Dimensiuni: 38 x 24,5 cm Material: Hârtie cu filigran; hârtie specifică fără filigran | Înștiințări, Ucazuri și Legiuiri ale lui Alexandru I Pavlovici Romanov și ale lui Nicolae I Pavlovici Romanov | Muzeul Național al Literaturii Române, București       | Cimec    |
|      | Antologhion, adecă Floarea Cuvintelor. Care cuprinde întru sine rânduiala D[u]mnezeieștiloru Praznice, ale sf[i]nțiloru numiți, și ale sf[i]nțiloru de obște: ce să prăznuiescu în 12 luni ale anului Autor: Editarea s-a efectuat sub grija mitropolitului Țării Românești, „Kir Grigorie “ | Datare: 1766 Școală: În tipografia mitropoliei din București „de Iordache Stoikovici Tipograful“ Dimensiuni: 28,8 x 20,5 cm Material: Hârtie cu filigran; hârtie specifică fără filigran | Antologhion, adecă Floarea Cuvintelor. Care cuprinde întru sine rânduiala D[u]mnezeieștiloru Praznice, ale sf[i]nțiloru numiți, și ale sf[i]nțiloru de obște: ce să prăznuiescu în 12 luni ale anului: Akum tipăritu rumâneaște în zilele prea Luminatului Domn. Io Scarlat Grigorie Ghica V[oie]v[o]d. Ku B[l]agoslovenia prea sf[i]nțitului mitropolit a toată Uggrovlahia Kiriu Kir Grigorie. În sf[â]nta Mitropolie în București. La anul de la HS 1766. | Muzeul Național al Literaturii Române, București       | Cimec    |
|      | Antologhion, adecă Floarea Cuvintelor. La anul 1786 Autor: Cartea a fost editată de cărturarul Grigorie Râmniceanul, ierodiaconul din Episcopia Râmnicului | Datare: 1786 Școală: În tipografia Episcopiei Râmnicului Dimensiuni: 31,3 x 21,5 cm Material: Hârtie cu filigran | Antologhion, adecă Floarea Cuvintelor, este o carte de cult care cuprinde slujbele praznicele împărătești și ale sfinților de peste an, având în componență rugăciuni și cântări pentru duminicile canonice. Primele trei file ale cărții sunt numerotate cu cifre romane (Predoslovia și versurile la gravura canonică „Duminica Tuturor Sfinților“). Numerotarea cu cifre arabe tipărite se face de la începutul Antologhion, adecă Floarea Cuvintelor, este o carte de cult care cuprinde slujbele praznicele împărătești și ale sfinților de peste an, având în componență rugăciuni și cântări pentru duminicile canonice. Primele trei file ale cărții sunt numerotate cu cifre romane (Predoslovia și versurile la gravura canonică „Duminica Tuturor Sfinților“). Numerotarea cu cifre arabe tipărite se face de la începutul Antologhionului, „adecă Floarea Cuvintelor cu D[u]mnezeu Sf[â]ntul. Luna lui Septemvrie“ și până la indicațiiile de cântat și de glas ale sfârșitului lunii decembrie „Întru această lună în 31 [de zile]“ (1-277), ultima filă, cu însemnări tărzii, este velină. Are un total de 281 file tipărite în limba română cu alfabet chirilic. Lipsesc pagina de titlu, apoi stihurile la stema Țării Românești și ultima partea a acesteia. | Muzeul Național al Literaturii Române, București       | Cimec    |
|      | Penticostarion. Ce cuprinde întru sine slujba ce i să cuvine: Carele mai nainte sau Tălmăcit de episcopul Damaschin de plin pe Limba rumânească Autor: Traducătorul cărții de cult este episcopul Damaschin al Râmnicului (1708-1725), iar editorul acesteia este episcopul Kliment al Râmnicului | Datare: 1743 Școală: În tipografia episcopiei Râmnicului „de cucearnicul între Preoți Popa Mihail Atanasie [Popo]vici: Tipograful“ Dimensiuni: 31 x 21,5 cm Material: Hârtie cu filigran | Penticostarion. Ce cuprinde întru sine slujba ce i să cuvine: Carele mai nainte sau Tălmăcit de episcopul Damaschin de plin pe Limba rumânească: Iară acum sau Tipărit. În zilele prea Luminatului Domn Io Mihai Racoviță Voevod. Fiind Mitropolit [al] Țării Kir Neofit. Cu nevoința și cu toată cheltuiala, Iubitorului de D[u]mnezeu Kir Kliment Episcopul Râmnicului. În Sfânta Episcopie a Râmnicului. La Leat: 7251. Iară de la HS: 1743 | Muzeul Național al Literaturii Române, București       | Cimec    |
|      | Mineiul luna lui Dekemvrie carea sau tipărit acum întâiu rumâneaște, în zilele Prea Luminatului Domn. Io Alexandru [Ioan] Ipsilant Voevod Autor: Editată de cărturarul Chesarie, episcopul Râmnicului | Datare: 1779 Școală: Cartea de cult a fost tipărită „de popa Costandin tipograful Râm[nicului] și de Dimitrie Mihail Popovici, tip[ograful]“ Dimensiuni: 30,7 x 21,5 cm Material: Hârtie cu filigran | Mineiul luna lui Dekemvrie carea sau tipărit acum întâiu rumâneaște, în zilele Prea Luminatului Domn. Io Alexandru [Ioan] Ipsilant Voevod. Cu Bl[a]gosloveniea prea sfințitului Mitropolit al Ou[n]ggrovlahiei, Kir Grigorie. Prin nevoința și tălmăcirea și Tălmăcirea, iubitoriului de D[u]mnezeu. Kir Chesarie Episcopul Râmnicului. În Sf[â]nta Episcopie a Râmnicului. La anul de la XS: 1779 | Muzeul Național al Literaturii Române, București       | Cimec    |
|      | "Carte folositoare de suflet. Despărțită în trei părți, dintre care cea dintăiu cuprinde învățătura cătră Duhovnic. A doua canoanele sfântului Ioann Postnicoului. Iar a treia sfătuire cătră cei cel ce să ispoveduiaște.[...] Autor: Tradusă din grecește după tratatul Sf. Nicodim Aghioritul, de către călugării cărturari Gherontie și Grigorie de la Mânăstirea Neamț.                                                          | Datare: 1799 Școală: În tipografia "domnească a Ungrovlahiei". "De Stanciu Pop[a] Tip[ograf] și de Dimitrie Petrovici Tip[ograf]". Dimensiuni: (20,6 x 16 cm) Material: hârtie specifică fără filigran | [...] Tălmăcită din limba cea grecească. Acu întru a doua domnie a Prea luminatului Domnului, Nostru Io Alexandru Constantin Muruz Voevod. Din porunca Prea Sfinției sale Kiriu Dosiftei, arhiepiscopul și mitropolitul a toată Ungrovlahia. Cu a căruia blagoslovenie și cheltuială sau și Tipărit spre folosul celor de obște. La anul 1799, De Stanciu Pop[a] Tip[ograf] și de Dimitrie Petrovici Tip[ograf]". | Muzeul Național al Literaturii Române, București       | Cimec    |
|      | Sfânta și Dumnezeiasca a lui IS. HS. Eva[n]ghelie.Acum a dou oară tipărită, supt stăpânirea Prea Înălțatei Împărăteasei Râmleanilor Prințeasei Ardealului. Iproci: Iproci: Mariei Terecii cu bl[a]gosloveniea Excelenței sale Prea luminatului [...] Autor: Editorul ediției a doua a Evangheliei, Blaj, 1776, este ierarhul Grigorie Maer, iar îngrijitorul cărții este ieromonahul Gherman de la mânăstirea Bunei Vestiri din Blaj. | Datare: 1776 Școală: În tipografia mănăstirii "Bunei Vestiri". De "Petru Popovici Râmniceanul tipografu" Dimensiuni: (35,7 x 22 cm) Material: hârtie specifică fără filigran | [...] și Prea osfințitului, D[o]mnului D[o]mn G. Grigorie Maer vlădicăi Făgărașului, și al Prea Înălțaei Kesaro Krăieștii, și Apostoli ceștii Mariri sfeatnik din lăuntru. Iproci: Iproci: în tipografiea M: Bunei Vestiri, în Blaj, anii de la XS 1776". | Muzeul Național al Literaturii Române, București       | Cimec    |
|      | Mineiul luna lui iulie carele sau tipărit acum întâiu rumâneaște, în zilele Prea Luminatului Domn, Io Alexandru Ipsilant Voevod. Cu Bl[a]gosloveniea prea sfințitului Mitropolit al Ou[n]ggrovlahiei Kir Grigorie, prin nevoința și Tălmăcirea [...] Autor: Traducătorul ediției este ierarhul Filaret, episcopul Râmnicului. | Datare: 1780 Școală: De popa Constandin tipograful Râmnicului și de popa Constandin Miha[i]lovici tipograf". Vezi infra, note generale Dimensiuni: (30 x 21,3 cm) Material: hârtie specifică fără filigran | [...] iubitoriului de D[u]mnezeu Kir Filaret Episocopul Râmnicului. În sf[â]nta Episcopie a Râmnicului. La anul de la XS; 1780" | Muzeul Național al Literaturii Române, București       | Cimec    |
|      | Mineiul luna lui August carele sau tipărit acum întâiu rumâneaște, în zilele Prea Luminatului Domn, Io Alexandru Ipsilant Voevod. Cu Bl[a]gosloveniea prea sfințitului Mitropolit al Ou[n]ggrovlahiei Kir Grigorie, prin nevoința și Tălmăcirea [...] Autor: Tradusă de cărturarul Filaret, episcopul Râmnicului. | Datare: 1780 Școală: De popa Costandin tipograful Râmnicului și de popa Constandin Miha[i]lovici tipograf". Dimensiuni: (31 x 21,5 cm) Material: hârtie specifică fără filigran | [...] iubitoriului de D[u]mnezeu Kir Filaret Episocopul Râmnicului. În sf[â]nta Episcopie a Râmnicului. La anul de la XS; 1780" | Muzeul Național al Literaturii Române, București       | Cimec    |
|      | Mineiul luna lui Octovrie carele sau tipărit acum întâiu rumâneaște, întru întâia domnie a Prea înălțatului Domn, Io Alexandru Ipsilant Voevod. Cu Bl[a]gosloveniea și toată cheltuiala Prea sfințitului Mitropolit al Ou[n]ggrovlahiei Kir Grigorie [...] Autor: Editată de cărturarul Chesarie, episcopul Râmnicului. | Datare: 1776 Școală: "Sau tipărit de cucearnicul între preoți, popa Costandin Mihailovici, tipograful Râm[nicului]". Dimensiuni: (30,5 x 20,5 cm) Material: hârtie specifică fără filigran | [...]Prin osârdia sf[i]nții sale, iubitoriului de D[u]mnezeu Kir Chesarie Episocopul Râm[nicului]. În sf[â]nta Episcopie a Râm[nicului]. La anul de la XS; 1776" | Muzeul Național al Literaturii Române, București       | Cimec    |
|      | Cazanii ce kuprind în sine Ev[a]ngheliile tălcuite ale Duminecilor de preste An, și cu Cazaniile Sinapsariului Praznicilor împărătești, și ale Sf[i]nților celor Mari, a 12 luni de preste an. Care acum sau tipărit În zilele prea Luminatului Domn [...] Autor: Editată de ierodiaconul Grigorie, din Episcopia Râmnicului | Datare: 1781 Școală: De "Kliment ieromonahul, tipograful Episcopiei Râmnicului și de popa Konstandin tipograful Sf[i]ntei Episcopii Râmnicului". Dimensiuni: (30,3 x 21,5 cm) Material: hârtie specifică fără filigran | [...] Io Alexandru Ipsilant Veovod. Cu bl[a]gosloveniea prea Sf[i]ințitului Mitropolit Kir Grigorie. Și cu toată cheltuiala Sf[i]nții sale iubitoriului de D[u]mnezeu Kir Filaret Episocopul Râmnicului. În sf[â]nta Episcopie a Râmnicului. De la anul mântuirii: 1781" | Muzeul Național al Literaturii Române, București       | Cimec    |
|      | Descrierea istorică, geografică și politică a Moldovei, ediție îngrijită de Vasilii Levșin, tipărită la Tipografia Universității din Moskova, 1789 Autor: Tipărită după manuscrisele originale, de redacție latină, ale lui Dimitrie Cantemir | Datare: 1789 Școală: În tipografia Universității din Moskova. Dimensiuni: 18 x 12 cm Material: Hârtie specifică fără filigran. | | Muzeul Național al Literaturii Române, București       | Cimec    |
|      | Sfintele și Dumnezeeștile Liturghii. A celor dintru Sfi[n]ți Părinților noștri, a lui Ioann Zlatoust, a lui Vasilie cel Mare, și a prejdesștenii. Autor: Grigorie ieromonahul - îngrijitorul ediției Râmnic (1768) a Sfintelor și Dumnezeeștilor Liturghii, conform colofonului de pe ultima filă tipărită | Datare: 1768 Școală: A fost tipărită în Tipografia Episcopiei de Râmnic de către tipograful „popa Gheorghie Atanasie“ și Grigorie ieromonahul. Dimensiuni: 21,5 x 16,5 cm Material: Hârtie cu filigran. | „Sfintele și Dumnezeeștile Liturghii. A celor dintru Sfi[n]ți Părinților noștri, a lui Ioann Zlatoust, a lui Vasilie cel Mare, și a prejdesștenii. Acum întru acest chip sau tipărit, întru întâia Domnie a prea luminatului Domn Io Alexandru Scarlat Ghica Voievod. Cu bl[a]goslovenia și osârdia, și cu toată cheltuiala, Sf[i]nții sale iubitoriului de D[u]mnezeu: Kir Partenie episcopul R[â]m[nicului]. În sf[â]nta Episcopie a Râmnicului: La anii de la zidirea lumii 7276 (1768)“. | Muzeul Național al Literaturii Române, București       | Cimec    |
|      | Teologhia Moralicească sau Bogoslovija, carea cuprinde învățătura năravuirilor celor bune, și a vieții creștinești, din S:[Sfânta] Scriptură, și din Sfinții părinți Autor: Tradusă, compusă și scrisă de cărturarul Samuil Micu (Klein) | Datare: 1796 Școală: A fost tipărită în Tipografia episcopală din Blaj. Dimensiuni: 24,4 x 19,4 cm Material: Hârtie cu filigran. | „Teologhia Moralicească sau Bogoslovija, carea cuprinde învățătura năravuirilor celor bune, și a vieții creștinești, din S:[Sfânta] Scriptură, și din Sfinții părinți, culeasă, și întracest chip așezată după rânduiala S:[Sfintei] Besearicii [a] răsăritului, supt stăpânirea prea înălțatului împărat al romanilor Franțișc al Doilea. Cu blagoslovenia Măriji sale, prea luminatului, și prea sfințitului Domnului Domn Ioann Bobb vlădicul Făgărașului. Acum întâiu tipărită în Blaj. Anii de la XS 1796“. | Muzeul Național al Literaturii Române, București       | Cimec    |
|      | Retorică, adecă Învățătura și Întocmirea Frumoasei Cuvăntări, acum întâiu izvodită pe limba romănească. Împodobită și întemeiată cu pildele vechilor filosofi, și Dascali bisericești. În Buda. Autor: Ioan Piuariu-Molnar - autor | Datare: 1798 Școală: Tipărită în Tipografia Regală a Secției de Studii Orientale a Universității din „Peșta“. Dimensiuni: 20,9 x 12,9 cm Material: Hârtie cu filigran. | Retorică, adecă Învățătura și Întocmirea Frumoasei Cuvăntări, acum întâiu izvodită pe limba romănească. Împodobită și întemeiată cu pildele vechilor filosofi, și Dascali bisericești. În Buda: Sau tipărit în krăiasca Tipografie Orientalicească, a Universitatei Peștii, 1798 | Muzeul Național al Literaturii Române, București       | Cimec    |
|      | Ducerea de mână cătră cinst’a și direptatea adeacă la copii rumâneaștii ceice în școlele ceale mici să învață spre cetanie rănduită cartea. Nelegată cu 18 kr: Ku dovoirea stăpânitorilor. În Buda. Tipărită la Kreiasca Universiteții Tipografie, 1798. Autor: Paul Iorgovici (Brâncoveanu) - traducător | Datare: 1798 Școală: Tipărită în Tipografia Regală a Universității din Buda. Dimensiuni: 18,5 x 11 cm Material: Hârtie cu filigran. | Ducerea de mână cătră cinst’a și direptatea adeacă la copii rumâneaștii ceice în școlele ceale mici să învață spre cetanie rănduită cartea. Nelegată cu 18 kr: Ku dovoirea stăpânitorilor. În Buda. Tipărită la Kreiasca Universiteții Tipografie, 1798. | Muzeul Național al Literaturii Române, București       | Cimec    |
|      | Planul Bukureștiului Autor: Inginer Maior Baron Rudolf Artur Borroczyn | Datare: post 1852 Școală: Arte tipografice Constantin Chiulea, Calea Rahovei, 44 Dimensiuni: 71 x 62,5cm Material: Hârtie cartonată | Planul Bukureștiului. Ridikat, tras chi-publicat. Din porunka prea înăltzatului domn stăpînitor. Barbu Dimitrie Știrbeiu V.V. Maior Baron Rudolf Artur Borroczyn, 1852 | Muzeul Național al Literaturii Române, București       | Cimec    |
|      | Alfavita sufletească Autor: Ierarhul Ioan Popovici, editorul cărții | Datare: 1803 Școală: Ioann Bart (Iohannis Barth) în tipografia săsească a dinastiei Bart Dimensiuni: 22,9 x 19 cm Material: Hârtie cu filigran | Întru slava sf[i]ntei cei de o ființă, și nedespărțitei troițe, tatălui, și fiiului, și sf[â]ntului d[u]h. Alfavita sufletească, care sau tipărit în zilele prea înălțatului împărat al Romanilor, Franțisc al Duoilea. Fiind gubărnator al Țării Ardealului Exțelenția sa D. D. Grof Gheorghie Banfii. Cu blagoslovenia cinstitului Conzistoriumului al neouniților. Fiind vicariș clerului, Ioann Popovici de Xondol. Sibiu. În cesaro creiasca privigheliiata Tipografia a lui Ioann Bart. 1803 | Muzeul Național al Literaturii Române, București       | Cimec    |
|      | Istoriea judecății Mântuitoriului | Datare: 30 martie 1805 Școală: Tipografia imperială din Viena Dimensiuni: 47 x 32,2 cm Material: Hârtie tipografică specifică fără filigran | Fila tipărită cuprinde 28 de secvențe ale Istoriei Judecății Mântuitorului, începând de la judecata după legea evreilor până la osândirea lui Isus Hristos, de către Pilat din Pont, pentru folosirea titlului de „fiiu lui D[u]mnezeu, și…de Împărat al jidovilor. Și au zis că va strica biserica lui Solomon. Să fie dar osândit pe Cruce împreună cu doi tâlhari“. | Muzeul Național al Literaturii Române, București       | Cimec    |
|      | Ortus et progressus variarum in Dacia gentium ac religionum cum Principibus ejusdem Autor: Joannes Daroczi, editor | Datare: 1764 Școală: „Typis Academicis Societatis Jesu“, a Universității din Cluj-Napoca Dimensiuni: 17,2 x 10,7 cm Material: Hârtie cu filigran | Ortus et progressus variarum in Dacia gentium ac religionum cum Principibus ejusdem. Primum in lucem datus. Anno millesimo, septingentesimo, trigesimo. Nunc denuo recusus. Claudiopoli. Typis Academicis Societatis Jesu. Anno MDCCLXIV. | Muzeul Național al Literaturii Române, București       | Cimec    |
|      | Scrisoare (cu plic) datată „Miercuri, 23 septembrie/ 5 octombrie 1898, București‟, adresată de Anna Maiorescu lui Ion A. Rădulescu Autor: Scrisoarea a fost redactată de Anna Maiorescu | Datare: 23 septembrie/ 5 octombrie 1898 Școală: Scrisoarea a fost redactată de Anna Maiorescu. Dimensiuni: (12,2 x 11 cm) Material: hârtie cu filigran | | Muzeul Național al Literaturii Române, București       | Cimec    |
|      | Scrisoare datată „31 martie/12 aprilie 1896, Leipzig‟, adresată Annei Maiorescu de Ion A. Rădulescu Autor: Scrisoarea a fost redactată de Ion A. Rădulescu | Datare: 31 martie/12 aprilie 1896 Școală: Scrisoarea a fost redactată de Ion A. Rădulescu. Dimensiuni: (18 x 11 cm) Material: hârtie cu filigran | | Muzeul Național al Literaturii Române, București       | Cimec    |
|      | Adresă a Ministerului Afacerilor Străine, datată 20 decembrie 1913, București, semnată de ministrul Titu Maiorescu, către Ion C. Filitti Autor: Scrisoarea a fost redactată în cadrul Ministerului Afacerilor Străine și semnată de ministrul Titu Maiorescu | Datare: 20 decembrie 1913 Școală: Scrisoarea a fost redactată în cadrul Ministerului Afacerilor Străine și semnată de ministrul Titu Maiorescu. Dimensiuni: (32,2 x 20,6 cm) Material: hârtie cu filigran | | Muzeul Național al Literaturii Române, București       | Cimec    |
|      | Adresă a Ministerului Cultelor și Instrucțiunei Publice, datată 13 august 1888, București, semnată de ministrul Titu Maiorescu, către rectorul Seminarului Catolic din București Autor: Scrisoarea a fost redactată în cadrul Ministerului Cultelor și Instrucțiunei Publice și semnată de ministrul Titu Maiorescu | Datare: 13 august 1888 Școală: Scrisoarea a fost redactată în cadrul Ministerului Cultelor și Instrucțiunei Publice și semnată de ministrul Titu Maiorescu. Dimensiuni: (34 x 21 cm) Material: hârtie specifică fără filigran                                                                                               | | Muzeul Național al Literaturii Române, București       | Cimec    |
|      | Manuscris. Principii matematice, de teorie și practică, pentru fracții ordinare și probleme, în ciclul gimnazial. Sfârșitul secolului al XIX-lea Autor: Autor necunoscut | Datare: Sfârșitul secolului al XIX-lea Școală: Autor necunoscut Dimensiuni: (23,2 x 17,9 cm) Material: hârtie cu filigran | | Muzeul Național al Literaturii Române, București       | Cimec    |
|      | Scrisoare a Alexandrei Caragiale adresată lui Petre Locusteanu. Autor: Scrisoarea a fost redactată de Alexandra Caragiale. | Datare: Prima parte a secolului al XX-lea Școală: Scrisoarea a fost redactată de Alexandra Caragiale. Dimensiuni: (17 x 13 cm) Material: hârtie cu filigran | | Muzeul Național al Literaturii Române, București       | Cimec    |
|      | Poezie a lui I. L. Caragiale intitulată „Dogaresa și Poetul“, cunoscută în prezent sub denumirea „În gondolă“. Autor: Poezia a fost redactată de I. L. Caragiale. | Datare: către sfârșitul secolului al XIX-lea. Școală: Poezia a fost redactată de I. L. Caragiale. Dimensiuni: (32,3 x 7,4 cm) Material: hârtie fără filigran | | Muzeul Național al Literaturii Române, București       | Cimec    |
|      | Programul pieselor de teatru „Năpasta“ și „O noapte furtunoasă“ reprezentate la Teatrul Național, în stagiunea 1905-1906. Autor: Pliantul a fost redactat în cadrul Teatrului Național din București. | Datare: 1905-1906 Școală: Pliantul a fost redactat în cadrul Teatrului Național din București. Dimensiuni: (31,3 x 23,2 cm) Material: hârtie fără filigran | | Muzeul Național al Literaturii Române, București       | Cimec    |
|      | Poezie a lui I. L. Caragiale intitulată „Boul și Vițelul“. Autor: Documentul a fost redactat de I. L. Caragiale. | Datare: [1907] Școală: Documentul a fost redactat de I. L. Caragiale Dimensiuni: (24,5 x 10,5 cm) Material: hârtie fără filigran | | Muzeul Național al Literaturii Române, București       | Cimec    |
|      | Scrisoare a lui I. L. Caragiale către librarul C. Sfetea, datată 27 aprilie 1892. Autor: Documentul a fost redactat de I. L. Caragiale. | Datare: 27 aprilie 1892 Școală: Documentul a fost redactat de I. L. Caragiale. Dimensiuni: (27 x 21 cm) Material: hârtie cu filigran | | Muzeul Național al Literaturii Române, București       | Cimec    |
|      | Carte poștală expediată din Berlin de I.L. Caragiale lui Alexandru Vlahuță, cu un mesaj datat „17/30 decembrie 1909” Autor: Documentul a fost redactat de I.L. Caragiale. | Datare: 17/30 decembrie 1909 Școală: Documentul a fost redactat de I.L. Caragiale. Dimensiuni: (9,1 x 14 cm) Material: carton | | Muzeul Național al Literaturii Române, București       | Cimec    |
|      | Carte poștală expediată din Arad de I.L. Caragiale lui Alexandru Vlahuță, cu un mesaj nedatat. Autor: Documentul a fost redactat de I.L. Caragiale. | Datare: februarie 1911 Școală: Documentul a fost redactat de I.L. Caragiale. Dimensiuni: (9 x 14 cm) Material: carton | | Muzeul Național al Literaturii Române, București       | Cimec    |
|      | Carte poștală expediată din Berlin de I.L. Caragiale lui Alceu Urechia, cu un mesaj datat „Joi 22 noiembrie/5 decembrie 1907”. Autor: Documentul a fost redactat de I.L. Caragiale. | Datare: 22 noiembrie/ 5 decembrie 1907 Școală: Documentul a fost redactat de I.L. Caragiale. Dimensiuni: (9 x 14 cm) Material: carton | | Muzeul Național al Literaturii Române, București       | Cimec    |
|      | Carte poștală expediată din Berlin de I.L. Caragiale lui Alceu Urechia, cu un mesaj datat „Joi 7/20 februarie 1908” Autor: Documentul a fost redactat de I.L. Caragiale. | Datare: 7/20 februarie 1908 Școală: Documentul a fost redactat de I.L. Caragiale. Dimensiuni: (9 x 14 cm) Material: carton | | Muzeul Național al Literaturii Române, București       | Cimec    |
|      | Carte poștală expediată din Berlin de I.L. Caragiale lui Paul Zarifopol, cu un mesaj nedatat. Autor: Documentul a fost redactat de I.L. Caragiale. | Datare: decembrie 1906 Școală: Documentul a fost redactat de I.L. Caragiale. Dimensiuni: (8,8 x 13,8 cm) Material: carton | | Muzeul Național al Literaturii Române, București       | Cimec    |
|      | Carte poștală expediată din Wilmersdorf, Berlin de I.L. Caragiale lui Paul Zarifopol, cu un mesaj nedatat. Autor: Documentul a fost redactat de I.L. Caragiale. | Datare: decembrie 1906 Școală: Documentul a fost redactat de I.L. Caragiale. Dimensiuni: (9 x 13,9 cm) Material: carton | | Muzeul Național al Literaturii Române, București       | Cimec    |
|      | Carte poștală expediată din Domerstag, Berlin de I.L. Caragiale lui Paul Zarifopol, cu un mesaj datat pentru 9 ianuarie 1908. Autor: Documentul a fost redactat de I.L. Caragiale. | Datare: 9 ianuarie 1908 Școală: Documentul a fost redactat de I.L. Caragiale. Dimensiuni: (9 x 14 cm) Material: carton | | Muzeul Național al Literaturii Române, București       | Cimec    |
|      | Carte poștală expediată din Berlin de I.L. Caragiale lui Paul Zarifopol, cu un mesaj nedatat. Autor: Documentul a fost redactat de I.L. Caragiale. | Datare: iulie 1908 Școală: Documentul a fost redactat de I.L. Caragiale în Travemünde Strand (Lübeck), apoi a fost francat la Berlin. Dimensiuni: (8,5 x 13,6 cm) Material: carton | | Muzeul Național al Literaturii Române, București       | Cimec    |
|      | Carte poștală expediată din Berlin de I.L. Caragiale lui Paul Zarifopol, cu un mesaj nedatat. Autor: Documentul a fost redactat de I.L. Caragiale. | Datare: noiembrie 1908 Școală: Documentul a fost redactat de I.L. Caragiale. Dimensiuni: (9 x 14 cm) Material: carton | | Muzeul Național al Literaturii Române, București       | Cimec    |
|      | Carte poștală expediată din Berlin de I.L. Caragiale lui Paul Zarifopol, cu un mesaj nedatat. Autor: Documentul a fost redactat de I.L. Caragiale. | Datare: 29-30 noiembrie 1908 Școală: Documentul a fost redactat de I.L. Caragiale. Dimensiuni: (9 x 14 cm) Material: carton | | Muzeul Național al Literaturii Române, București       | Cimec    |
|      | Carte poștală expediată din Berlin de I.L. Caragiale lui Paul Zarifopol, cu un mesaj nedatat. Autor: Documentul a fost redactat de I.L. Caragiale. | Datare: iulie 1908 Școală: Documentul a fost redactat de I.L. Caragiale. Dimensiuni: (9 x 14 cm) Material: carton | | Muzeul Național al Literaturii Române, București       | Cimec    |
|      | Carte poștală expediată din Berlin de I.L. Caragiale lui Paul Zarifopol, cu un mesaj nedatat. Autor: Documentul a fost redactat de I.L. Caragiale. | Datare: iunie 1908 Școală: Documentul a fost redactat de I.L. Caragiale. Dimensiuni: (9 x 14 cm) Material: carton | | Muzeul Național al Literaturii Române, București       | Cimec    |
|      | Carte poștală expediată din Berlin de I.L. Caragiale lui Paul Zarifopol, cu un mesaj nedatat. Autor: Documentul a fost redactat de I.L. Caragiale. | Datare: septembrie 1908 Școală: Documentul a fost redactat de I.L. Caragiale. Dimensiuni: (9 x 14 cm) Material: carton | | Muzeul Național al Literaturii Române, București       | Cimec    |
|      | Scrisoare de felicitare a nepoților Nicolae, Ana și Aurelian Caragiale către unchiul lor I.L. Caragiale, București, 30 ianuarie 1912. Autor: Documentul a fost redactat de Nicolae Caragiale, primul semnatar al scrisorii. | Datare: 30 ianuarie 1912 Școală: Documentul a fost redactat de Nicolae Caragiale, primul semnatar al scrisorii. Dimensiuni: (27 x 21 cm) Material: hârtie fără filigran | | Muzeul Național al Literaturii Române, București       | Cimec    |
|      | Scrisoare datată „4/17 martie 1912, Brașov“, adresată lui Ion Luca Caragiale de Nicolae Bogdan, președintele „Asociațiunii pentru literatura și cultura poporului român”, secția I Brașov. Autor: Documentul a fost redactat de Nicolae Bogdan, președintele „Asociațiunii pentru literatura și cultura poporului român”, secția I Brașov.                                                                                            | Datare: 4/17 martie 1912 Școală: Documentul a fost redactat de Nicolae Bogdan, președintele „Asociațiunii pentru literatura și cultura poporului român”, secția I Brașov. Dimensiuni: (28,6 x 22 cm) Material: hârtie cu filigran                                                                                           | | Muzeul Național al Literaturii Române, București       | Cimec    |
|      | Scrisoare datată „24 februarie stil vechi, marți, București“, semnată de Ion Luca Caragiale, adresată lui Elie Dăianu Autor: Documentul a fost redactat de I. L. Caragiale. | Datare: 24 februarie [1904] Școală: Documentul a fost redactat de I. L. Caragiale. Dimensiuni: (17,5 x 11,5 cm) Material: hârtie cu filigran | | Muzeul Național al Literaturii Române, București       | Cimec    |
|      | Telegramă a studenților români din Leipzig adresată lui I.L. Caragiale, datată 14 februarie 1912. Autor: Documentul a fost redactat în cadrul Oficiului Poștal din Schöneberg, Berlin, preluând un mesaj al studenților români din Leipzig. | Datare: 14 februarie 1912 Școală: Documentul a fost redactat în cadrul Oficiului Poștal din Schöneberg, Berlin, preluând un mesaj al studenților români din Leipzig. Dimensiuni: (20 x 24 cm) Material: hârtie fără filigran                                                                                                | | Muzeul Național al Literaturii Române, București       | Cimec    |
|      | Scrisoare a lui I.L. Caragiale adresată unui grup de literați români, Berlin, 26 decembrie 1907/ 8 ianuarie 1908 Autor: Documentul a fost redactat de I. L. Caragiale. | Datare: 26 decembrie 1907-8 ianuarie 1908 Școală: Documentul a fost redactat de I. L. Caragiale. Dimensiuni: (17,6 x 11,3 cm) Material: hârtie fără filigran | | Muzeul Național al Literaturii Române, București       | Cimec    |
|      | Scrisoare datată „1 martie 1912, Roma“, adresată lui Ion Luca Caragiale de Constantin Petrescu Autor: Documentul a fost redactat de Constantin Petrescu | Datare: 1 martie 1912 Școală: Documentul a fost redactat de Constantin Petrescu Dimensiuni: (17,8 x 11,3 cm) Material: hârtie cu filigran | | Muzeul Național al Literaturii Române, București       | Cimec    |
|      | Scrisoare datată „16/29.12.1909“, adresată de Ion Luca Caragiale lui Dumitru D. Pătrășcanu Autor: Documentul a fost redactat de I. L. Caragiale. | Datare: 16/ 29 decembrie 1909 Școală: Documentul a fost redactat de I. L. Caragiale. Dimensiuni: (18 x 11,5 cm) Material: hârtie cu filigran | | Muzeul Național al Literaturii Române, București       | Cimec    |
|      | Telegramă trimisă din Berlin de Ion Luca Caragiale lui Paul Zarifopol, aflat la Paris Autor: Textul lui I.L. Caragiale, telegrafiat din Berlin, a fost preluat în cadrul unui Oficiu Poștal din Paris. | Datare: mai 1908 Școală: Textul lui I.L. Caragiale, telegrafiat din Berlin, a fost preluat în cadrul unui Oficiu Poștal din Paris. Dimensiuni: (19,2 x 24 cm) Material: hârtie fără filigran | | Muzeul Național al Literaturii Române, București       | Cimec    |
|      | Telegramă trimisă de Ion Luca Caragiale lui Paul Zarifopol, aflat la Leipzig; nedatată. Autor: Documentul a fost redactat de I.L. Caragiale în cadrul unui Oficiu Poștal din București, pentru a fi telegrafiat către Leipzig. | Datare: ante 1905 Școală: Documentul a fost redactat de I.L. Caragiale în cadrul unui Oficiu Poștal din București, pentru a fi telegrafiat către Leipzig. Dimensiuni: (19 x 24,5 cm) Material: hârtie fără filigran | | Muzeul Național al Literaturii Române, București       | Cimec    |
|      | Scrisoare a lui I. L. Caragiale către librarul C. Sfetea, datată pentru anul 1892 Autor: Documentul a fost redactat de I. L. Caragiale | Datare: 1892 Școală: Documentul a fost redactat de I. L. Caragiale. Dimensiuni: (28,5 x 20 cm) Material: hârtie fără filigran | | Muzeul Național al Literaturii Române, București       | Cimec    |
|      | Approbatae constitutiones Regni Transilvaniae et Partium Hungariae | Datare: MDCLM (1653) Școală: Abraham Kertesz Szenciensem Dimensiuni: 28 x 19 cm Material: hârtie specifică cu filigran | | Muzeul Național de Istorie a României, București       | Cimec    |
|      | Compilatae constitutiones regni Transylvaniae et patrium Hungariae | Datare: MDCLIX (1669) Școală: Michael Szentyel Veres - Egyhazi Dimensiuni: 28 x 19 cm | | Muzeul Național de Istorie a României, București       | Cimec    |
|      | Chronica oder Aussfurhlich Warhasstige Beschreikung Hungarische Chronica | Datare: MDCLXV (1665) Școală: Wilhelm Gerlins Dimensiuni: 19,5 x 16 cm | | Muzeul Național de Istorie a României, București       | Cimec    |
|      | Antiquitates Romanae Autor: Dionysius Halicarnaseus; Lapus Biragus Florentinus - traducător | Datare: 1480 Școală: Bernadinus Celerius Dimensiuni: (31 x 22 cm) Material: hârtie specifică fără filigran | Impressum Tarvisü per Bernardium/ Celerium delvere. Anno Chr. Nati./ MCCCCLXXX.bissexto Kl. M artias/ Ioanne Mocenigo Veneto/ rum duce inclyto”. | Muzeul Național de Istorie a României, București       | Cimec    |
|      | Recueil des cent estampes représentant des différentes nations du Levant Autor: VanMour, Jean-Baptiste, pict.; Simonneau Philippe, grav., Scotin, G. grav. | Datare: 1714 Școală: chez Basan graveur, avec privilège du Roi Dimensiuni: 435x250 mm Material: hârtie groasă de textile, cu filigran; tipar; | Recueil des cent estampes représentant des différentes nations | Banca Națională a României, București                  | Cimec    |
|      | Traité sur le commerce de la Mer Noire Autor: Peyssonel, Charles-Claude | Datare: MDCCLXXXVII Școală: chez Cuchet, Libraire Dimensiuni: 145x80 mm Material: tipărit pe hârtie de textile, fără filigran | Traité sur le commerce de la Mer Noire | Banca Națională a României, București                  | Cimec    |
|      | Carte folositoare de suflet Autor: Chirio Veniamin, Mitropolit al Moldovei | Datare: 1819 Școală: Tipografia Sfintei Mitropolii Dimensiuni: 23 x 16,5 cm Material: hârtie | Carte folositoare de suflet despărțită în trei părți, dintru care cea dintâiu cuprinde învățătura cătră duhovnic. A doao canoanele Sfântului Ioan Postnicul. Iar a treia sfătuirea cătră cel ce să mărtusisește | Muzeul Național de Artă al României, București         | Cimec    |
|      | Sfânta și Dumnezeiasca Evanghelie. Acum întâi tipărită…(în vremea lui Grigore Ghica Voievod) Autor: Neofit Criteanul, Mitropolit aș Țării Românești și Exarh al Plaiurilor | Datare: 1750 Școală: București: În Sfânta Mitropolie, Barbul Bucureșteanul i Grigorie Tipografii Dimensiuni: 30 x 20 cm Material: hârtie cu filigran | Sfânta și Dumnezeiasca Evanghelie. Acum întâi tipărită…(în vremea lui Grigore Ghica Voievod) Chir Neofit Criteanul, Mitropolitul a toatei Țări Rumânești și Exarh plaiurilor; în vremea lui Grigore Ghica Voievod; Barbul Bucureșteanul și Grigorie Tipografii. | Muzeul Național de Artă al României, București         | Cimec    |
|      | Penticostarion ce cuprinde întru sine slujba ce i să cuvine din Sfânta și Luminata Duminică a Paștilor, până la Dumineca tuturor Sfinților. Acum tipărit întru întâia domnie a prea luminatului Domn Io Mihai Costandin Suțul Voevod Autor: Filaret, Episcopul Râmnicului | Datare: 1785 Școală: Climent Ieromonah Tipograful, popa Gheorghe Constandin Tipograf, Dimitrie Tipograful Râmniceanul Dimensiuni: 29 x 20 cm Material: hârtie cu filigran | Penticostarion ce cuprinde întru sine slujba ce i să cuvine din Sfânta și Luminata Duminică a Paștilor, până la Dumineca tuturor Sfinților. Acum tipărit întru întâia domnie a prea luminatului Domn Io Mihai Costandin Suțul Voevod | Muzeul Național de Artă al României, București         | Cimec    |
|      | Psaltirea fericitului proroc împăratului David… Autor: Chirio Veniamin, Mitropolit al Moldovei | Datare: 1817 Școală: În tipografia Sfintei Mitropolii; semn tipografic Mihail Strilbițki Dimensiuni: 32 x 23 x 4 cm Material: hârtie cu filigran | Psaltirea fericitului proroc împăratului David… | Muzeul Național de Artă al României, București         | Cimec    |
|      | Cuvinte puține oarecare din ceale multe ale lui întru sfinți Părintelui nostru Ioan Gură de Aur Autor: Grigorie, mitropolit al Țării Românești | Datare: 1827 Școală: În Sfânta Mitropolie, De Matei Băbeanul tipograful Dimensiuni: 32,5 x 22,5 x 3,5 cm Material: hârtie cu filigran | Cuvinte puține oarecare din ceale multe ale lui întru sfinți Părintelui nostru Ioan Gură de Aur | Muzeul Național de Artă al României, București         | Cimec    |
|      | Scara cuviosului părintelui nostru Ioan, Igumenul dfintei mănăstiri a Sinaiului Autor: Veniamin, Mitropolit | Datare: 1814 Școală: semn tipografic Mihail Strilbițchi; ieromonahul Simion Dimensiuni: 33 x 22 x 5,5 cm Material: hârtie cu filigran | Scara cuviosului părintelui nostru Ioan, Igumenul dfintei mănăstiri a Sinaiului | Muzeul Național de Artă al României, București         | Cimec    |
|      | De regibus Francorum, Hispaniae, Hierosolymorum, Neapolis et Sicileae, Hungariae Autor: Michaelis Ritii Neapolitan | Datare: 1534 Școală: tipografia Hieronymus Frobenius Dimensiuni: 16 x 11,6 x 2,5 cm Material: hârtie | De regibus Francorum, Hispaniae, Hierosolymorum, Neapolis et Sicileae, Hungariae | Muzeul Național de Artă al României, București         | Cimec    |
|      | Acatist sau carte cu multe rugăciuni Autor: Micu-Klein, Samuil | Datare: 1801 Școală: tipograf Martin Hochmeister Dimensiuni: 13,2 x 9,5 x 2,8 cm Material: hârtie cu filigran | Acatist sau carte cu multe rugăciuni | Muzeul Național de Artă al României, București         | Cimec    |
|      | Descriptio belii iuoniae. Voivoade valachiae quod anno 1574 cum selymo II Turcarum imperatore gessit. Autor: Leonhardus Gorecius | Datare: 1578 Școală: tipografia Andrea Wechelum Dimensiuni: 14,5 x 9,5 x 1 cm Material: hârtie | Descriptio belii iuoniae. Voivoade valachiae quod anno 1574 cum selymo II Turcarum imperatore gessit. | Muzeul Național de Artă al României, București         | Cimec    |
|      | Bellum catilinarium. Belum Jugurthinum; De Rebus gestis Alexandri Magni ; Satyre et doctorum virorum amendatione. Autor: C. Crispus Sallustius; Quintus Curtius Rufus; Junii Juvenalis et Auli Persii Flacci u | Datare: 1621; 1621; 1619 Școală: tip. G. Janssonium; G. Janssonium; G. Janssonium Dimensiuni: 11,5 x 6 x 3,5 cm Material: hârtie | Historiarum fragmenta libri quinque. Fragmenta incertorum librorum. Orationes duae ad C. Caesarem adscriptae. In : Tullium Ciceronem declamation. Vita sallustii ex libris Petri Creniti; 2. De Rebus gestis Alexandri Magni; Satyre et doctorum virorum amendatione. | Muzeul Național de Artă al României, București         | Cimec    |
|      | Psaltichie | Datare: a doua jumatate a sec. XVIII? Dimensiuni: 21,5 x 15,6 x 2 cm Material: hârtie | Psaltichie | Muzeul Național de Artă al României, București         | Cimec    |
|      | Copie post 1700 a izvodului cărții lui Mihnea voievod, fiul lui Alexandru voievod, pentru moșia Cepturile, din data de 28 martie 1579 Autor: Document redactat de dascălul domnesc Lupu din București, reprezentând o traducere târzie, din slavonă, de la începutul secolului al XVIII-lea. | Datare: post 1700 Școală: Document redactat de dascălul domnesc Lupu din București, reprezentând o traducere târzie, din slavonă, de la începutul secolului al XVIII-lea. Dimensiuni: (31,8 x 21,6 cm) Material: Hârtie fără filigran.                                                                                      | | Muzeul Național al Literaturii Române, București       | Cimec    |
|      | Listă de documente privitoare la moșia Ceptura din jud. Saac. Autor: Document redactat la Ceptura de către „Gheorghe vistier, fostul logofăt al stărostiei”, nume ce apare în partea de jos a documentului. | Datare: 31 martie 1833 Școală: Document redactat la Ceptura de către „Gheorghe vistier, fostul logofăt al stărostiei”, nume ce apare în partea de jos a documentului. Dimensiuni: (40,5 x 15 cm) Material: Hârtie cu filigran.                                                                                              | | Muzeul Național al Literaturii Române, București       | Cimec    |
|      | Zapis (adeverință) al lui Constantin, Neculai și Matei Dăncescu privind cositul și semănatul părților de moșie deținute. Autor: Document redactat de către Matei Dăncescu, semnatar al documentului. | Datare: 29 noiembrie 1800 Școală: Document redactat de către Matei Dăncescu, semnatar al documentului. Dimensiuni: (19,5 x 14 cm) Material: Hârtie cu filigran. | | Muzeul Național al Literaturii Române, București       | Cimec    |
|      | Înștiințare judecătorească adresată lui Costandin, Matei și Neculai Dăncescu. Autor: Document redactat în cadrul unui tribunal. Nu se specifică proveniența actului, însă este semnat de Iamandi vornic, din partea emitentului. | Datare: 5 noiembrie 1803 Școală: Document redactat în cadrul unui tribunal. Nu se specifică proveniența actului, însă este semnat de Iamandi vornic, din partea emitentului. Dimensiuni: (30,5 x 10,7 cm) Material: Hârtie fără filigran.                                                                                   | | Muzeul Național al Literaturii Române, București       | Cimec    |
|      | Adeverință prin care Costandin Dăncescu renunță la dreptul de protimisis asupra unei părți de moșie a vel vornicului Negoiță. Autor: Document redactat în cadrul unui tribunal. Nu se specifică proveniența actului, însă este semnat de Iamandi vornic, din partea emitentului. | Datare: 19 noiembrie 1803 Școală: Document redactat în cadrul unui tribunal. Nu se specifică proveniența actului, însă este semnat de Iamandi vornic, din partea emitentului. Dimensiuni: (21,5 x 11,7 cm) Material: Hârtie fără filigran.                                                                                  | | Muzeul Național al Literaturii Române, București       | Cimec    |
|      | Zapis prin care Ene Ferea vinde lui Ioniță sin popa Vlad o vie cu obrație și o casă de nuiele pe dealul Ceptura Autor: Document redactat la Ceptura de unul dintre semnatarii documentului, însă semnătura acestuia este ilizibilă | Datare: 17 septembrie 1850 Școală: Document redactat la Ceptura de unul dintre semnatarii documentului, însă semnaătura acestuia este ilizibilă. Dimensiuni: (36,5 x 24 cm) Material: Hârtie fără filigran. | | Muzeul Național al Literaturii Române, București       | Cimec    |
|      | Zapis prin care Costandin Onuțu vinde lui Păun, fiul lui Achim, două pogoane de vie cu obrație. Autor: Document redactat la Ceptura de un funcționar al primăriei. | Datare: 25 mai 1860 Școală: Mențiunea de responsabilitate (autor, traducător): Document redactat la Ceptura de un funcționar al primăriei. Dimensiuni: (23,7 x 19,5 cm) Material: Hârtie fără filigran. | | Muzeul Național al Literaturii Române, București       | Cimec    |
|      | Zapisul lui Pană, fiul lui Drăghici logofăt, prin care îi vinde vărului său Costandin Bolișteanul o parte de moșie în Ceptura. Autor: Document redactat la Ceptura de către Pană, fiul lui Drăghici logofăt, care este și semnatar al zapisului. | Datare: 26 mai 1709 Școală: Document redactat la Ceptura de către Pană, fiul lui Drăghici logofăt, care este și semnatar al zapisului. Dimensiuni: (31,5 x 22 cm) Material: Hârtie fără filigran. | | Muzeul Național al Literaturii Române, București       | Cimec    |
|      | Filă pe care Nicolae Iorga a notat câteva cugetări Autor: Textul manuscris a fost redactat de Nicolae Iorga. | Datare: Prima parte a secolului al XX-lea Școală: Textul manuscris a fost redactat de Nicolae Iorga. Dimensiuni: (17 x 10,5 cm) Material: Hârtie fără filigran. | | Muzeul Național al Literaturii Române, București       | Cimec    |
|      | Filă cu scrieri de-ale lui Nicolae Iorga (o notă de lectură; un fragment dintr-o poezie) Autor: Textul manuscris a fost redactat de Nicolae Iorga. | Datare: 1897-1912 Școală: Textul manuscris a fost redactat de Nicolae Iorga. Dimensiuni: (21 x 17,2 cm) Material: Hârtie fără filigran. | | Muzeul Național al Literaturii Române, București       | Cimec    |
|      | Manuscris al lui Nicolae Iorga intitulat „Românii din America“ Autor: Textul manuscris a fost redactat de Nicolae Iorga. | Datare: 1930 Școală: Textul manuscris a fost redactat de Nicolae Iorga. Dimensiuni: (33,6 x 21 cm) Material: Hârtie fără filigran. | | Muzeul Național al Literaturii Române, București       | Cimec    |
|      | Text manuscris al lui Nicolae Iorga despre expoziția națională de la Veneția și cea internațională de la Barcelona, ambele organizate în 1929 Autor: Textul manuscris a fost redactat de Nicolae Iorga. | Datare: 1929 Școală: Textul manuscris a fost redactat de Nicolae Iorga. Dimensiuni: (33,7 x 20,9 cm) Material: Hârtie fără filigran. | | Muzeul Național al Literaturii Române, București       | Cimec    |
|      | Text manuscris, intitulat ”Impresii din America”, reprezentând un interviu radiofonic dat în 1930 de Nicolae Iorga, ale cărui răspunsuri sunt autografe Autor: Textul manuscris a fost redactat de Nicolae Iorga. | Datare: 1930 Școală: Textul manuscris a fost redactat de Nicolae Iorga. Dimensiuni: (21,2 x 17 cm) Material: Hârtie fără filigran și o filă cu filigran. | | Muzeul Național al Literaturii Române, București       | Cimec    |
|      | Carte poștală adresată, din Berlin, de I.L. Caragiale doamnei Ștefania Paul Zarifopol, aflată la Leipzig Autor: Documentul a fost redactat de I.L. Caragiale. | Datare: 27 decembrie 1907 Școală: Documentul conține următoarele informații tipografice: „79731 O. O. in Brg. Dimensiuni: (14 x 8,8 cm) Material: carton | | Muzeul Național al Literaturii Române, București       | Cimec    |
|      | Carte poștală adresată, din Budapesta, de I.L. Caragiale lui Paul Zarifopol, aflat la Leipzig Autor: Documentul a fost redactat de I.L. Caragiale. | Datare: iulie 1908 Școală: Documentul conține următoarele informații tipografice: „S[chwarcz] J. Bpest,“ (Budapesta). Dimensiuni: (9 x 14 cm) Material: carton | | Muzeul Național al Literaturii Române, București       | Cimec    |
|      | Carte poștală adresată, din Potsdam, de I.L. Caragiale lui Paul Zarifopol, aflat la Leipzig. Autor: Documentul a fost redactat de I.L. Caragiale. | Datare: iulie 1905 Școală: Documentul a fost tipărit la: „Carl Kisow, Kunstverlags-Anstalt, Berlin-Rixdorf, nr. 1133“. Dimensiuni: (13,8 x 9 cm) Material: carton | | Muzeul Național al Literaturii Române, București       | Cimec    |
|      | Carte poștală adresată, din București, de I.L. Caragiale lui Paul Zarifopol, aflat la Leipzig. Autor: Documentul a fost redactat de I.L. Caragiale. | Datare: aprilie 1908 Școală: Documentul a fost tipărit la: „Ad. Maier & D. Stern“, București, nr. de serie 1007. Dimensiuni: (9 x 14 cm) Material: carton | | Muzeul Național al Literaturii Române, București       | Cimec    |
|      | Carte poștală adresată, din Weinbiesnitz, de I.L. Caragiale lui Paul Zarifopol, aflat la Sinaia. Autor: Documentul a fost redactat de I.L. Caragiale. | Datare: aprilie 1908 Școală: Documentul nu prezintă elemente tipografice. Dimensiuni: (9 x 13,7 cm) Material: carton | | Muzeul Național al Literaturii Române, București       | Cimec    |
|      | Carte poștală adresată, din Berlin (Schöneberg), de I.L. Caragiale lui Emil Gârleanu, aflat la Craiova Autor: Documentul a fost redactat de I.L. Caragiale. | Datare: aprilie 1912 Școală: Documentul prezintă elemente tipografice abreviate: „H & S“ Dimensiuni: (8,7 x 13,7 cm) Material: carton | | Muzeul Național al Literaturii Române, București       | Cimec    |
|      | Carte poștală adresată, din Berlin, de I.L. Caragiale lui Paul Zarifopol, aflat la Leipzig Autor: Documentul a fost redactat de I.L. Caragiale | Datare: iunie 1906 Școală: Documentul nu prezintă elemente tipografice. Dimensiuni: (14 x 9 cm) Material: carton | | Muzeul Național al Literaturii Române, București       | Cimec    |
|      | Carte poștală adresată, din Berlin (Schöneberg), de I.L. Caragiale lui Paul Zarifopol, aflat la Sinaia Autor: Documentul a fost redactat de I.L. Caragiale. | Datare: septembrie 1910 Școală: Documentul prezintă elemente tipografice: „Verlag v. Hugo Thursch, Traveműnde“. Dimensiuni: (9,3 x 14,5 cm) Material: carton | | Muzeul Național al Literaturii Române, București       | Cimec    |
|      | Carte poștală adresată, din Berlin (Schöneberg), de I.L. Caragiale lui Paul Zarifopol, aflat la Leipzig Autor: Documentul a fost redactat de I.L. Caragiale. | Datare: februarie 1912 Școală: Documentul prezintă elemente tipografice abreviate: „N“ (inițiala se află în centrul unei stele cu șase colțuri). Dimensiuni: (9 x 13,8 cm) Material: carton | | Muzeul Național al Literaturii Române, București       | Cimec    |
|      | Carte poștală adresată, din Weimar, de I.L. Caragiale lui Paul Zarifopol, aflat la Leipzig. Autor: Documentul a fost redactat de I.L. Caragiale. | Datare: decembrie 1905 Școală: Documentul prezintă elemente tipografice: „Verlag E. Schulte, Weimar“. Dimensiuni: (9 x 14 cm) Material: carton | | Muzeul Național al Literaturii Române, București       | Cimec    |
|      | Carte poștală adresată, din Charlottenburg, de I.L. Caragiale lui Paul Zarifopol, aflat la Leipzig Autor: Documentul a fost redactat de I.L. Caragiale. | Datare: 7 iunie 1911 Școală: Documentul prezintă elemente tipografice:„Kunstverlag Friedrich Wessel, Lűbeck, Holstenstr, 10“. Dimensiuni: (8,8 x 13,8 cm) Material: carton | | Muzeul Național al Literaturii Române, București       | Cimec    |
|      | Carte poștală adresată, din Berlin, de I.L. Caragiale lui Paul Zarifopol, aflat la Leipzig Autor: Documentul a fost redactat de I.L. Caragiale. | Datare: februarie 1906 Școală: Documentul conține următoarele informații tipografice: „Photocromie“, nr. serie 1161. Dimensiuni: (8,7 x 13,8 cm) Material: carton | | Muzeul Național al Literaturii Române, București       | Cimec    |
|      | Carte poștală adresată, din Leipzig, de I.L. Caragiale lui Paul Zarifopol, aflat la Sinaia. Autor: Documentul a fost redactat de I.L. Caragiale. | Datare: august 1910 Școală: Documentul prezintă elemente tipografice abreviate: „B B & O L G M B H“. Dimensiuni: (9 x 14 cm) Material: carton | | Muzeul Național al Literaturii Române, București       | Cimec    |
|      | Tablou general cu venituri și cheltuieli ale Agenției Principatelor Unite la Constantinopol Autor: Negri, Costache | Datare: 1859-1860 Școală: Philippescu, I.I.; [Negri, C.] Dimensiuni: 33 x 43 cm Material: hârtie velină, cerneală neagră | [Tablou general cu venituri și cheltuieli ale Agenției Principatelor Unite la Constantinopol] | Muzeul Național al Literaturii Române, București       | Cimec    |
|      | Stella: Tragedie în 5 acte Autor: Goethe, Johann Wolfgang | Datare: 27 februarie 1862 Dimensiuni: 26,5 x 20 cm Material: hârtie vergé, cerneală neagră, carton și hârtie marmorată | Stella: Tragedie în 5 acte | Muzeul Național al Literaturii Române, București       | Cimec    |
|      | Istoria pentru începutul românilor în Dachia Autor: Maior, Petru | Datare: 1812 Școală: Crăiasca Tipografie a Universității Ungurești din Pesta Dimensiuni: 23,3 x 18,5 cm | Istoria pentru începutul românilor în Dachia | Muzeul Național al Literaturii Române, București       | Cimec    |
|      | Chiriacodromion sau Evanghelie învățătoare | Datare: 1699 Școală: Mitropolie Dimensiuni: 30,5 x 19 cm | Chiriacodromion sau Evanghelie învățătoare, Băigrad, 1699 | Muzeul Național al Literaturii Române, București       | Cimec    |
|      | Observații sau Băgări de seamă asupra Regulelor și Orânduelilor Gramaticii Rumânești: adunate și alcătuite acuma Întâiu Autor: Văcărescu, Ianache | Școală: Tipografia Sf. Episcopii a Râmnicului Dimensiuni: 21 x 15,8 cm | Observații sau Băgări de seamă asupra Regulelor și Orânduelilor Gramaticii Rumânești: adunate și alcătuite acuma Întâiu | Muzeul Național al Literaturii Române, București       | Cimec    |
|      | Carte de rugăciuni pentru cerere de biruință și Paraclisul pentru familia imperiala rusească | Școală: Mitropolie Dimensiuni: 20 x 15,5 cm | Carte de rugăciuni pentru cerere de biruință și Paraclisul pentru familia imperiala rusească | Muzeul Național al Literaturii Române, București       | Cimec    |
|      | Convenția încheiată la Paris la 19 August 1859 între Francia, Austria, Marea-Britanie, Prussia, Russia, Sardinia și Turcia, atingătoare de reorganisarea Principatelor-Unite a Moldovei și a Valakiei, urmată de protocolele celor 10 ședințe ținute | Datare: 1859 Școală: Tipografia C.A. Rosetti Dimensiuni: 8x4 cm Material: hârtie | | Muzeul Național de Istorie a României, București       | Cimec    |
|      | Le Tresor de Petrossa, Historique, Description, Etude sur l'Orfevrerie antique Autor: Odobescu, Alexandru | Datare: 1889-1900 Dimensiuni: 43x30,5 cm; Gr: 7 cm Material: hârtie | Ouvrage publie sous les auspices de sa majeste le Roi Charles ler de Roumanie avec 372 illustrations, chromolitographies et heliogravures. | Muzeul Național de Istorie a României, București       | Cimec    |
|      | Historie von der Erster Hereinkunff de Römer... | Datare: Prima jumătate a secolului al XVIII-lea Dimensiuni: Î = 22,7 cm; l = 19 cm; Gr = 2,5 cm Material: hârtie | Historie von der Erster Hereinkunff de Römer und dem von ihnen nachmahls aufgerichtenten Wallachischen Reiche, Anno 1727 dje 5 septembr[is], aus eines Anonymi Manuscripto Walachico zur Nachricht von uns in die Teutsche Sparache übersezet angefangen worden. | Muzeul Național de Istorie a României, București       | Cimec    |
|      | Biblia | Datare: 1795 Școală: Mitropolie Dimensiuni: in folio (41,5 x 25,8 cm) Material: hârtie | Biblia: Adecă Dumnezeiasca Scriptură A Legii Vechi Și A Ceii Noao Toate. | Muzeul Național al Literaturii Române, București       | Cimec    |
|      | Evanghelie | Datare: 1759 Dimensiuni: Î = 29,6 cm; La = 20,7 cm; Gr = 3,8 cm Material: hârtie | Evanghelie carea acum întâi s-au tipărită în timpul domniei lui Grigore Calimachi, domn al Moldovei. | Muzeul Național de Istorie a României, București       | Cimec    |
|      | Manuscris | Datare: 1630 - 1780 Dimensiuni: L = 18,7 cm; l=15,2 cm; Gr=3,5 cm Material: hârtie | | Muzeul Național de Istorie a României, București       | Cimec    |
|      | Ceaslov Autor: Ștefanovici, Ioan, tipograf; Constantin și Ioan Boghici, patron | Datare: 1806 Dimensiuni: 23 x 17,5 x 8 cm Material: hârtie | Ceaslov | Muzeul Național de Artă al României, București         | Cimec    |
|      | Carte de filosofie Autor: Gottliek, Ainekie | Datare: 1829 Școală: Tipografia Universității Ungariei Dimensiuni: Î: 21,7 cm; l: 14 cm; gr: 3,1 cm Material: hârtie, carton | „Filosofia cuvântului și a năravurilor, adică Logica și Ethica elementare cărora să pune înainte Istoia filosoficească scrise întâiu latinește de lăudatul profesor Gottliek Ainekie, fiind în catedra filo[soficească] din Ialla. Apoi traduse în limba elinească de dumnealui ban Grigorie Brâncoveanul, iar acum în limba rumânească de Eufrosin Dimitrie Potecă, ierom[onah] și profesor de filosofie dela București spre povățuire la lețiile sale de filosofie. Logica und Moral - walachisch. La Buda, în crăiasca tipografie a Universitatei Ungariei. 1829”. | Muzeul Național de Istorie a României, București       | Cimec    |
|      | Scrisoare a lui Dimitrie Bolintineanu adresată surorii sale, Ecaterina Bolintineanu Autor: Document redactat de către Dimitrie Bolintineanu | Datare: nedatată (1845-1848, după contextul istoric) Școală: Document redactat de către Dimitrie Bolintineanu. Dimensiuni: (20,8 x 13,2 cm) Material: hârtie fără filigran | | Muzeul Național al Literaturii Române, București       | Cimec    |
|      | Scrisoare datată „10 iulie 1863, Paris“, adresată de Iancu Alecsandri lui Costache Negri Autor: Scrisoarea a fost redactată de Iancu Alecsandri | Datare: 10 iulie 1863 Școală: Scrisoarea a fost redactată de Iancu Alecsandri. Dimensiuni: (21,2 x 13,4 cm) Material: hârtie cu filigran | | Muzeul Național al Literaturii Române, București       | Cimec    |
|      | Scrisoare datată „30 ianuarie 1863, Paris”, adresată de Iancu Alecsandri lui Costache Negri Autor: Document redactat de Iancu Alecsandri | Datare: 30 ianuarie 1863 Școală: Document redactat de Iancu Alecsandri. Dimensiuni: (32,5 x 21,7 cm) Material: hârtie fără filigran | | Muzeul Național al Literaturii Române, București       | Cimec    |
|      | Scrisoare a lui Dimitrie Bolintineanu adresată lui Christian Tell („9/21 aprilie“, fără an) Autor: Document redactat de către Dimitrie Bolintineanu | Datare: nedatată (1856, după contextul istoric) Școală: Document redactat de către Dimitrie Bolintineanu. Dimensiuni: (20,6 x 13,4 cm) Material: hârtie fără filigran | | Muzeul Național al Literaturii Române, București       | Cimec    |
|      | Scrisoare datată „4 ianuarie 1885, Mircești”, adresată de Vasile Alecsandri lui Alexandru Radu din Galați Autor: Scrisoarea a fost redactată de Vasile Alecsandri | Datare: 4 ianuarie 1885 Școală: Scrisoarea a fost redactată de Vasile Alecsandri. Dimensiuni: (21,2 x 13,4 cm) Material: hârtie fără filigran | | Muzeul Național al Literaturii Române, București       | Cimec    |
|      | Copie originală circulară a unei petiții contra caimacamilor Moldovei și Țării Românești adresată de mai mulți boieri moldoveni membrilor Comisiei Internaționale de Reorganizare a Principatelor Autor: Document semnat de D. Rallet, V. Alecsandri și M. Kogălniceanu | Datare: 7/19 februarie 1857 Școală: Document semnat de D. Rallet, V. Alecsandri și M. Kogălniceanu. Dimensiuni: (31,8 x 21,2 cm) Material: hârtie fără filigran | | Muzeul Național al Literaturii Române, București       | Cimec    |
|      | Copie originală circulară a unei petiții contra caimacamului Nicolae Vogoride adresată de mai mulți boieri moldoveni membrilor Comisiei Internaționale de Reorganizare a Principatelor Autor: Document semnat de D. Rallet, V. Alecsandri și M. Kogălniceanu | Datare: 18/30 martie 1857 Școală: Document semnat de D. Rallet, V. Alecsandri și M. Kogălniceanu. Dimensiuni: (33,5 x 21,2 cm) Material: hârtie fără filigran | | Muzeul Național al Literaturii Române, București       | Cimec    |
|      | Copie din prima parte a secolului al XVIII-lea a izvodului cărții de judecată și întărire a lui Alexandru al II-lea Mircea voievod al Țării Românești, pentru moșia Cepturile, din data de 14 decembrie 1571 Autor: Document copiat și tradus, probabil, în cancelaria domnească din București, reprezentând o traducere târzie, din slavonă, din prima parte a secolului al XVIII-lea                                                | Datare: prima parte a secolului al XVIII-lea. Școală: Document copiat și tradus, probabil, în cancelaria domnească din București, reprezentând o traducere târzie, din slavonă, din prima parte a secolului al XVIII-lea. Dimensiuni: (30,1 x 21,4 cm) Material: hârtie cu filigran                                         | | Muzeul Național al Literaturii Române, București       | Cimec    |
|      | Declarație a lui Răducan Miricescu privind un schimb de terenuri făcut cu Alecu Mărăcineanu Autor: Document redactat de Răducan Miricescu | Datare: Nedatat (jumătatea secolului al XIX-lea/a doua jumătate a secolului al XIX-lea) Școală: Document redactat de Răducan Miricescu. Dimensiuni: (34 x 20,7 cm) Material: hârtie fără filigran | | Muzeul Național al Literaturii Române, București       | Cimec    |
|      | „Chitanță“ pentru o datorie plătită de Răducan Miricescu lui Niculaie Militaru și Radu Răducanu Autor: Document redactat probabil de către Ioan Niculescu. Numele său apare la sfârșitul documentului | Datare: 12 aprilie 1892 Școală: Document redactat probabil de către Ioan Niculescu. Numele său apare la sfârșitul documentului. Dimensiuni: (34 x 20,9 cm) Material: hârtie cu filigran | | Muzeul Național al Literaturii Române, București       | Cimec    |
|      | Listă a zapiselor deținute de Alexandru Vilara privind terenurile cumpărate pe moșia Plopul Autor: Documentul a fost redactat, probabil, de un funcționar al unei primării/ judecătorii sau un secretar al lui Alexandru Vilara | Datare: 12 aprilie 1835 Școală: Documentul a fost redactat, probabil, de un funcționar al unei primării/ judecătorii sau un secretar al lui Alexandru Vilara. Dimensiuni: (43,2 x 16,3 cm) Material: hârtie cu filigran | | Muzeul Național al Literaturii Române, București       | Cimec    |
|      | Zapisul lui Gheorghe postelnicul, fiul lui Andrei căpitan, privind zălogirea către unchiul său, „Tatii Neculii“, a 100 de stânjeni de moșie în Cepturile Autor: Documentul a fost redactat de Gheorghe postelnicul | Datare: 8 iunie 1728 (vă leat 7236) Școală: Documentul a fost redactat de Gheorghe postelnicul. Dimensiuni: (21,5 x 16 cm) Material: hârtie cu filigran | | Muzeul Național al Literaturii Române, București       | Cimec    |
|      | Copie de secol XIX a unei cărți de hotărnicie a ocinilor unor moșneni din Dobroteani (Ceptura), jud. Săcuieni Autor: Document redactat la Ceptura, în numele moșnenilor din Dobroteani (Ceptura), beneficiarii actului. Scris, probabil, de un diac sau de un semnatar al documentului, neprecizându-se exact | Datare: Prima parte a secolului al XIX-lea, după actul din 1 septembrie 1707 (7216). Dimensiuni: (32 x 22,2 cm) Material: hârtie cu filigran | | Muzeul Național al Literaturii Române, București       | Cimec    |
|      | Zapisul lui Gheorghie postelnic pentru vânzarea unei părți de moșie din Cepturile Autor: Documentul a fost redactat Gheorghie postelnic | Datare: 20 iunie 1727 Școală: Documentul a fost redactat Gheorghie postelnic. Dimensiuni: (33,3 x 21,8 cm) Material: hârtie cu filigran | | Muzeul Național al Literaturii Române, București       | Cimec    |
|      | Zapis de socoteală și împărțeală a stânjenilor deținuți de frații Radu și Dumitru Dăncescu în moșia Plopul Autor: Documentul este redactat și semnat de logofătul Radu Dăncescu | Datare: 1 septembrie 1793 Școală: Documentul este redactat și semnat de logofătul Radu Dăncescu. Dimensiuni: (21,5 x 16,6 cm) Material: hârtie cu filigran | | Muzeul Național al Literaturii Române, București       | Cimec    |
|      | Act al postelnicului Tudor privind casa în care locuia, aflată pe moșia Ceptura Autor: Document redactat de postelnicul Tudor și semnat de acesta | Datare: 26 ianuarie 1832 Școală: Document redactat de postelnicul Tudor și semnat de acesta. Dimensiuni: (32,5 x 21 cm) Material: hârtie cu filigran | | Muzeul Național al Literaturii Române, București       | Cimec    |
|      | Zapis prin care Iancu, fiul lui Matei Dăncescu, zis și Grămescu, vinde biv vel hatmanului Alexandru Vilara 20 de stânjeni în hotarul Plopul Autor: Document redactat de Iancu Dăncescu, zis și Grămescu și iscălit de acesta | Datare: 30 octombrie 1834 Școală: Document redactat de Iancu Dăncescu, zis și Grămescu și iscălit de acesta. Dimensiuni: (32,6 x 22 cm) Material: hârtie cu filigran | | Muzeul Național al Literaturii Române, București       | Cimec    |
|      | Scrisoare a Melitinei, stareța schitului Pasărea, adresată biv vel vistiernicului Alecu Vilara Autor: Document redactat și semnat de stareța Melitina | Datare: 13 martie 1834 Școală: Document redactat și semnat de stareța Melitina. Dimensiuni: (32,5 x 22,3 cm) Material: hârtie cu filigran | | Muzeul Național al Literaturii Române, București       | Cimec    |
|      | Zapis prin care Răducanu Grămescu logofăt, zis și Dăncescu, vinde biv vel hatmanului Alexandru Vilara 15 stânjeni în hotarul Plopu Autor: Document redactat de Costandin N. Valsama | Datare: 14 august 1834 Școală: Document redactat de Costandin N. Valsama. Dimensiuni: (32,7 x 21,4 cm) Material: hârtie cu filigran | | Muzeul Național al Literaturii Române, București       | Cimec    |
|      | Copie de secol XIX a unui zapis din 11 august 1707 prin care Stemate, fiul lui Tănase din Țintea, și vărul său, Tudor, fiul lui Preda din Ciociani, vând unchilor lor, Dumitru și Costandin Dăncescu, o parte de moșie din hotarul Plopul Autor: Documentul a fost redactat în cadrul Judecătoriei Județului Saac | Datare: 26 august 1834 Școală: Documentul a fost redactat în cadrul Judecătoriei Județului Saac. Dimensiuni: (29,5 x 20 cm) Material: hârtie cu filigran | | Muzeul Național al Literaturii Române, București       | Cimec    |
|      | Carte de adeverire privind stânjenii returnați de biv vel hatmanul Alexandru Vilara moșnenilor din hotarul Plopul Autor: Document redactat la Ceptura, în numele moșnenilor din hotarul Plopul, beneficiarii actului. Scris, probabil, de un diac sau de un semnatar al documentului, neprecizându-se exact | Datare: 14 iunie 1835 Școală: Document redactat la Ceptura, în numele meșnenilor din hotarul Plopul, beneficiarii actului. Scris, probabil, de un diac sau de un semnatar al documentului, neprecizându-se exact. Dimensiuni: (36 x 24 cm) Material: hârtie cu filigran                                                     | | Muzeul Național al Literaturii Române, București       | Cimec    |
|      | Scrisoare a lui Dimitrie Bolintineanu adresată lui Christian Tell, 1857 Autor: Document redactat de către Dimitrie Bolintineanu | Datare: 8/20 ianuarie 1857 Școală: Document redactat de către Dimitrie Bolintineanu. Dimensiuni: (21,8 x 13,6 cm) Material: hârtie fără filigran | | Muzeul Național al Literaturii Române, București       | Cimec    |
|      | Zapisul lui „Gligorie“ privind vânzarea unei părți de moșie din Ceptura Autor: Document redactat la Ceptura de către Pavel logofăt „za Divan“ | Datare: 7 ianuarie 1730 Școală: Document redactat la Ceptura de către Pavel logofăt „za Divan“. Dimensiuni: (32,8 x 21,5 cm) Material: hârtie cu filigran | | Muzeul Național al Literaturii Române, București       | Cimec    |
|      | Zapisul lui „Costandin“ privind zălogirea unei părți de moșie de lângă Ceptura Autor: Document redactat de către Costandin postelnic | Datare: 30 noiembrie 1734 Școală: Document redactat de către Costandin postelnic. Dimensiuni: (28,5 x 19,5 cm) Material: hârtie cu filigran | | Muzeul Național al Literaturii Române, București       | Cimec    |
|      | Carte de hotărnicie a moșiei Plopul, stăpânită de moșnenii Dăncești Autor: Document redactat la Ceptura de boierii hotarnici, semnatari ai documentului | Datare: 8 mai 1783 Școală: Document redactat la Ceptura de boierii hotarnici, semnatari ai documentului. Dimensiuni: (30,7 x 20,9 cm) Material: hârtie cu filigran | | Muzeul Național al Literaturii Române, București       | Cimec    |
|      | Zapis prin care Iancu și Răducan Grămescu se declară mulțumiți de hotărnicia făcută de Manolache Papadat terenurilor vândute lui Alexandru Vilara Autor: Document redactat la Ceptura de către clucerul Rălescu, semnatar și martor al documentului | Datare: 23 martie 1835 Școală: Document redactat la Ceptura de către clucerul Rălescu, semnatar și martor al documentului. Dimensiuni: (26 x 19,5 cm) Material: hârtie cu filigran | | Muzeul Național al Literaturii Române, București       | Cimec    |
|      | Zapis al Melitinei, stareța schitului Pasărea, privind o vie vândută lui Alexandru Vilara, 1837 Autor: Document redactat și semnat de stareța Melitina | Datare: 1837 Școală: Document redactat și semnat de stareța Melitina. Dimensiuni: (32,5 x 22 cm) Material: hârtie fără filigran | | Muzeul Național al Literaturii Române, București       | Cimec    |
|      | Scrisoare a Melitinei, stareța schitului Pasărea, adresată lui Alexandru Vilara, 1838 Autor: Document redactat și semnat de stareța Melitina | Datare: 1938 Școală: Document redactat și semnat de stareța Melitina. Dimensiuni: (40,5 x 15 cm) Material: hârtie cu filigran | | Muzeul Național al Literaturii Române, București       | Cimec    |
|      | Scrisoare nedatată, adresată lui Alexandru Vilara Autor: Document redactat la Ceptura. Numele semnatarului este ilizibil, scrisoarea fiind ruptă în partea inferioară | Datare: Prima jumătate a secolului al XIX-lea Școală: Document redactat la Ceptura. Numele semnatarului este ilizibil, scrisoarea fiind ruptă în partea inferioară. Dimensiuni: (33,6 x 21,5 cm) Material: hârtie fără filigran                                                                                             | | Muzeul Național al Literaturii Române, București       | Cimec    |
|      | Act emis de stărostia de negustori privind scoaterea la mezat a unei părți din moșia Ceptura Autor: Document redactat de un diac de la stărostia de negustori | Datare: 2 mai 1831 Școală: Document redactat de un diac de la stărostia de negustori. Dimensiuni: (33,6 x 21,5 cm) Material: hârtie cu filigran | | Muzeul Național al Literaturii Române, București       | Cimec    |
|      | Zapis prin care epitropii bisericii din Ceptura vând lui Alexandru Vilara 23 de stânjeni și jumătate în hotarul Plopul Autor: Document redactat la Ceptura, diac necunoscut | Datare: 20 ianuarie 1832 Școală: Document redactat la Ceptura, diac necunoscut. Dimensiuni: (32,6 x 21,8 cm) Material: hârtie cu filigran | | Muzeul Național al Literaturii Române, București       | Cimec    |
|      | Anafora a judecătoriei județului Saac privind vânzarea, de către epitropii bisericii din Ceptura, a 23 de stânjeni și jumătate din hotarul Plopul Autor: Document redactat în cadrul judecătoriei județului Saac | Datare: 28 aprilie 1833 Școală: Document redactat în cadrul judecătoriei județului Saac. Dimensiuni: (32,4 x 21,6 cm) Material: hârtie cu filigran | | Muzeul Național al Literaturii Române, București       | Cimec    |
|      | Istoriea a Alexandrului celui Mare din Machedonia, și a lui Darie din Persida Împăraților. Cu învoirea celor mai mari. Sau tipărit în Tipografia a lui Petru Bart din Sibii la anul D[o]mnului 1794 Autor: Traducătorul și îngrijitorul ediției este Dimitrie Iercovici | Datare: 1794 Școală: Cartea a fost tipărită de Petru Bart (Petrus Barth) în tipografia săsească a dinastiei Bart. Dimensiuni: 17,6 x 11,6 cm Material: Hârtie cu filigran. | | Muzeul Național al Literaturii Române, București       | Cimec    |
|      | Catavasieariu. Acum a patra oară tipărit, supt prea fericita Împărăție a prea Înălțatului Împărat Francișc al Doilea. Cu Blagosloveniea Prea Luminatului și Prea osfințitului Domnului Domn. Ioann Bobb Vlădicul Făgărașului. În Blaj. Anii de la XS 1793. Autor: Editorul ediției a IV-a a Catavasiariului, Blaj, 1793 este ierarhul Ioann Bobb                                                                                      | Datare: 1793 Școală: În tipografia Bisericii Române Unite cu Roma din Blaj. Dimensiuni: 16,5 x 10,5 cm Material: Hârtie cu filigran. | | Muzeul Național al Literaturii Române, București       | Cimec    |
|      | Retorică, adecă Învățătura și Întocmirea Frumoasei Cuvăntări, acum întâiu izvodită pe limba romănească. Împodobită și întemeiată cu pildele vechilor filosofi, și Dascali bisericești. Autor: Ioan Piuariu-Molnar este autorul lucrării: „Retorică, adecă Învățătura și Întocmirea Frumoasei Cuvăntări“. | Datare: 1798 Școală: A fost tipărită în Tipografia Regală a Secției de Studii Orientale a Universității din „Peșta“. Dimensiuni: 20,9 x 12,9 cm Material: Hârtie cu filigran. | | Muzeul Național al Literaturii Române, București       | Cimec    |
|      | Socoteala venitului moșiei Ciocanu Canelii din județul Vlașca a răposatului Grigorie Canela, fratele dumnealui pitarului Constandin Canela, precum mai jos se arată, de la leat 1820 la leat următor 1842 | Datare: 25 septembrie 1842 Școală: Scris de un copist (funcționar notarial). Dimensiuni: 34,9 x 21,9 cm Material: Hârtie specifică fără filigran. | | Muzeul Național al Literaturii Române, București       | Cimec    |
|      | Copie după scrierea testamentului răposatului Grigorie Canela Cațichi, suditul grec, publicat la Unțești (satul Basarabii), 1 martie 1842 | Datare: 1842 Școală: Scris de un copist (funcționar notarial). Dimensiuni: 35 x 21,3 cm Material: Hârtie specifică fără filigran. | | Muzeul Național al Literaturii Române, București       | Cimec    |
|      | Pravila Mică (Prăvălioara), Iași, 1784. Autor: Editată de ierarhul Gavriil, mitropolitul Moldovei | Datare: 1784 Școală: S-a tipărit în tipografia domnească a Mitropoliei Moldovei din Iași. Dimensiuni: 19,1 x 14,5 cm Material: Hârtie cu filigran. | | Muzeul Național al Literaturii Române, București       | Cimec    |
|      | Rugăciuni pentru biruință Autor: Editorul cărții este mitropolitul Gavriil al Moldovei | Datare: 1769 Școală: Tipărită în tipografia Mitropoliei Moldovei din Iași. Dimensiuni: 14,5 x 10 cm Material: Hârtie cu filigran. | | Muzeul Național al Literaturii Române, București       | Cimec    |
|      | Scrisoare adresată Nataliei Negru Iosif de Ecaterina Iorga Autor: Scrisoarea a fost redactată de Ecaterina Iorga | Datare: 16 februarie 1906 Școală: Scrisoarea a fost redactată de Ecaterina Iorga. Dimensiuni: (17,4 x 11,2 cm) Material: hârtie cu filigran | | Muzeul Național al Literaturii Române, București       | Cimec    |
|      | Bilet adresat Nataliei Negru Iosif de Ecaterina Iorga Autor: Scrisoarea a fost redactată de Ecaterina Iorga | Datare: 1904-1911 Școală: Scrisoarea a fost redactată de Ecaterina Iorga. Dimensiuni: (14,4 x 11,2 cm) Material: hârtie cu filigran | | Muzeul Național al Literaturii Române, București       | Cimec    |
|      | Scrisoare adresată lui Vasile Bogrea de Mircea Iorga, prima jumătate a secolului al XX-lea Autor: Scrisoarea a fost redactată de Mircea Iorga | Datare: prima jumătate a secolului al XX-lea Școală: Scrisoarea a fost redactată de Mircea Iorga. Dimensiuni: (8,1 x 12 cm) Material: hârtie fără filigran | | Muzeul Național al Literaturii Române, București       | Cimec    |
|      | Grup de patru bilete, tip carte de vizită, adresate Constanței Marino-Moscu de Ecaterina Iorga Autor: Cărțile de vizită au fost redactate de Ecaterina Iorga | Datare: 26 decembrie 1931 Școală: Cărțile de vizită au fost redactate de Ecaterina Iorga. Dimensiuni: (6,2 x 10,3 cm) Material: hârtie-carton fără filigran | | Muzeul Național al Literaturii Române, București       | Cimec    |
|      | Scrisoare adresată Constanței Marino-Moscu de Ecaterina Iorga Autor: Scrisoarea a fost redactată de Ecaterina Iorga. | Datare: 26 septembrie 1931 Școală: Scrisoarea a fost redactată de Ecaterina Iorga. Dimensiuni: (19,7 x 14,4 cm) Material: hârtie fără filigran | | Muzeul Național al Literaturii Române, București       | Cimec    |
|      | Scrisoare adresată Constanței Marino-Moscu de Ecaterina Iorga Autor: Scrisoarea a fost redactată de Ecaterina Iorga | Datare: 27 iunie 1932 Școală: Scrisoarea a fost redactată de Ecaterina Iorga. Dimensiuni: (17,8 x 14,4 cm) Material: hârtie fără filigran | | Muzeul Național al Literaturii Române, București       | Cimec    |
|      | Scrisoare adresată Constanței Marino-Moscu de Ecaterina Iorga Autor: Scrisoarea a fost redactată de Ecaterina Iorga | Datare: 24 iulie 1932 Școală: Scrisoarea a fost redactată de Ecaterina Iorga. Dimensiuni: (21 x 12,8 cm) Material: hârtie fără filigran | | Muzeul Național al Literaturii Române, București       | Cimec    |
|      | Scrisoare adresată Constanței Marino-Moscu de Ecaterina Iorga Autor: Scrisoarea a fost redactată de Ecaterina Iorga | Datare: 14 septembrie 1933 Școală: Scrisoarea a fost redactată de Ecaterina Iorga. Dimensiuni: (21,4 x 13,8 cm) Material: hârtie cu filigran | | Muzeul Național al Literaturii Române, București       | Cimec    |
|      | Scrisoare adresată Constanței Marino-Moscu de Ecaterina Iorga Autor: Scrisoarea a fost redactată de Ecaterina Iorga | Datare: Prima jumătate a secolului al XX-lea Școală: Scrisoarea a fost redactată de Ecaterina Iorga. Dimensiuni: (17,7 x 14,4 cm) Material: hârtie fără filigran | | Muzeul Național al Literaturii Române, București       | Cimec    |
|      | Bilet adresat Constanței Marino-Moscu de Ecaterina Iorga Autor: Scrisoarea a fost redactată de Ecaterina Iorga | Datare: 10 februarie 1933 Școală: Scrisoarea a fost redactată de Ecaterina Iorga. Dimensiuni: (10,7 x 13,6 cm) Material: hârtie carton fără filigran | | Muzeul Național al Literaturii Române, București       | Cimec    |
|      | Carte de vizită (cu plic) a lui Titu Maiorescu, cu un mesaj adresat doamnei Natalia Iosif Negru Autor: Cartea de vizită a fost redactată de Titu Maiorescu | Datare: februarie 1909 Școală: Cartea de vizită a fost redactată de Titu Maiorescu. Dimensiuni: (5,6 x 9,3 cm) Material: hârtie specifică fără filigran | | Muzeul Național al Literaturii Române, București       | Cimec    |
|      | Carte de vizită a lui Titu Maiorescu, cu un mesaj adresat lui Ion Al. Brătescu-Voinești și Ion A. Rădulescu Autor: Cartea de vizită a fost redactată de Titu Maiorescu | Datare: post 1901 Școală: Cartea de vizită a fost redactată de Titu Maiorescu. Dimensiuni: (5,8 x 9,5 cm) Material: hârtie specifică fără filigran | | Muzeul Național al Literaturii Române, București       | Cimec    |
|      | Carte de vizită a lui Titu Maiorescu, cu un mesaj adresat lui Ion A. Rădulescu Autor: Cartea de vizită a fost redactată de Titu Maiorescu | Datare: [21 noiembrie 1897] Școală: Cartea de vizită a fost redactată de Titu Maiorescu. Dimensiuni: (5,8 x 9,3 cm) Material: hârtie specifică fără filigran | | Muzeul Național al Literaturii Române, București       | Cimec    |
|      | Carte de vizită a lui Titu Maiorescu, pe care este notat un mesaj al acestuia Autor: Cartea de vizită a fost redactată de Titu Maiorescu | Datare: post 1885 Școală: Cartea de vizită a fost redactată de Titu Maiorescu. Dimensiuni: (5,7 x 9,5 cm) Material: hârtie specifică fără filigran | | Muzeul Național al Literaturii Române, București       | Cimec    |
|      | Carte de vizită a soților Maiorescu, cu un mesaj adresat de Titu Maiorescu lui Ion Al. Brătescu-Voinești și Ion A. Rădulescu Autor: Cartea de vizită a fost redactată de Titu Maiorescu | Datare: [15 februarie 1895] Școală: Cartea de vizită a fost redactată de Titu Maiorescu. Dimensiuni: (5,6 x 9,4 cm) Material: hârtie specifică fără filigran | | Muzeul Național al Literaturii Române, București       | Cimec    |
|      | Carte de vizită a Annei Maiorescu, născută Rosetti, cu un mesaj pentru Ion A. Rădulescu Autor: Cartea de vizită a fost redactată de Anna Maiorescu | Datare: 10/22 decembrie 1897 Școală: Cartea de vizită a fost redactată de Anna Maiorescu. Dimensiuni: (5,2 x 8,9 cm) Material: hârtie specifică fără filigran | | Muzeul Național al Literaturii Române, București       | Cimec    |
|      | Carte poștală adresată de Titu Maiorescu lui Ion A. Rădulescu, aflat la Leipzig Autor: Cartea poștală fost completată de Titu Maiorescu | Datare: 21 noiembrie/3 decembrie 1898 Școală: Cartea poștală fost completată de Titu Maiorescu Dimensiuni: (9 x 12,2 cm) Material: hârtie specifică fără filigran | | Muzeul Național al Literaturii Române, București       | Cimec    |
|      | Carte de vizită a lui Titu Maiorescu, cu un mesaj adresat doamnei Ghionis Autor: Cartea de vizită a fost redactată de Titu Maiorescu | Datare: 1885 Școală: Cartea poștală fost completată de Titu Maiorescu Dimensiuni: (6,6 x 10 cm) Material: hârtie specifică fără filigran | | Muzeul Național al Literaturii Române, București       | Cimec    |
|      | Bilet prin care Titu Maiorescu refuză abonamentul revistei „Convorbiri“ Autor: Biletul a fost completat de Titu Maiorescu | Datare: ianuarie 1907 Școală: Biletul a fost completat de Titu Maiorescu. Dimensiuni: (7,5 x 13,5 cm) Material: hârtie specifică fără filigran | | Muzeul Național al Literaturii Române, București       | Cimec    |
|      | Filă pe care Titu Maiorescu a notat un fragment din Darea în judecată a foștilor miniștri conservatori de sub preșidenția lui L. Catargi Autor: Documentul a fost redactat de Titu Maiorescu | Datare: 1899-1906 Școală: Documentul a fost redactat de Titu Maiorescu. Dimensiuni: (28,9 x 22,7 cm) Material: hârtie specifică fără filigran | | Muzeul Național al Literaturii Române, București       | Cimec    |
|      | Plic pe care Titu Maiorescu a notat informații despre procesul în care fusese implicat în 1876-1877 Autor: Plicul, conținând fila cu nr. de inv 12641, a fost completat de Titu Maiorescu | Datare: 1899-1906 Școală: Plicul a fost completat de Titu Maiorescu. Dimensiuni: (9,5 x 11,7 cm) Material: hârtie specifică fără filigran | | Muzeul Național al Literaturii Române, București       | Cimec    |
|      | Text manuscris al lui Nicolae Iorga despre volumul Trepte rupte al scriitorului Vasile Demetrius Autor: Textul manuscris a fost redactat de Nicolae Iorga | Datare: 1906 Școală: Textul manuscris a fost redactat de Nicolae Iorga. Dimensiuni: (17 x 10,5 cm) Material: hârtie fără filigran | | Muzeul Național al Literaturii Române, București       | Cimec    |
|      | Manuscris conținând aforisme ale lui Nicolae Iorga, redactat pe file disparate Autor: Textul manuscris a fost redactat de Nicolae Iorga | Datare: Prima parte a secolului al XX-lea Școală: Textul manuscris a fost redactat de Nicolae Iorga. Dimensiuni: (9,5 x 14,3 cm) Material: hârtie fără filigran | | Muzeul Național al Literaturii Române, București       | Cimec    |
|      | Text manuscris al lui Nicolae Iorga despre apariția revistei „Viața Literară” Autor: Textul manuscris a fost redactat de Nicolae Iorga | Datare: 1906 Școală: Textul manuscris a fost redactat de Nicolae Iorga. Dimensiuni: (17 x 11,5 cm) Material: hârtie fără filigran | | Muzeul Național al Literaturii Române, București       | Cimec    |
|      | Primele două file din ziarul „Neamul românesc literar”, Anul II, Nr. 44, 31 octombrie 1910, cu articolul Scriitorul de azi: D. Anghel de Nicolae Iorga Autor: Articolul semnat de Nicolae Iorga face parte din ziarul „Neamul românesc literar” | Datare: 31 octombrie 1910 Școală: Ziarul a fost tipărit în tipografia din Vălenii de Munte. Dimensiuni: (23,5 x 21,2 cm) Material: hârtie fără filigran | | Muzeul Național al Literaturii Române, București       | Cimec    |
|      | Extras al unui studiu al lui Nicolae Iorga, intitulat Les variations du type de la dormition de la Vierge dans le vieil art roumain, cu dedicație a autorului pentru Carol (Citta) Davila Autor: Extrasul conține un studiu în limba franceză publicat de Nicolae Iorga | Datare: 1926 Școală: Extrasul revistei a fost tipărit în tipografia „Politika“ din Praga. Dimensiuni: (32 x 24 cm) Material: hârtie fără filigran | | Muzeul Național al Literaturii Române, București       | Cimec    |
|      | Amintiri ale pictorului Sever Burada (1896-1968) despre Nicolae Iorga Autor: Textul manuscris a fost redactat de Sever Burada | Datare: [post 1938] Școală: Textul manuscris a fost redactat de Sever Burada. Dimensiuni: (16 x 12,5 cm) Material: hârtie fără filigran | | Muzeul Național al Literaturii Române, București       | Cimec    |
|      | Zapisul boierilor din Boziani din data de 1 iunie 1697 (vă leat 7205) Autor: Document redactat de Radul căpitan, martor și semnatar al zapisului | Datare: 1 iunie 1697 (vă leat 7205) Școală: Document redactat de Radul căpitan, martor și semnatar al zapisului. Dimensiuni: (28,5 x 20,7 cm) Material: hârtie cu filigran | | Muzeul Național al Literaturii Române, București       | Cimec    |
|      | Zapisul lui Chiriac, feciorul lui Drăghici din Filipești, din data de 17 mai 1709 (7217) Autor: Documentul a fost redactat de popa Dragomir | Datare: 17 mai 1709 (vă leat 7217). Școală: Documentul a fost redactat de popa Dragomir. Dimensiuni: (31,5 x 21,5 cm) Material: hârtie cu filigran | | Muzeul Național al Literaturii Române, București       | Cimec    |
|      | Zapisul lui Costandin, feciorul lui Drăghici din Filipești, din data de 16 aprilie 1709 (7217) Autor: Document redactat de Cârstea logofăt | Datare: 16 aprilie 1709 (vă leat 7217) Școală: Document redactat de Cârstea logofăt. Dimensiuni: (31,3 x 21,5 cm) Material: hârtie cu filigran | | Muzeul Național al Literaturii Române, București       | Cimec    |
|      | Hartă reprezentând Descrierea antică a Daciei și Moesiei Autor: Harta este reprodusă în ediția lui Philipp Clüverius, Amsterdam, 1661 | Datare: 1661 Școală: Lucrarea în care a fost reprodusă harta este „Introductions in Universam Geographicam” Dimensiuni: 19,5 x 20,9 cm Material: Hârtie cu filigran. | | Muzeul Național al Hărților și Cărții Vechi, București | Cimec    |
|      | Hartă reprezentând Regatul Ungariei și provinciile istorice ale acestuia care în prezent formează partea nordică a Imperiului Otoman în Europa de sud-est (începutul secolului al XVIII-lea) Autor: Harta este o ediție ulterioară a celei originale a lui Gerard Valck și Petrus Schenck, Amsterdam, 1702 | Școală: Lucrarea în care a fost reprodusă harta a fost tipărită de Szántai Lajos, „Atlas Hungaricus” (1528-1850), Budapesta, 1996. Dimensiuni: 58 x 61 cm Material: Hârtie cu filigran. | | Muzeul Național al Hărților și Cărții Vechi, București | Cimec    |
|      | Hartă reprezentând Ungaria sau partea de nord a Turciei în Europa Autor: Harta este reprodusă în Nicolas de Fer, ediția Paris, 1697 | Datare: 1697 Școală: Lucrarea în care a fost reprodusă harta este „Micul și Noul Atlas”, editat de Nicolas de Fer, Paris, 1697 Dimensiuni: 17 x 28,5 cm Material: Hârtie cu filigran. | | Muzeul Național al Hărților și Cărții Vechi, București | Cimec    |
|      | Hartă reprezentând Ungaria și Transilvania Autor: Harta este reprodusă în „Atlante Novissimo”, editat Antonio Zatta, ediția Veneția, 1781 | Datare: post 1781 Școală: Lucrarea în care a fost reprodusă harta este „Atlante Novissimo”, editat de Antonio Zatta, tipărită la Veneția în patru volume Dimensiuni: 17,9 x 26,8 cm Material: Hârtie fără filigran. | | Muzeul Național al Hărților și Cărții Vechi, București | Cimec    |